# Mobiliari urbà de Barcelona

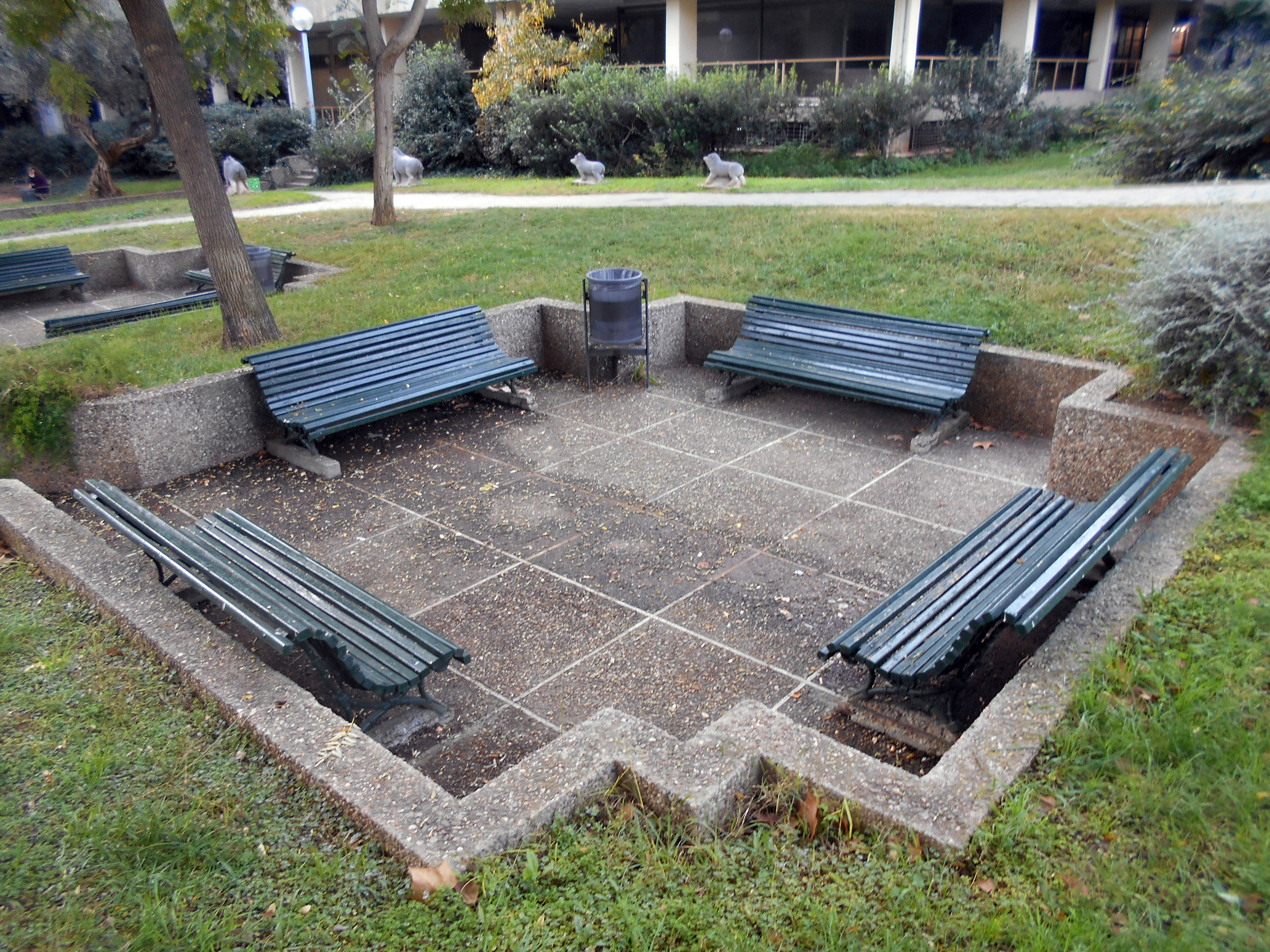
Bancs model Romàntic, jardins de Jaume Vicens i Vives

El mobiliari urbà de Barcelona és gestionat per l'Àrea d'Ecologia, Urbanisme i Mobilitat de l'Ajuntament de Barcelona. Va evolucionar concorde als progressos al conjunt de l'urbanisme barceloní i, en general, a l'evolució històrica i territorial de la ciutat, d'acord amb altres factors que defineixen l'espai públic, com l'arquitectura, les infraestructures urbanes i l'adequació i manteniment d'espais naturals o de construcció. Comprèn tot un seguit d'elements tals com fanals, bancs, papereres, bústies, fonts, semàfors, parades de transport públic, paviments, contenidors d'escombraries, jardineres, quioscs, parquímetres, cabines telefòniques i un llarg etcètera d'objectes i elements de micro-arquitectura. Si bé la seva principal característica ha estat des de sempre la funcionalitat, per regla general han estat freqüentment objectes de disseny i de consideració estètica, ja que moblen l'espai públic on es desenvolupa la vida urbana.
L'evolució urbanística de la Ciutat Comtal ha estat constant des de la fundació en època romana fins a l'actualitat, si bé s'ha accentuat des del segle xix gràcies al Pla Cerdà i l'agregació de municipis limítrofs. Va ser també a la fi d'aquest segle quan el mobiliari urbà va començar a tenir una consideració especial i a ser objecte de disseny i planificació, gràcies a la tasca dels successius responsables d'Edificacions i Ornamentació de l'Ajuntament, com Antoni Rovira i Trias i Pere Falqués i Urpí.

## Elements urbans

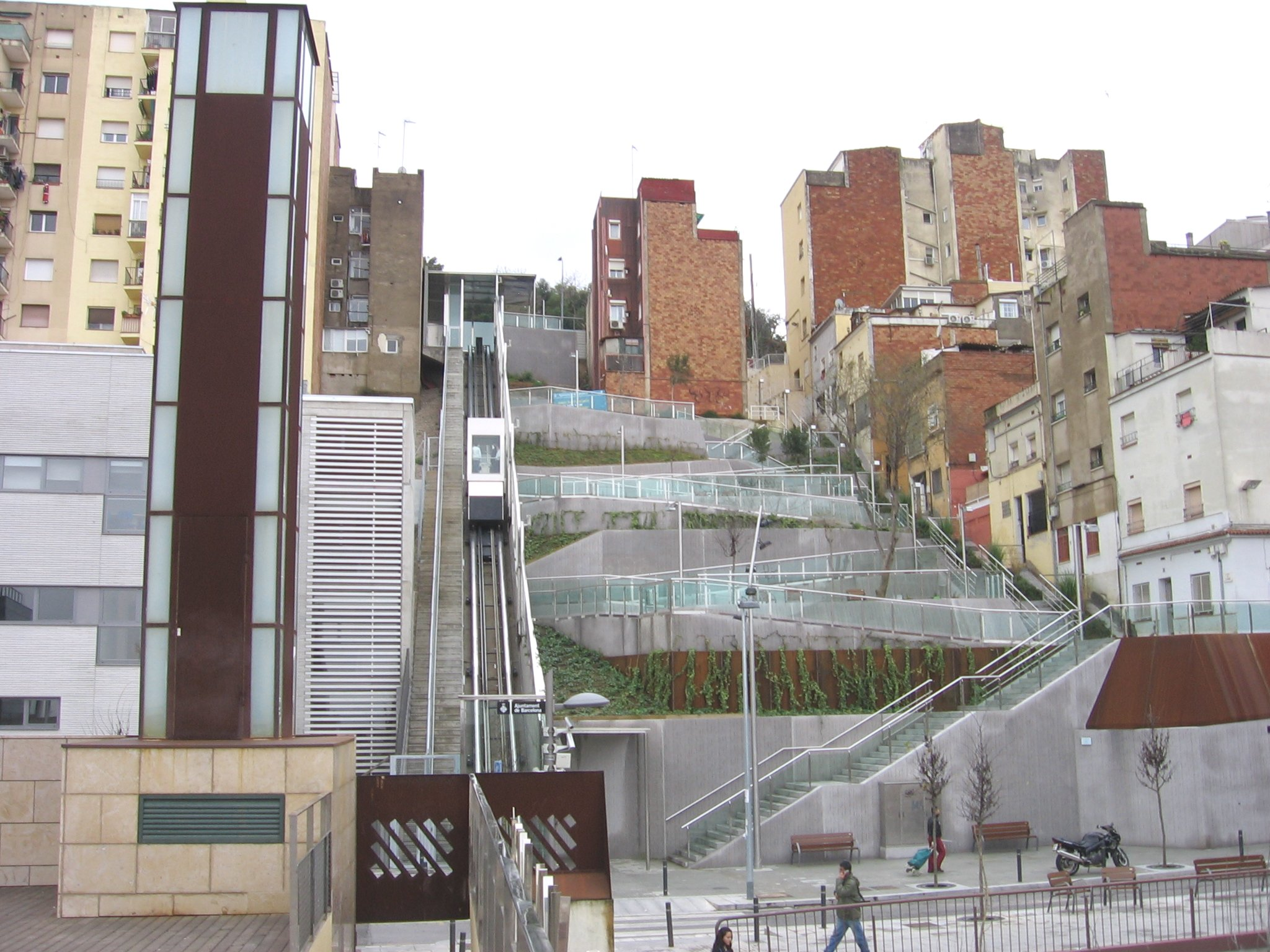
Ascensor funicular del carrer d'Alguer, al barri del Carmel

Barcelona té una superfície de 102,16 km², dels quals el 25,7% correspon a espais públics, i d'aquests un 16,3% són carrers i la resta zones verdes. L'inventari de 2009 hi comptabilitzava 703 540 elements de mobiliari urbà als espais públics, un per cada 8 m² de vorera.
Per regla general, els elements urbans han de complir certs criteris: disseny, basat en la qualitat estètica, l'autenticitat i l'originalitat; funcionalitat i ergonomia; fàcil manteniment i baix cost; accessibilitat i seguretat; i sostenibilitat social i ambiental. Cal un estudi del terreny i de les necessitats socials abans d'instal·lar-lo, que en general es basa en una reglamentació municipal preestablerta. En funció de l'element a instal·lar s'estudia el material idoni (els més emprats són la fusta, pedra, formigó, metall, vidre i plàstic), la resistència, el manteniment —un factor a tenir en compte és el vandalisme—, la col·locació i la utilització. Altres factors que s'han pres en consideració en els últims temps han estat la sostenibilitat i la multifuncionalitat. També se'n ha de considerar el preu, en funció de les característiques tècniques, la relació inversió-amortització, el cost de compra, fabricació, muntatge i col·locació, el manteniment i el consum d'aigua, gas o electricitat. Finalment, un altre factor a tenir en compte és l'accessibilitat i facilitat d'ús, especialment en consideració a persones amb mobilitat reduïda o algun tipus de discapacitat física o sensitiva.

### Tipologia
Existeix una gran varietat d'elements urbans, que es poden classificar segons la funció que tenen:
- Elements comuns urbans:
  - Paviment: és el revestiment del sòl, pot ser de pedra, morter, formigó, macadam o asfalt, amb diversos models, com el de 4 o 9 pastilles, de flors, roses, cercles, anells concèntrics, barres, macarrons diagonals, Gaudí, etc.[9]
  - Vorades: barreres separadores entre vorera i calçada, de pedra o formigó. Els més usuals són el manual, el granític mecanitzat i l'embornal bústia de granit.[10]
  - Guals: espais de trànsit de vianants (gual barca o vorera deprimida) o vehicles (models V-20 i V-40/60).[11]
  - Escocells: són els elements delimitadors d'arbres, elaborats en formigó, ferro o acer, amb diversos models: Brico, Fiol, Ramla, Yarg o Carmel 160.[12]
  - Reixes: serveixen per a l'evacuació de l'aigua de pluja del sòl als embornals. Són generalment de ferro, amb models com Ciutat Vella, Delta-BCN o Meridiana 30.[13]
  - Tapes: elements de tancament d'embornals i infraestructures (aigua, electricitat, gas, telecomunicacions), normalment de ferro.[14]
  - Escales, rampes, ascensors i escales mecàniques: serveixen per salvar desnivells, poden ser de pedra o elements mecanitzats.[15]

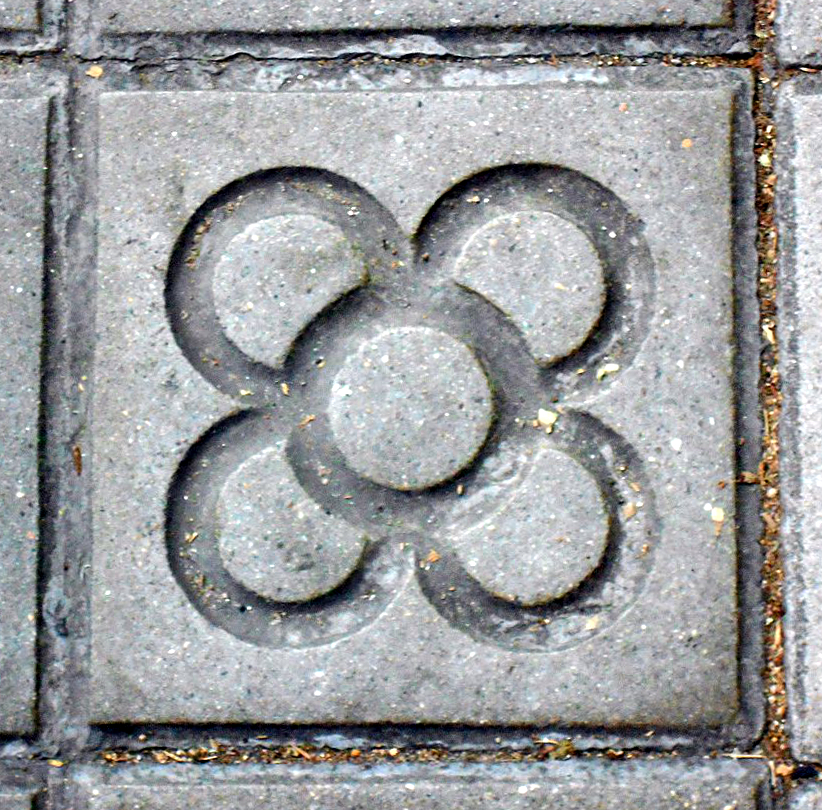
Paviment: «flor de Barcelona», Josep Puig i Cadafalch.
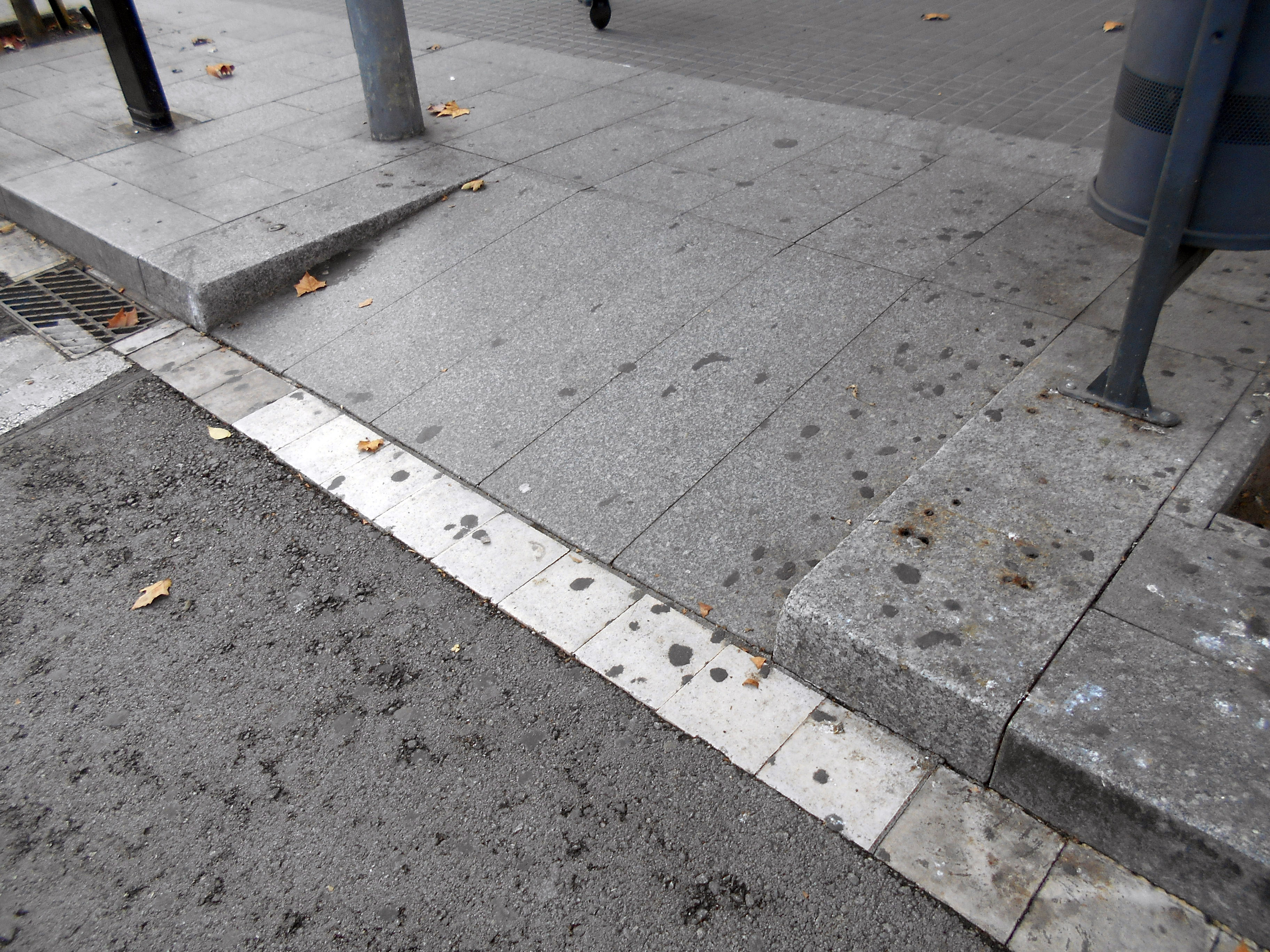
Gual.
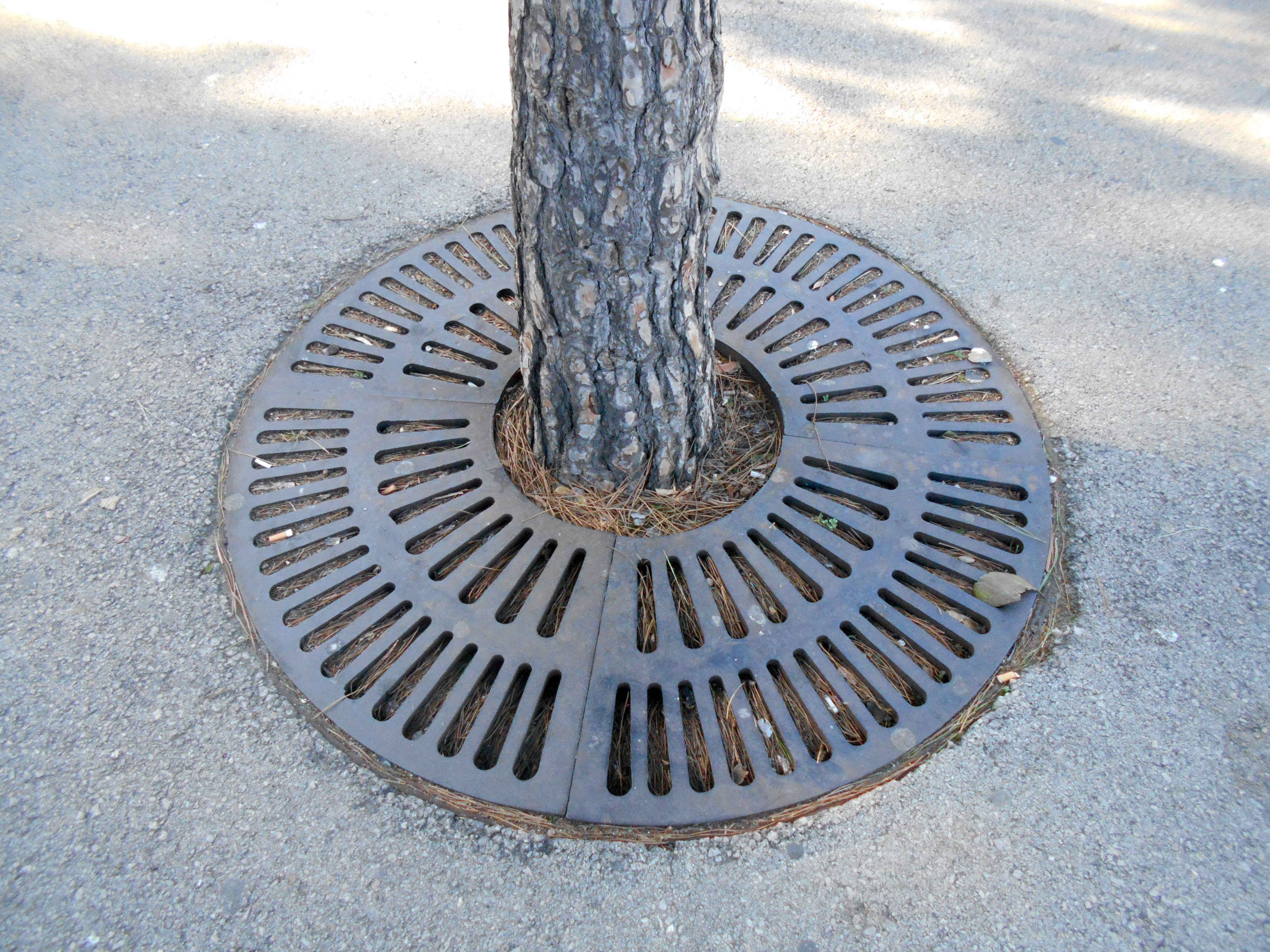
Escocell.
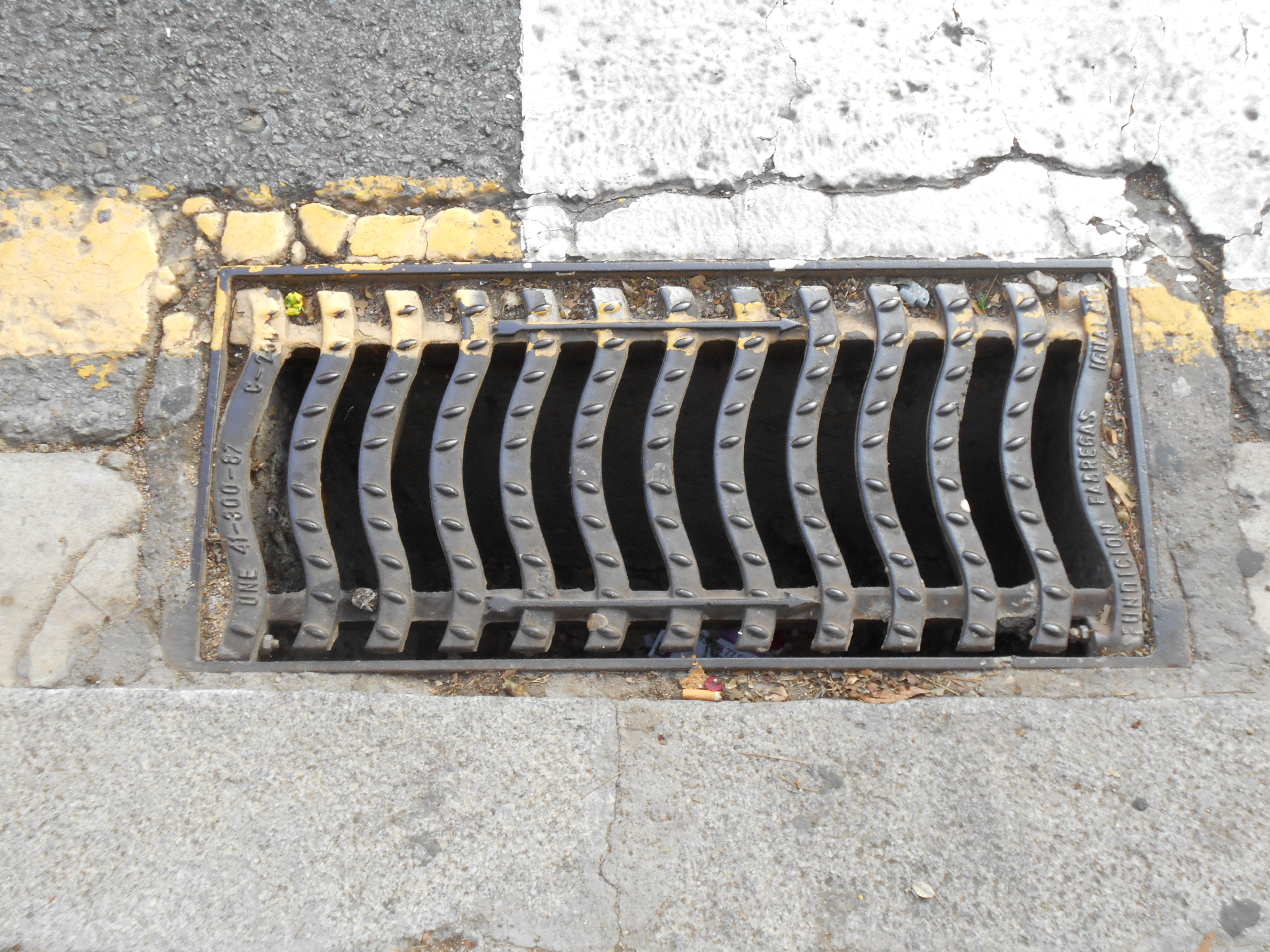
Reixa.
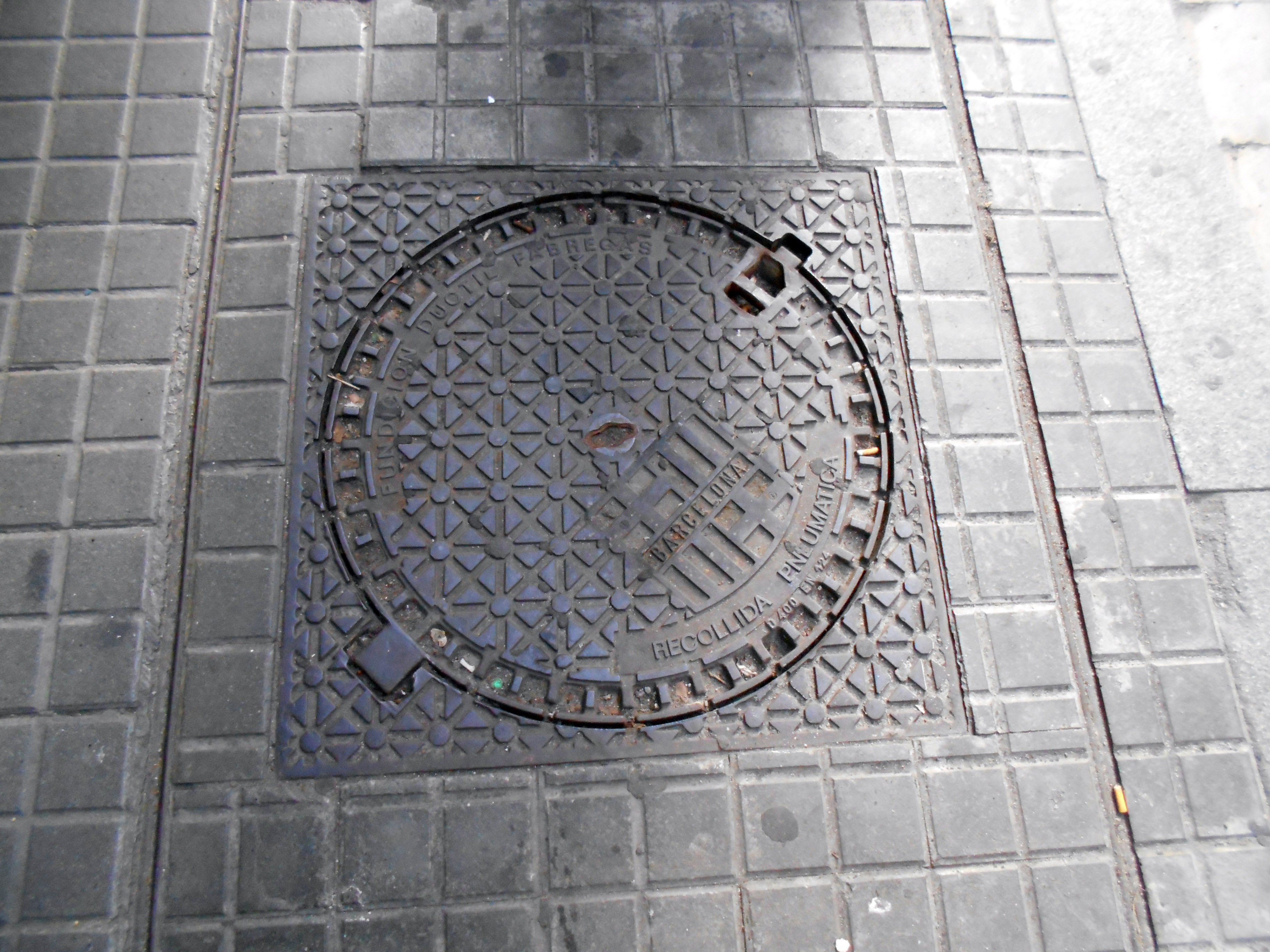
Tapa.
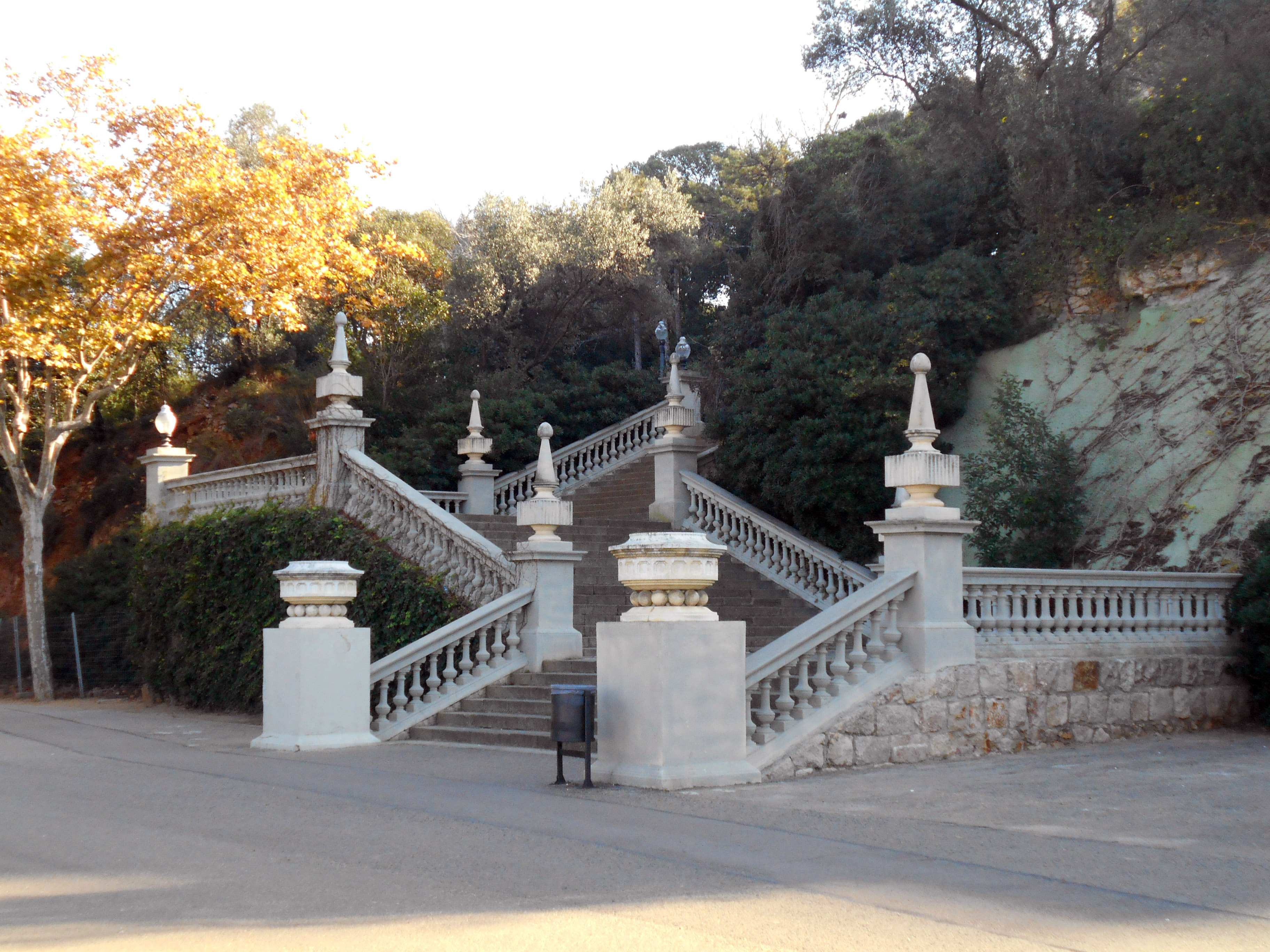
Escales del passeig de Jean C.N. Forestier.
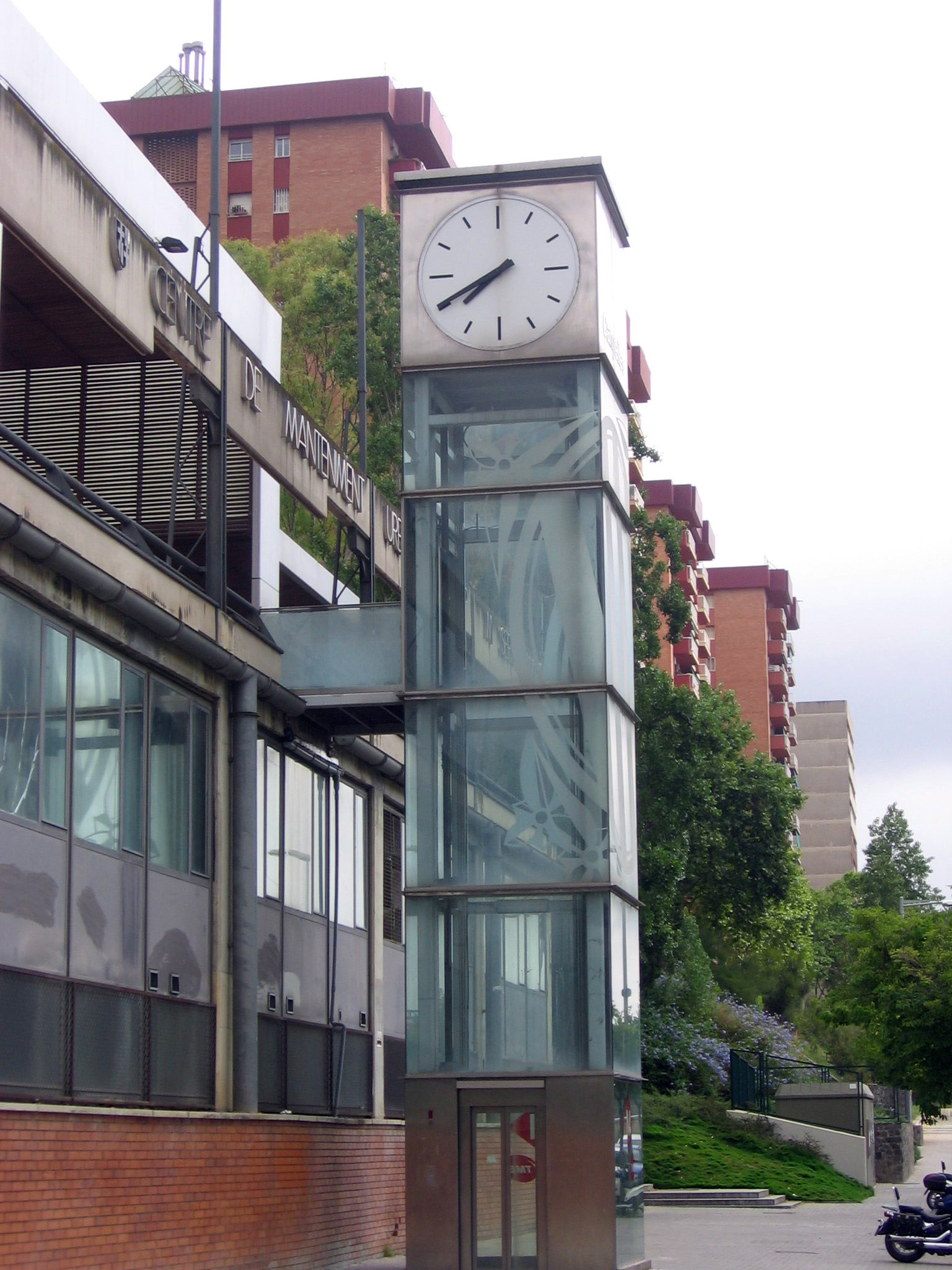
Ascensor amb rellotge de la Via Favència.

- Elements de protecció de vianants:
  - Baranes: serveixen per delimitar espais i actuar de passamans i ampits; generalment d'acer, amb models com Línia, V o INOX 50/25.[16]
  - Pilons: barreres per impedir l'accés de vehicles a zones per als vianants, normalment de metall. Poden ser fixos, retràctils o automatitzats. Els principals models són Ciutat Vella, Barcelona, Universal, Gorge, Via Júlia, Sant Feliu i Esquirol.[17]
  - Blocs o boles de formigó: com a elements per impedir l'accés de vehicles a una àrea de vianants i que també serveixen de bancs per seure quan són en format bloc. Poden tenir també una funció estètica, com ara els que venen en format bola.
  - Límits d'espais verds: serveixen per delimitar parterres i espais dedicats a la jardineria, i solen ser de pedra o acer i mesurar 20 o 30 cm d'altura.[18]
  - Barreres i tanques: elements provisionals de protecció o per impedir el pas, poden ser fixes o portàtils, de plàstic o acer.[19]

- Senyalitzacions:
  - Rètol bandera: indica determinats establiments, com aparcaments; poden sobresortir de la façana o estar en volada sobre un pal.[20]
  - Rètols de carrer: serveixen per indicar el nom del carrer, en plaques de marbre fixades en la paret o bé en rètols de xapa d'acer o resina fenòlica situats en un pal.[21]
  - Indicadors d'itinerari: serveixen per assenyalar l'adreça, en plaques de xapa d'acer o alumini.[22]
  - Senyals de trànsit: indiquen símbols de regulació viària, amb senyals lluminosos o sense.[23]
  - Informació d'obres o senyalitzacions en el paviment: tals com guies d'invidents, carril bici, plaques identificadores d'arbres o panots de la Ruta del Modernisme.[24]

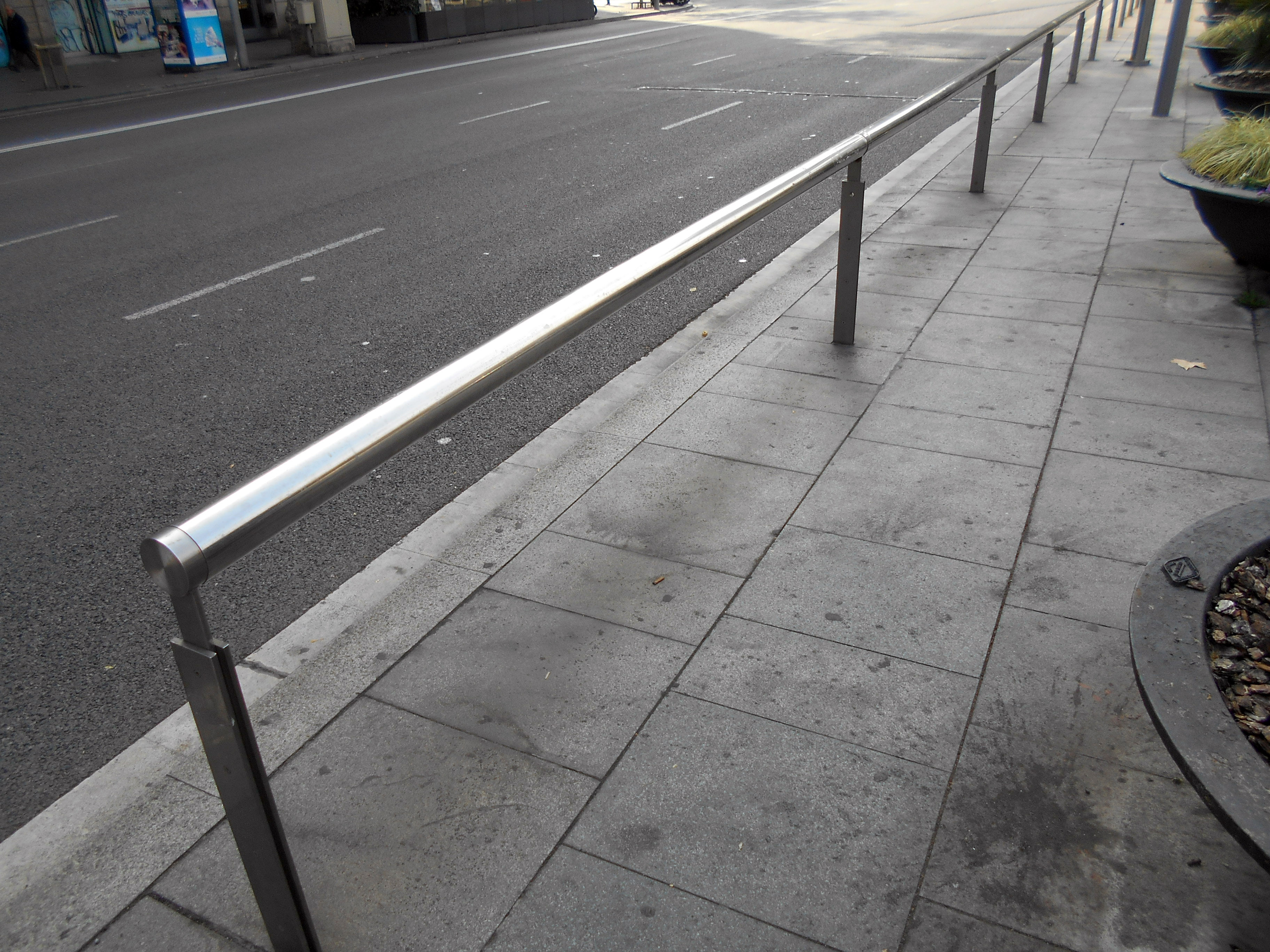
Barana.
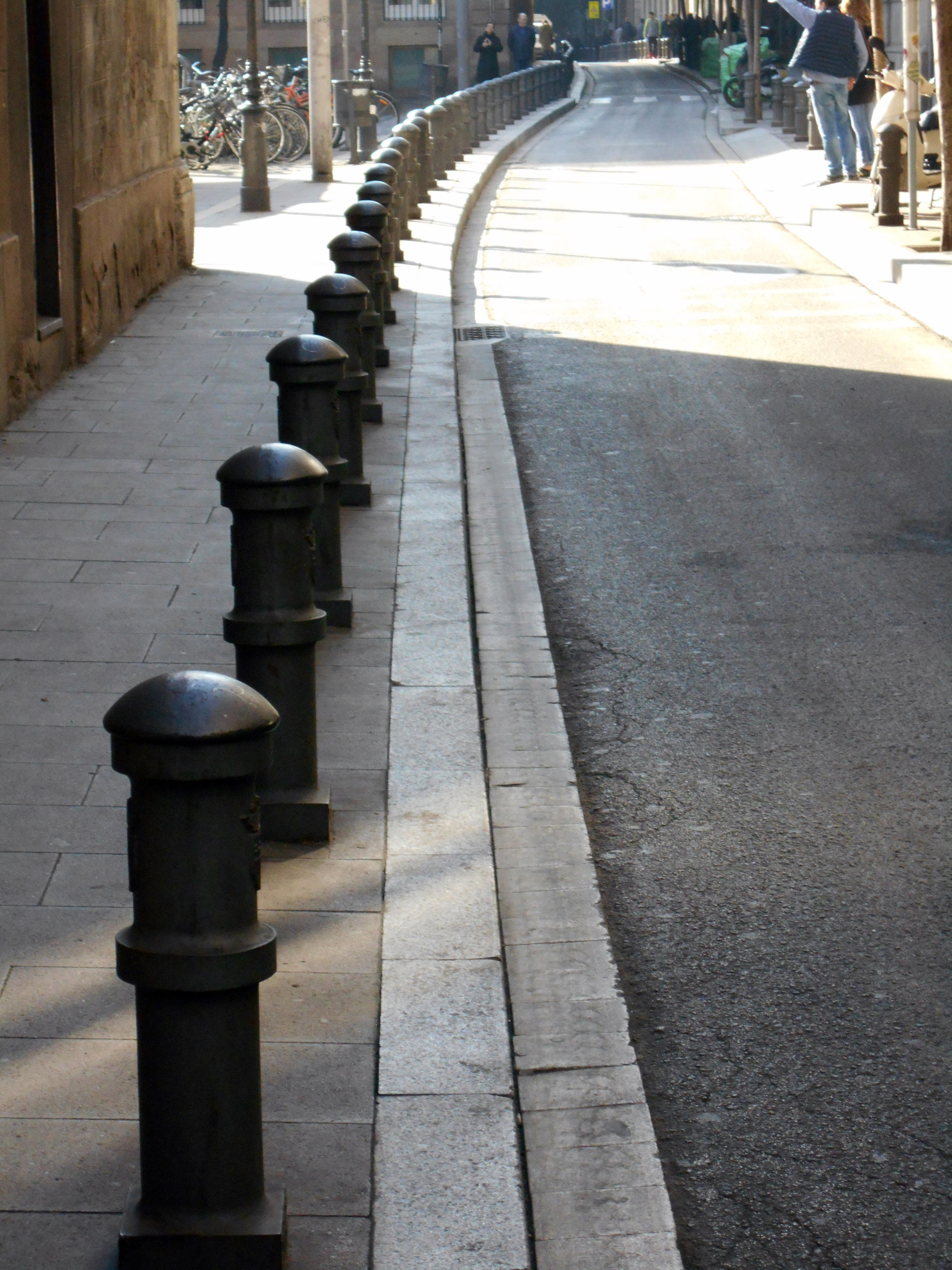
Pilons.
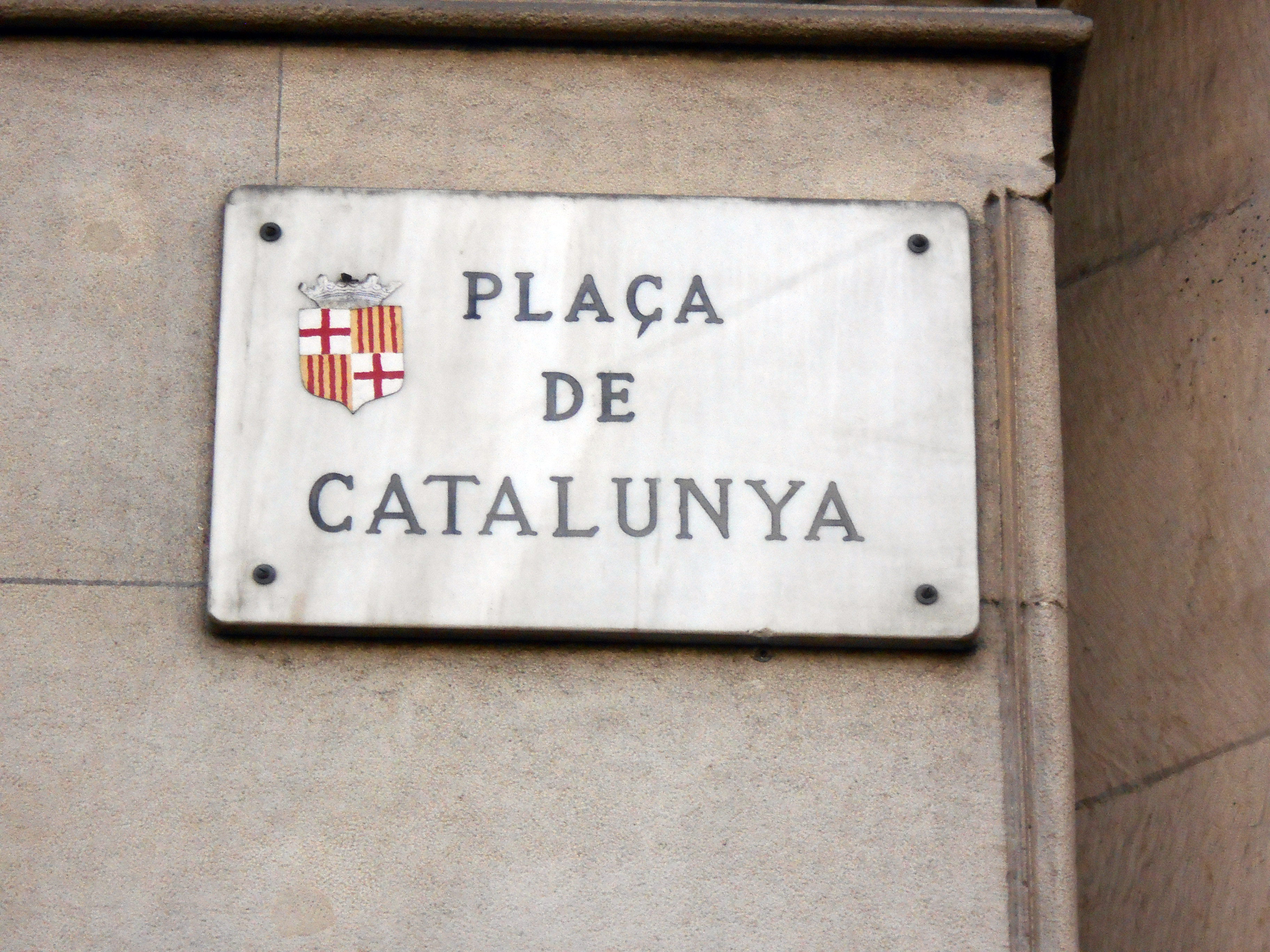
Rètol de la plaça de Catalunya.
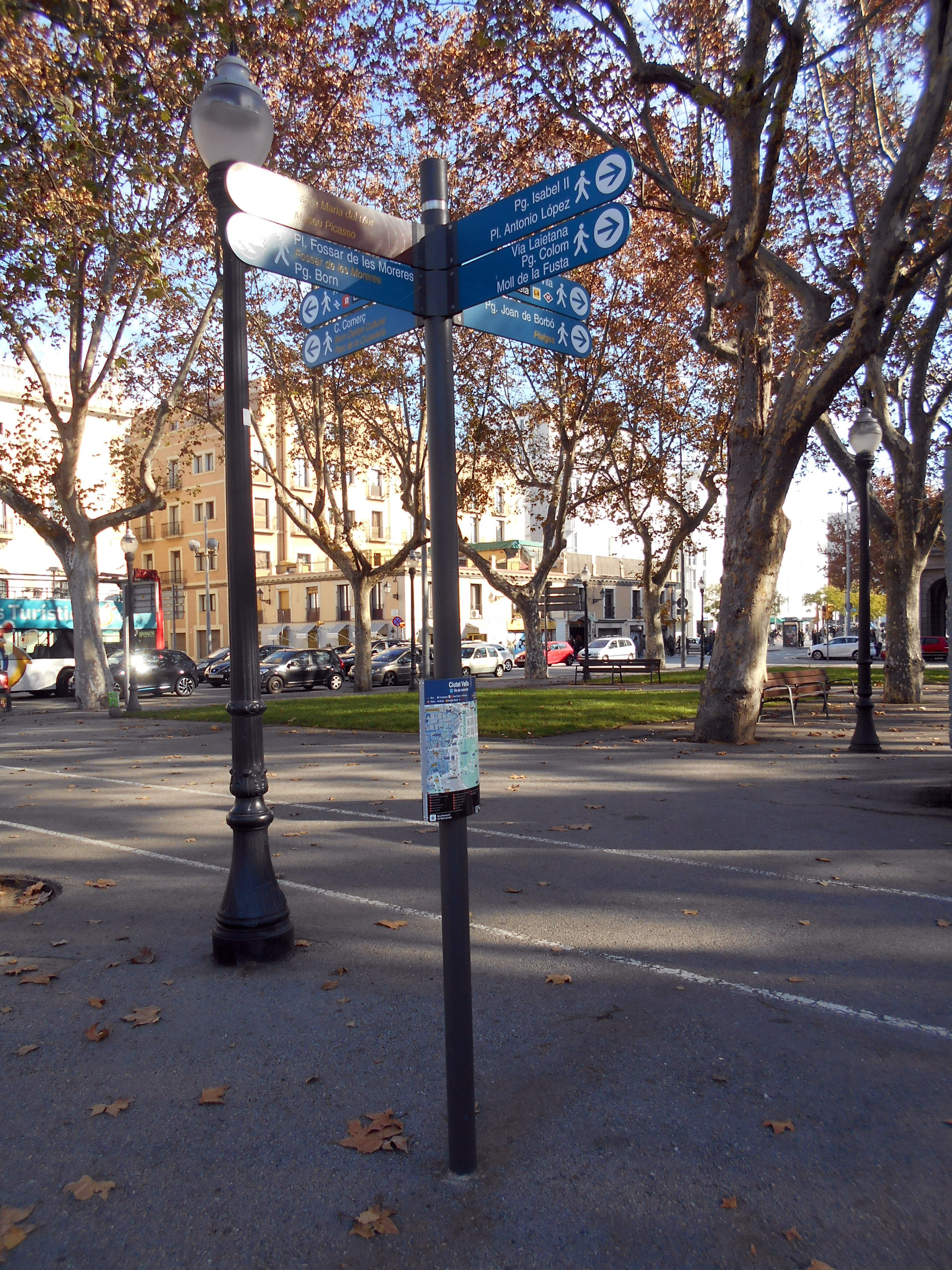
Indicador d'itinerari.
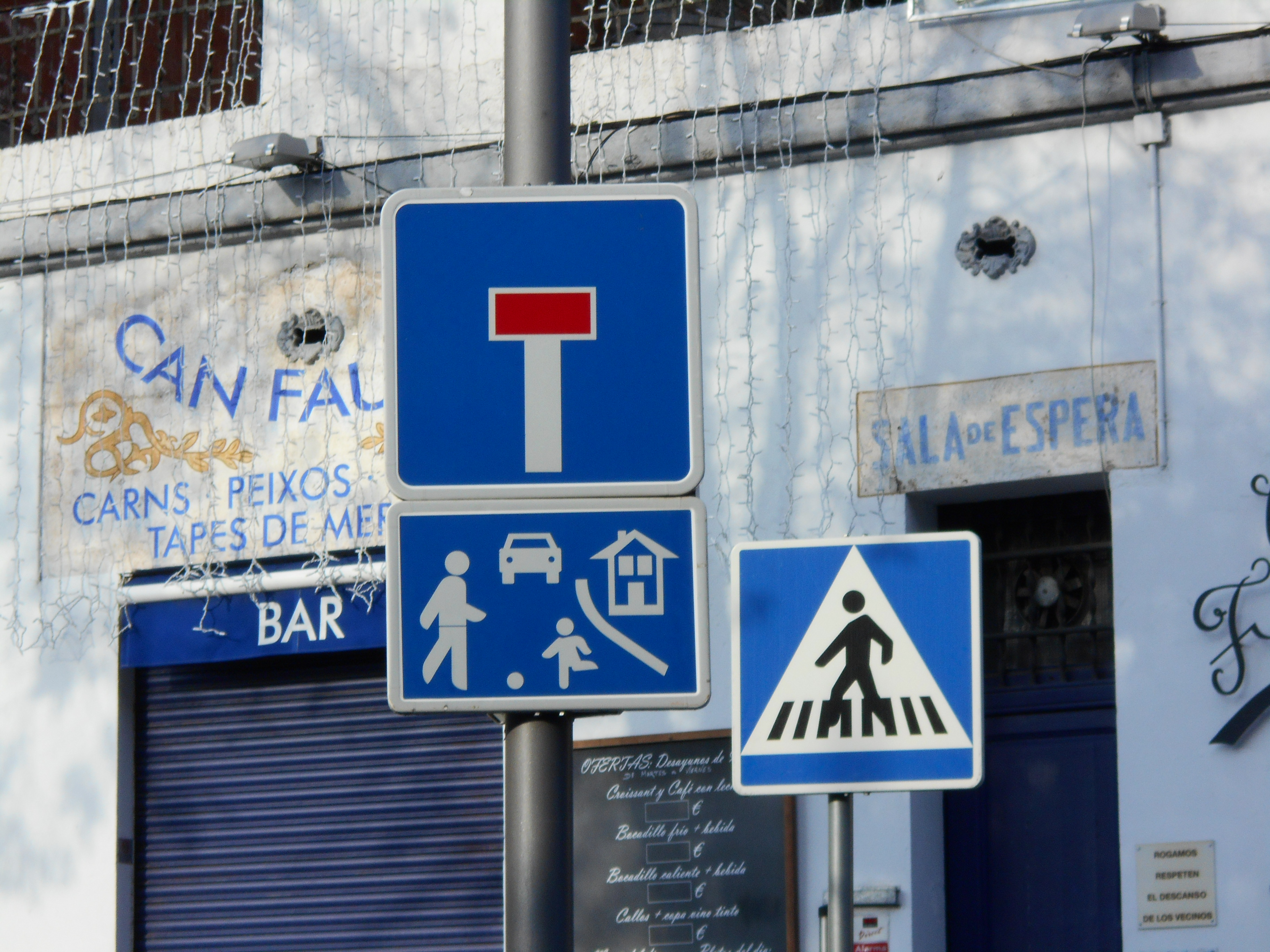
Senyals de trànsit.
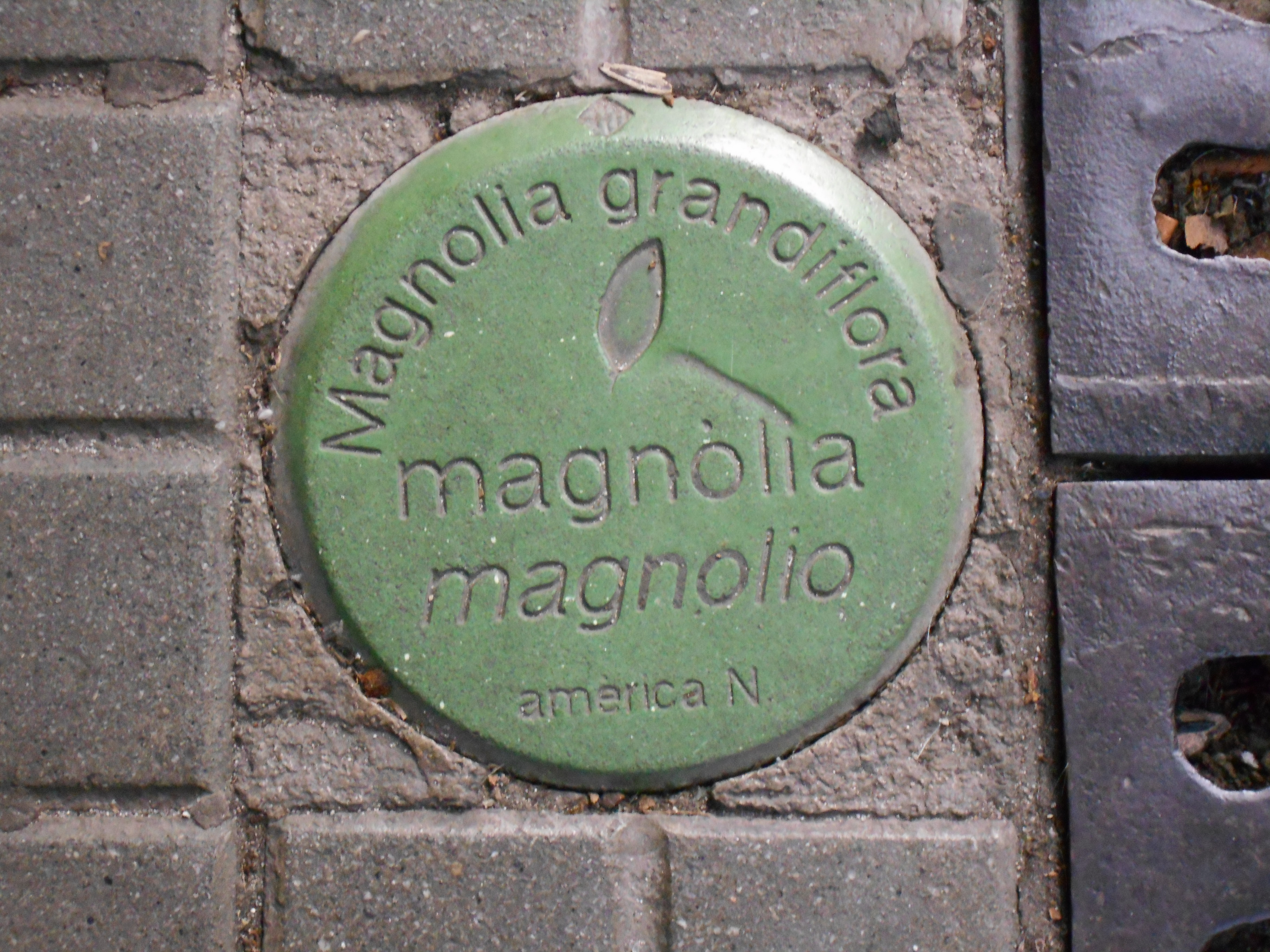
Placa identificadora d'arbre.
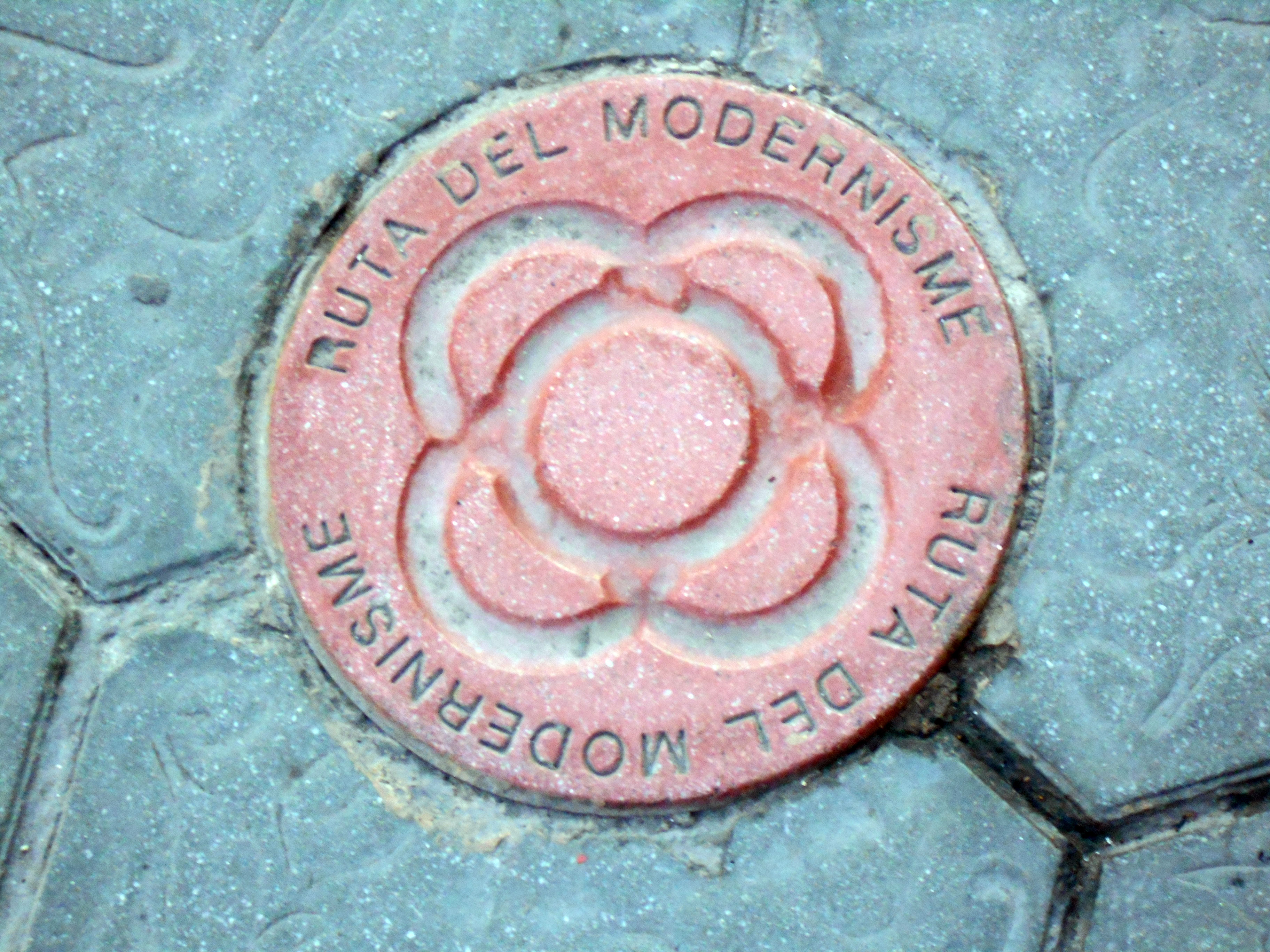
Panot de la Ruta del Modernisme.

- Il·luminació i control del trànsit:
  - Fanals: poden ser fanals de paret, fanals de peu o canelobres. Els principals models són Lamparaalta, Eixample, Alguer, Lampelunas, Línia Z, Plus, Roma, Andrea, Pagode, Venus i Galdana.[25]
  - Columnes d'il·luminació: element vertical d'entre 6 i 16 m que incorpora llums en la part superior, els models més corrents són: Kanya, Pep, Micra, Pechina, Stick, C.S.V., Prim, Nikolson, Ful i Nou Barris.[26]
  - Bàculs: són columnes d'il·luminació corbades, amb models com BC1, Arco, Pelayo, Gran Via, Paral·lel i 22@.[27]
  - Balises, aplics (suspesos o encastats en sòls o parets), claus de sòl i projectors.[28]
  - Semàfors: serveixen per regular el trànsit, i poden ser de bombeta o led; alguns porten un senyal acústic per a invidents.[29]
  - Armaris d'instal·lació: panells de suport tècnic per a semàfors i altres elements de naturalesa electrònica.[30]

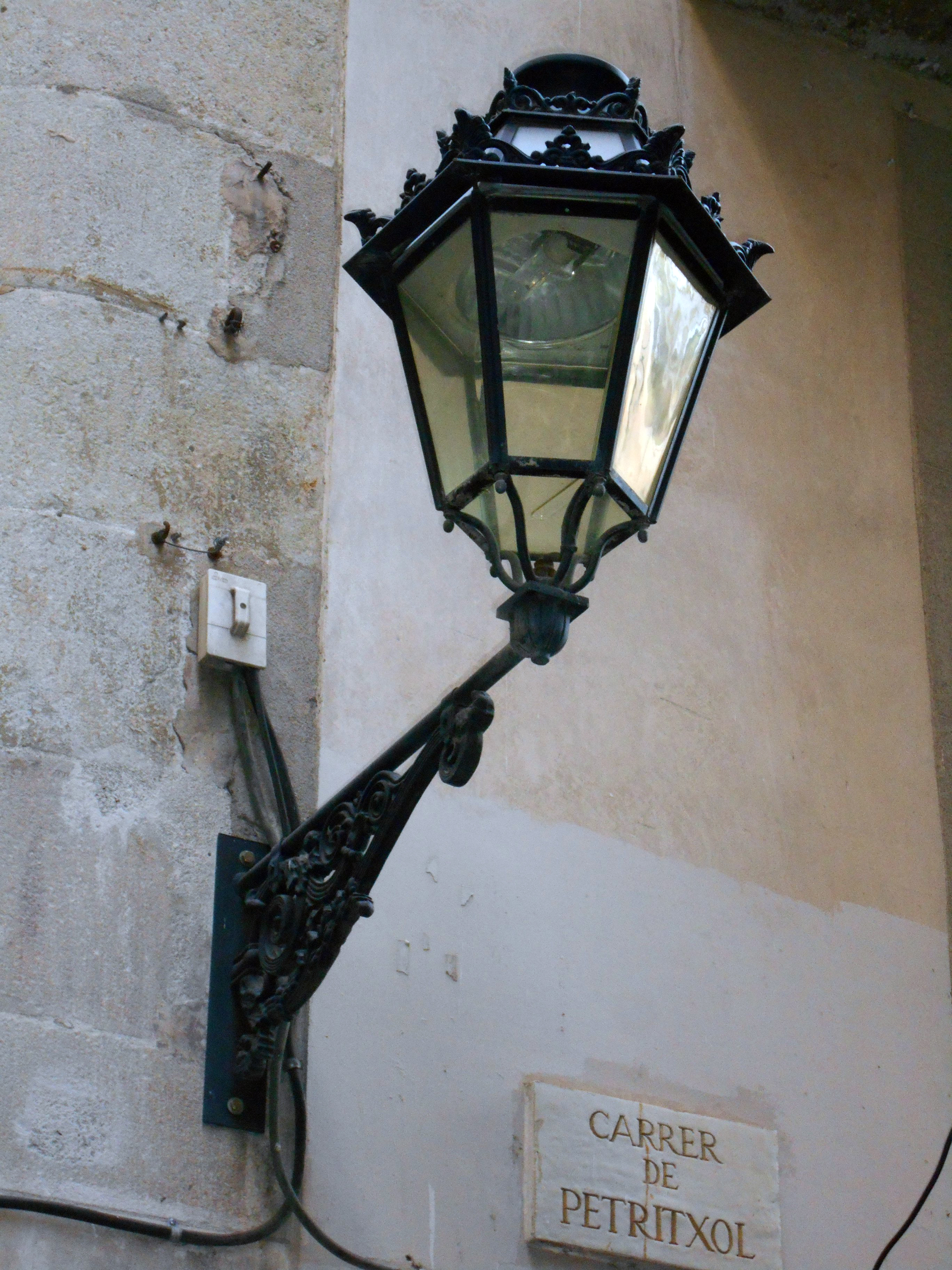
Fanal de paret, carrer Petritxol.
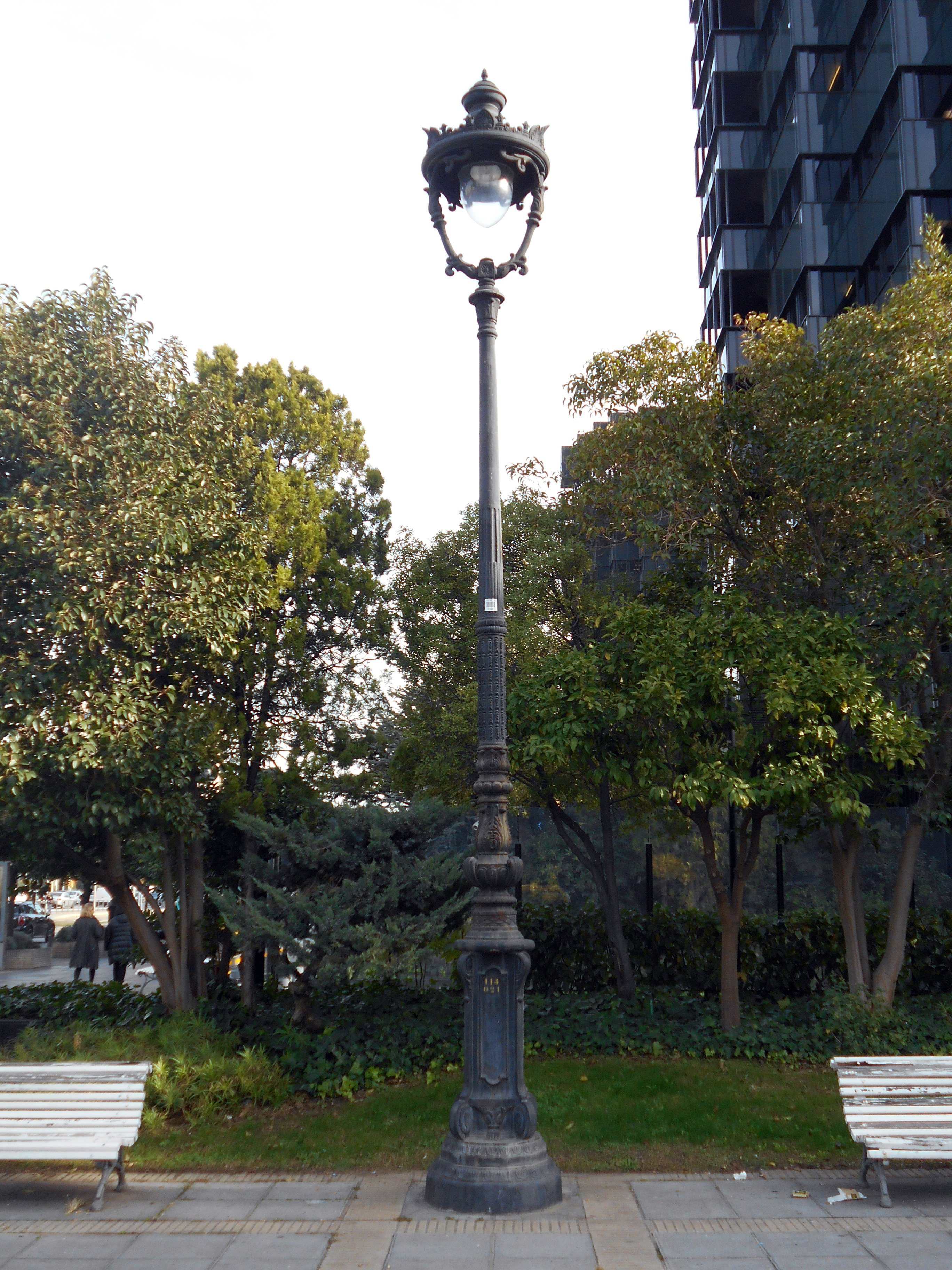
Fanal de peu tipus Lira, avinguda Diagonal.
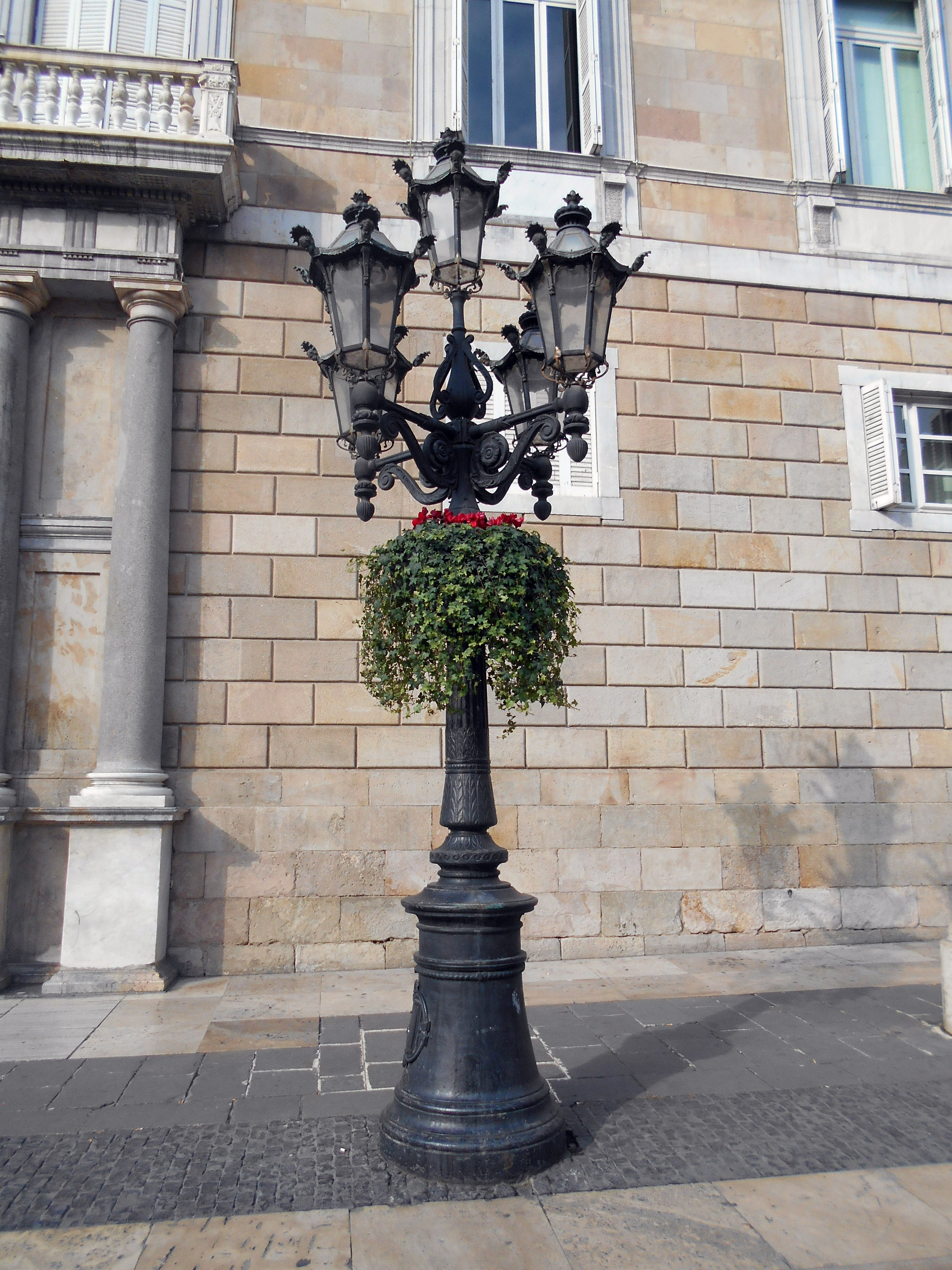
Canelobre de la plaça de Sant Jaume.
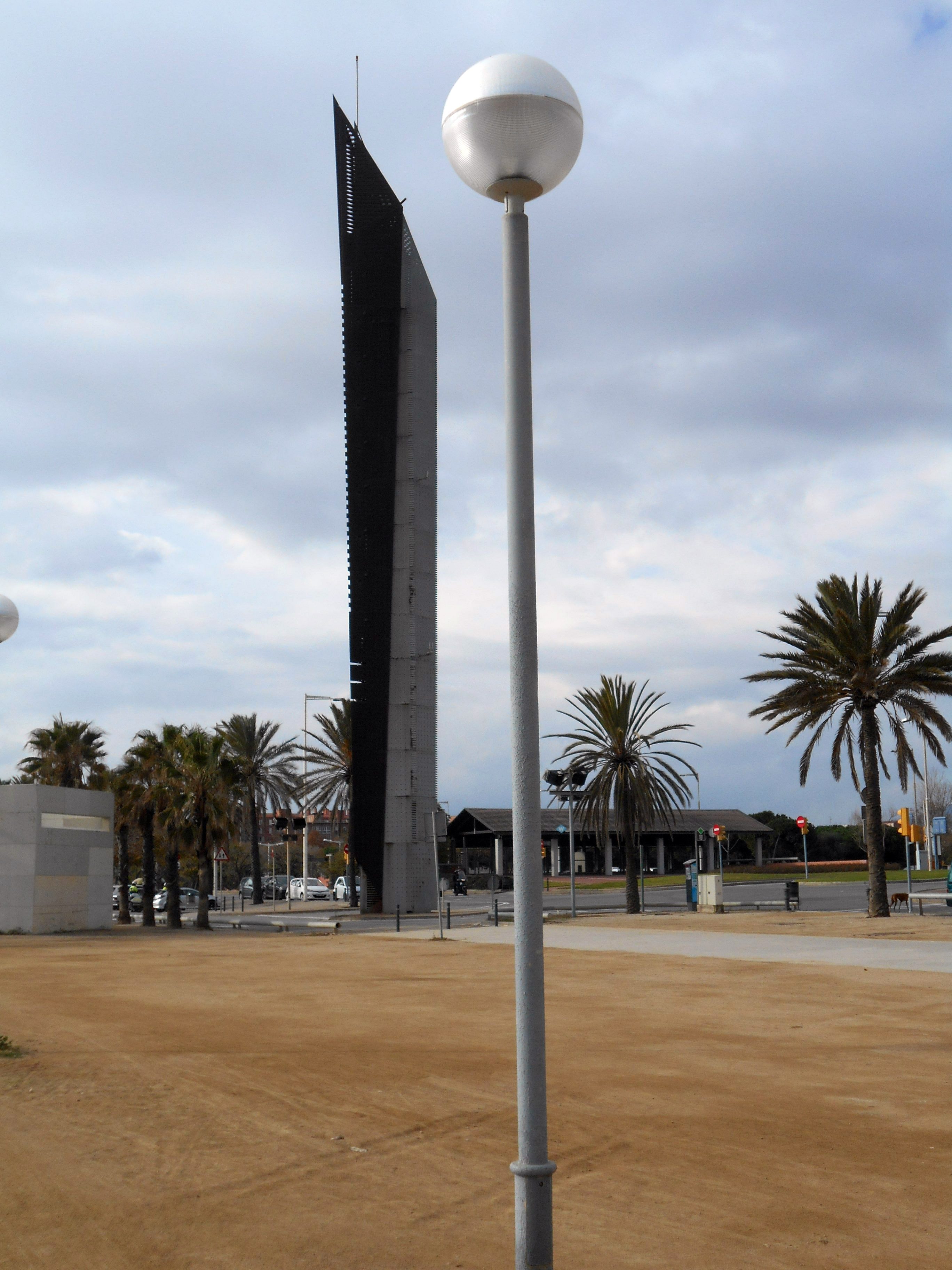
Columna Nikolson, platja de Bogatell.
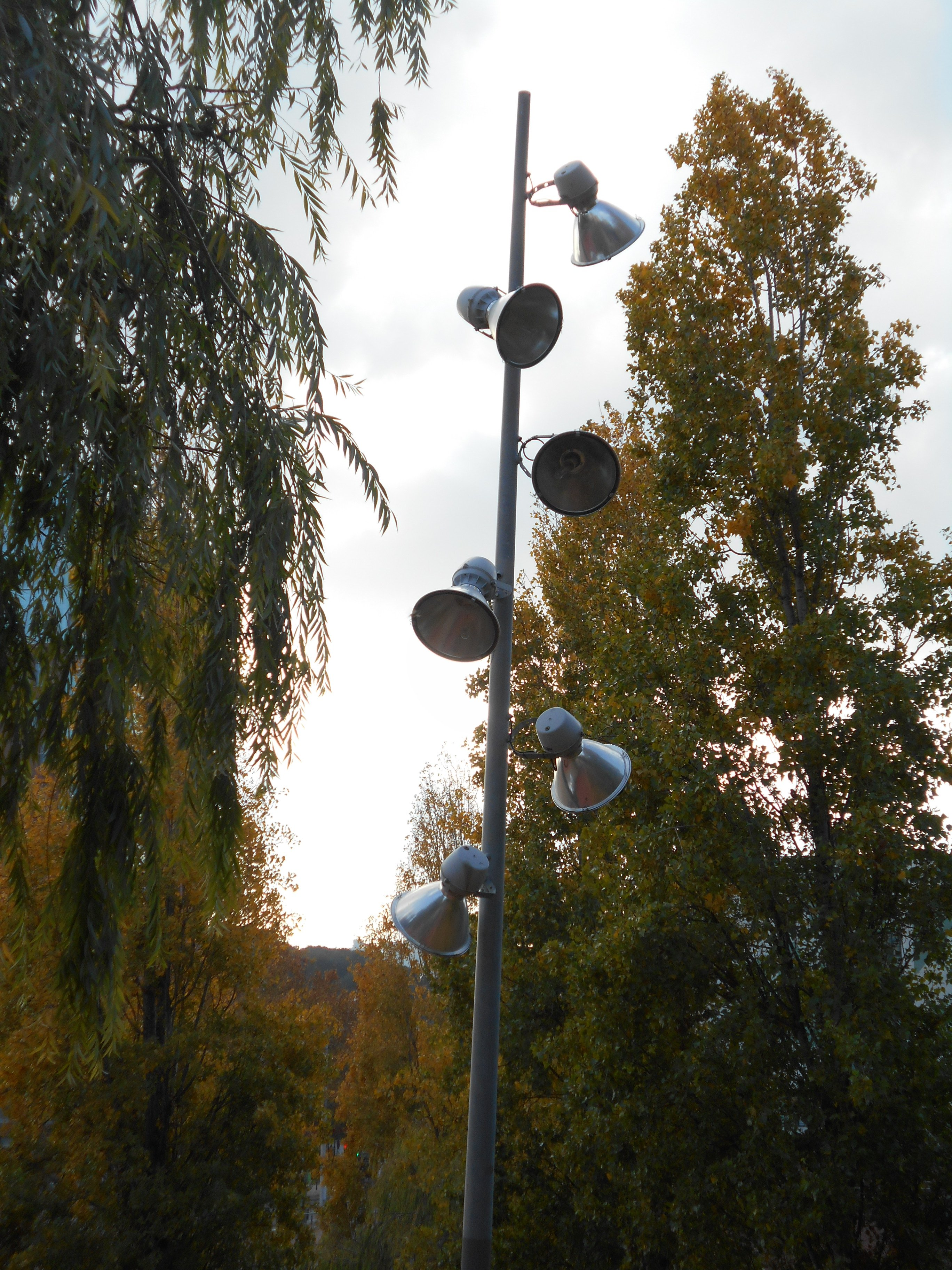
Columna model Kanya, parc Central de Nou Barris.
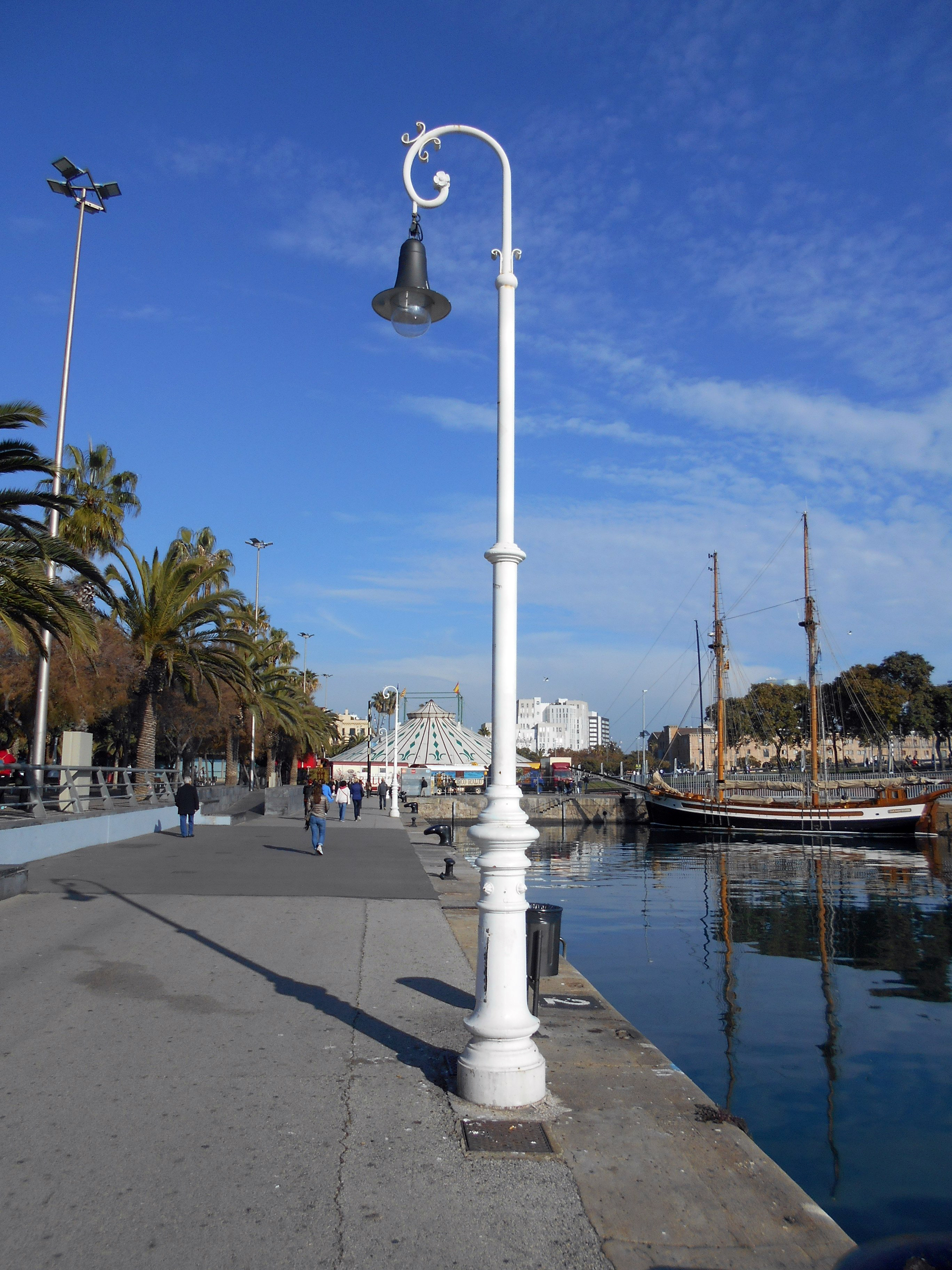
Bàcul clàssic, moll de Bosch i Alsina.
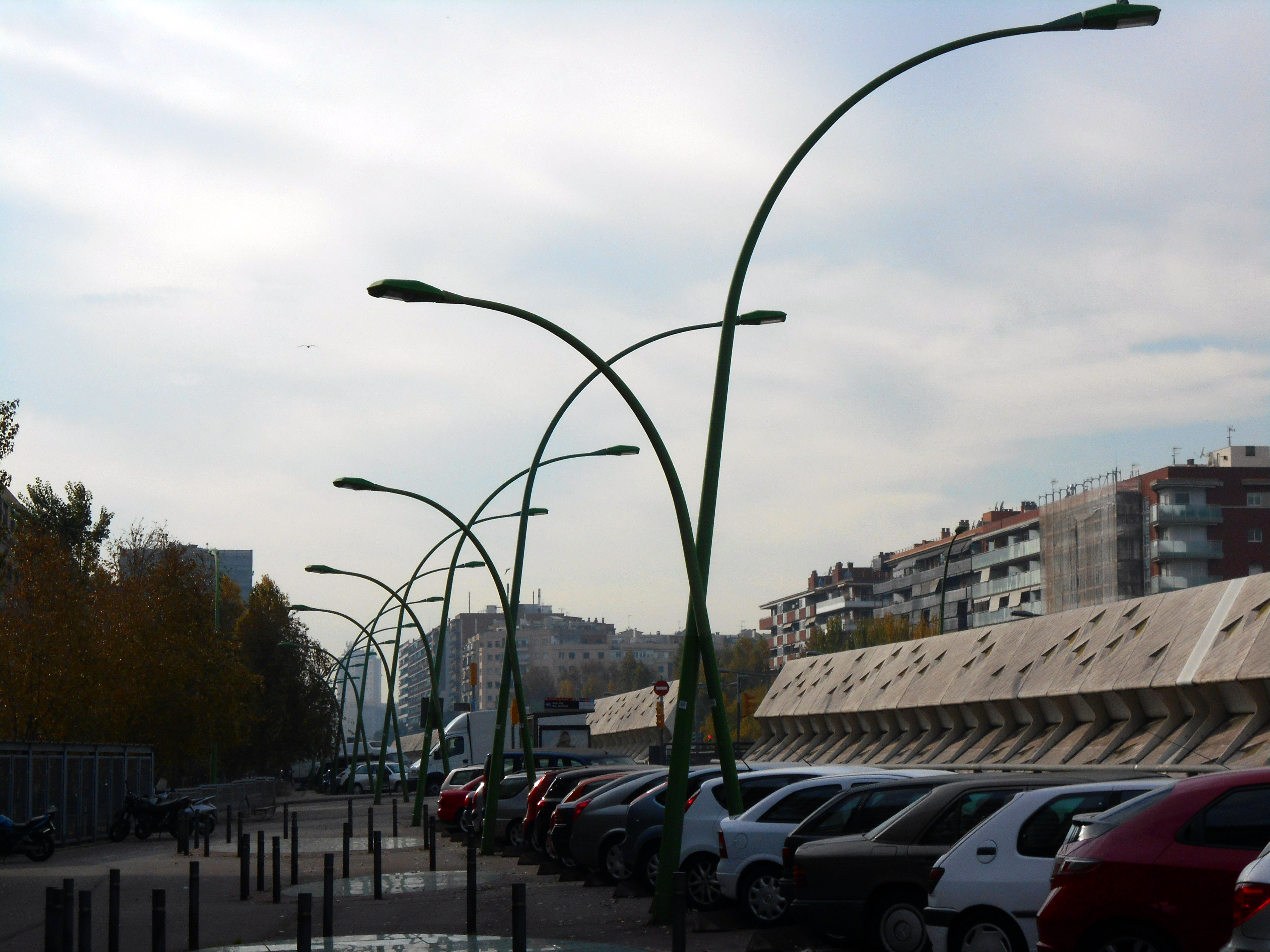
Bàcul modern, Gran Via de les Corts Catalanes.
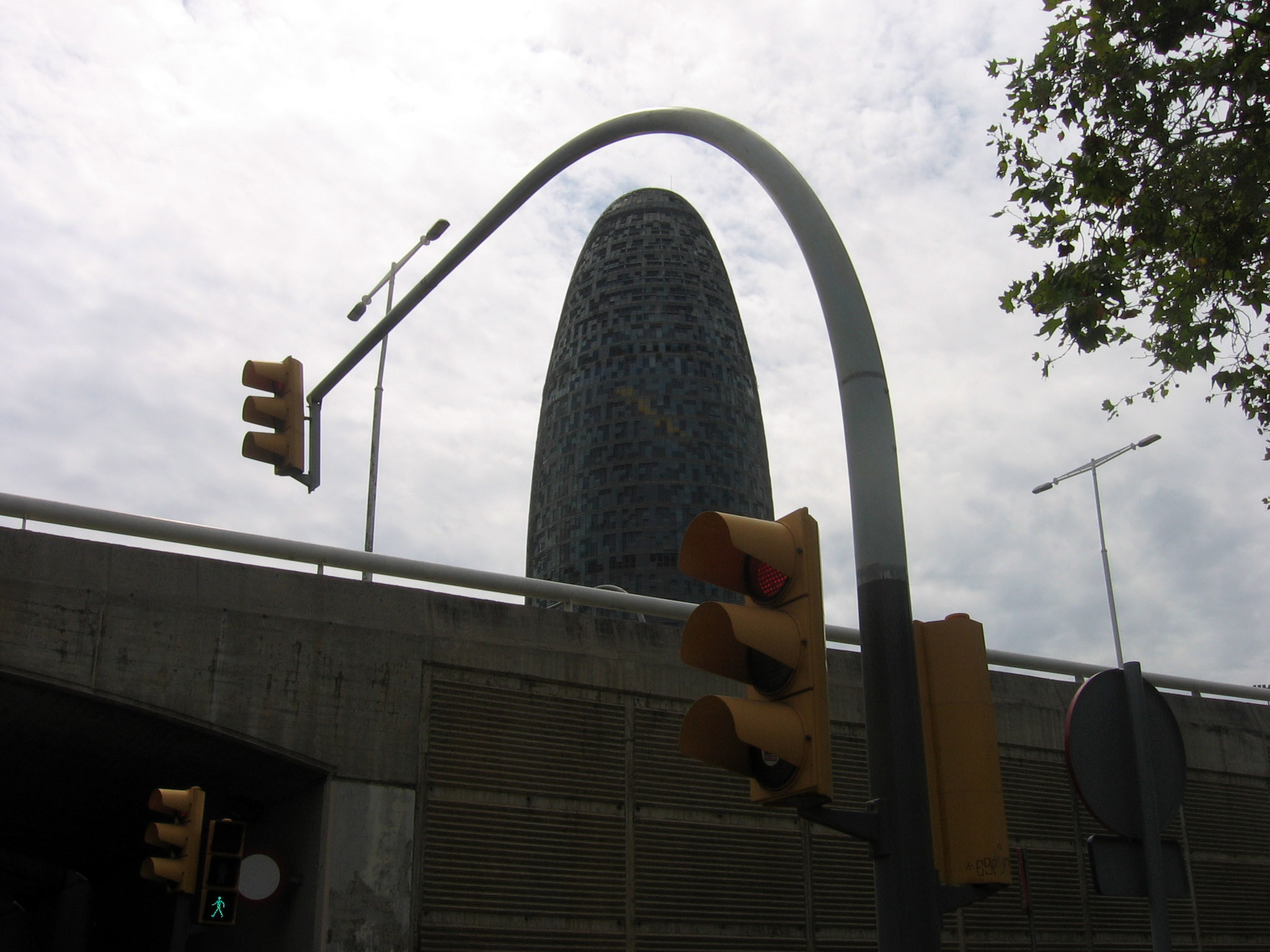
Semàfor, plaça de les Glòries Catalanes.

- Mobiliari urbà:
  - Bancs: serveixen per asseure's, i inclou bancs, banquetes (bancs sense respatller), butaques, cadires (butaques sense respatller), tamborets i gandules. Poden ser de pedra, fusta, ferro o formigó, amb models com Romàntic, Neoromàntic, Neobarcino, Mediterrani, Catalano, Montseny, Levit, U, Cadira Nigra, Boston, Sumo, Nu, Marina, Diputació, Koro, G, Alpino, Sòcrates, Hebi, Lungomare, Sillarga, Sicurta o Modular.[31]
  - Fonts: són dispensadors d'aigua, generalment de ferro colat, amb models com Barcelona, Canaletes, Capella, Urbana, Badalona, Georgina, Atlàntida, Vila Olímpica, Sarastro, Lama, Caudal i Egea.[32]
  - Papereres: contenidor per a deixalles, les més comunes són els models Barcelona (circular i semicircular), Prima Línia, Paperegena i Bina.[33]
  - Jardineres: recipient per a plantes, els més comuns són els models Plaza, Barcina, Tram, Urbana, Lineal, Marisha, Morella, Icària, Vida, Nomo i Test.[34]
  - Àrees recreatives: poden ser de jocs infantils, instal·lacions esportives (futbol, bàsquet, voleibol, aparells de gimnàstica), zones de pícnic, taules de ping-pong, pistes de petanca i de skateboarding.[35]
  - Àrees per a gossos (pipicà).[36]

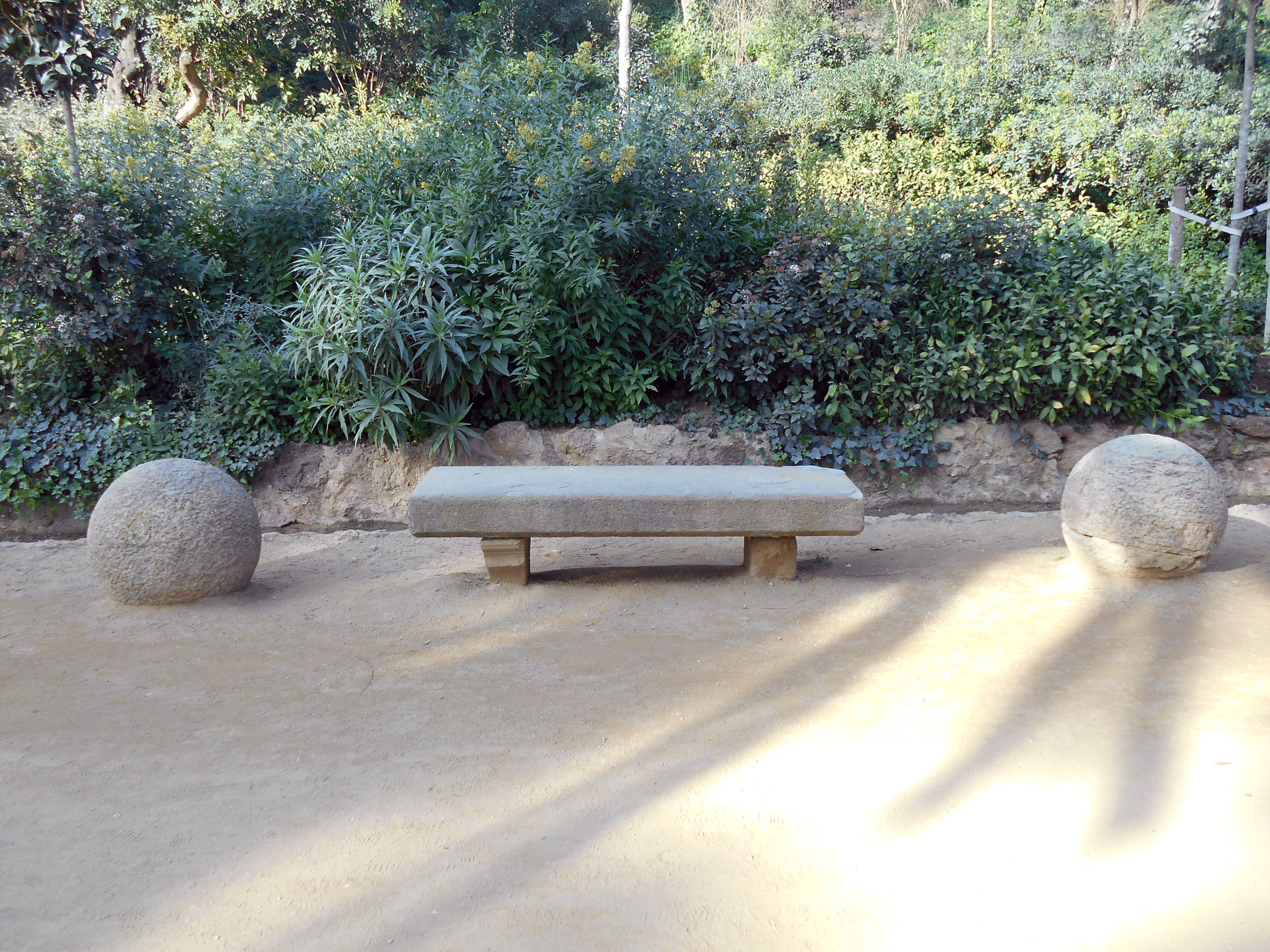
Banc del parc Güell.
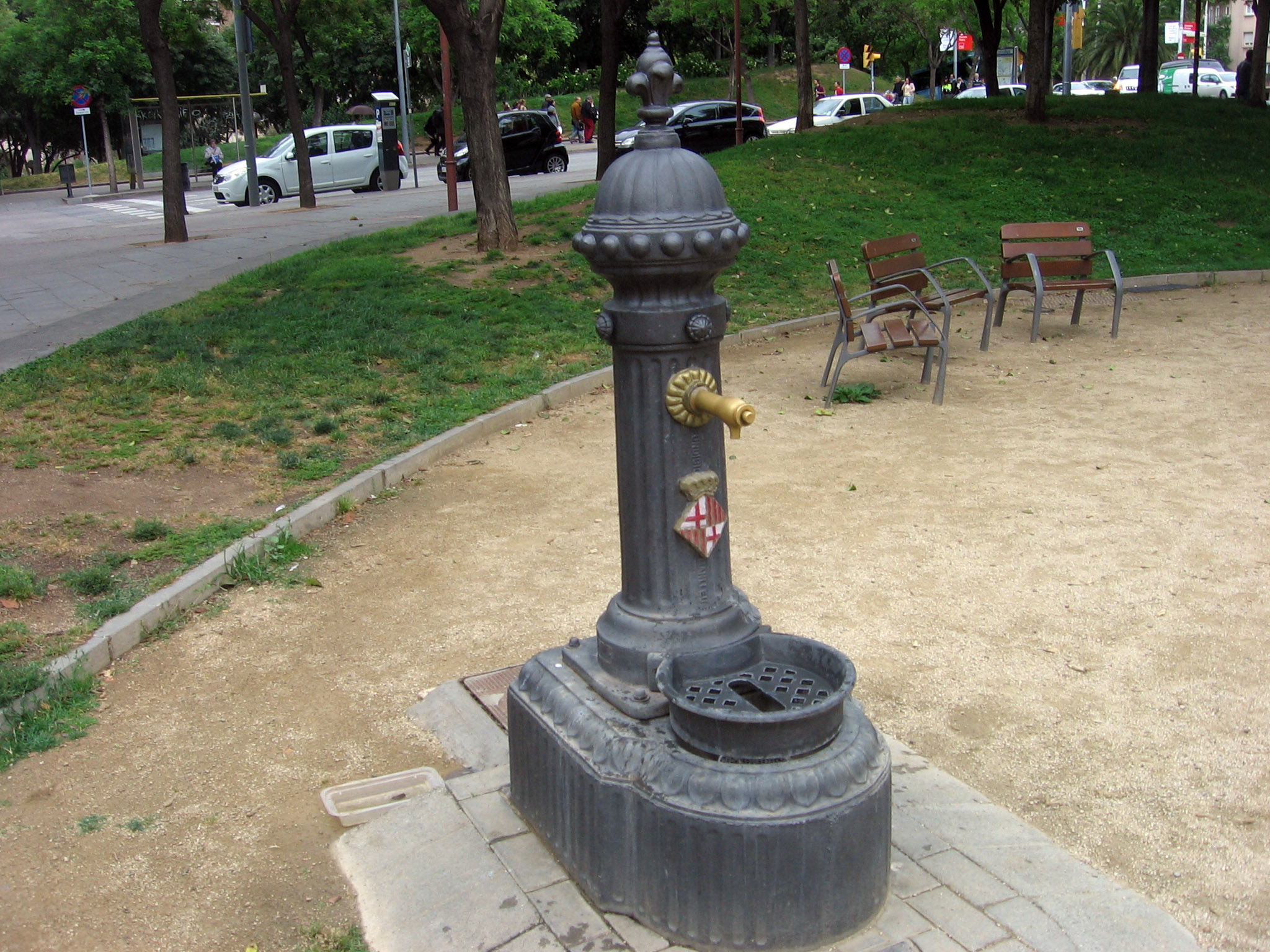
Font model Barcelona, plaça de Pablo Neruda.
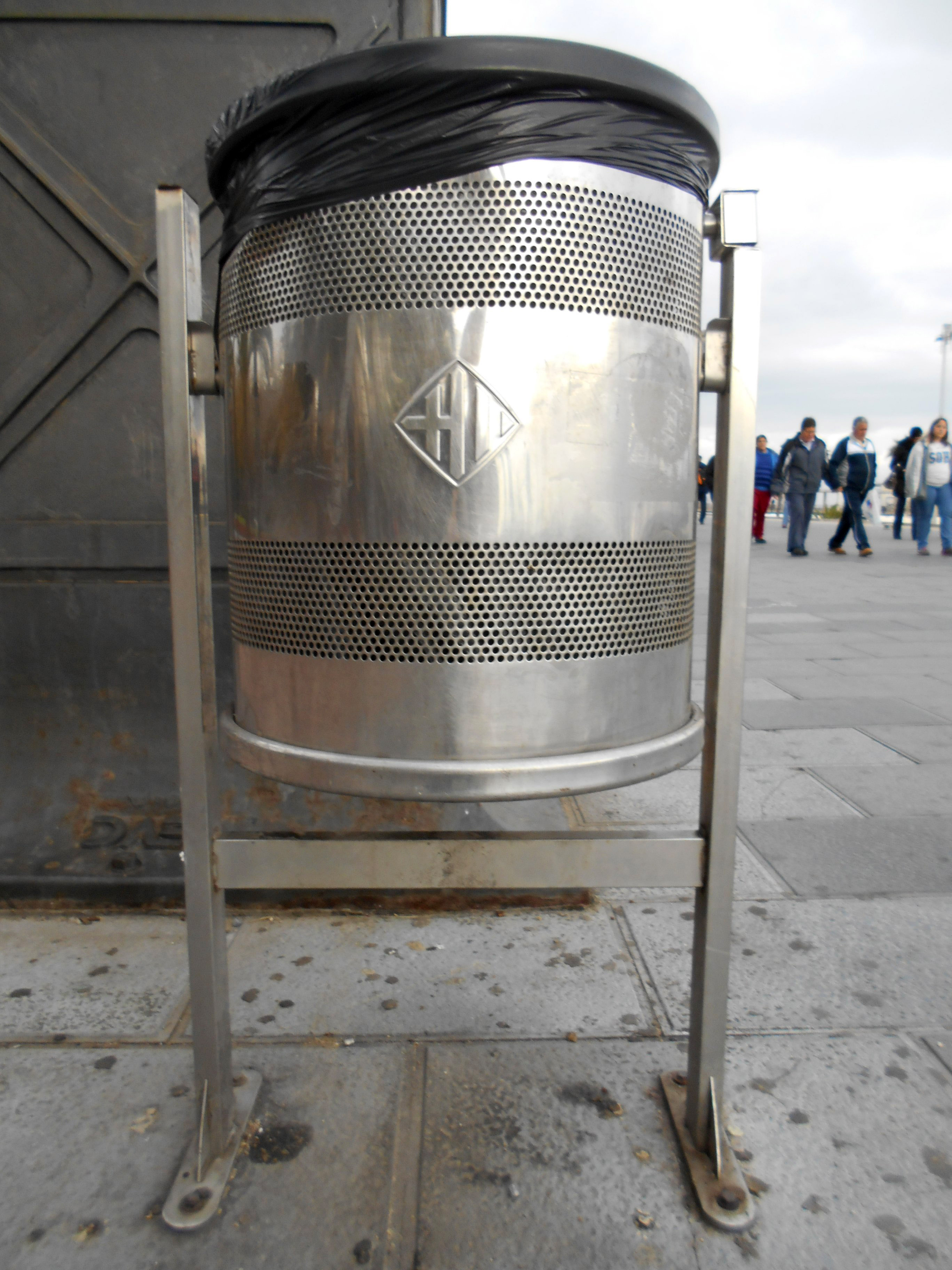
Paperera.
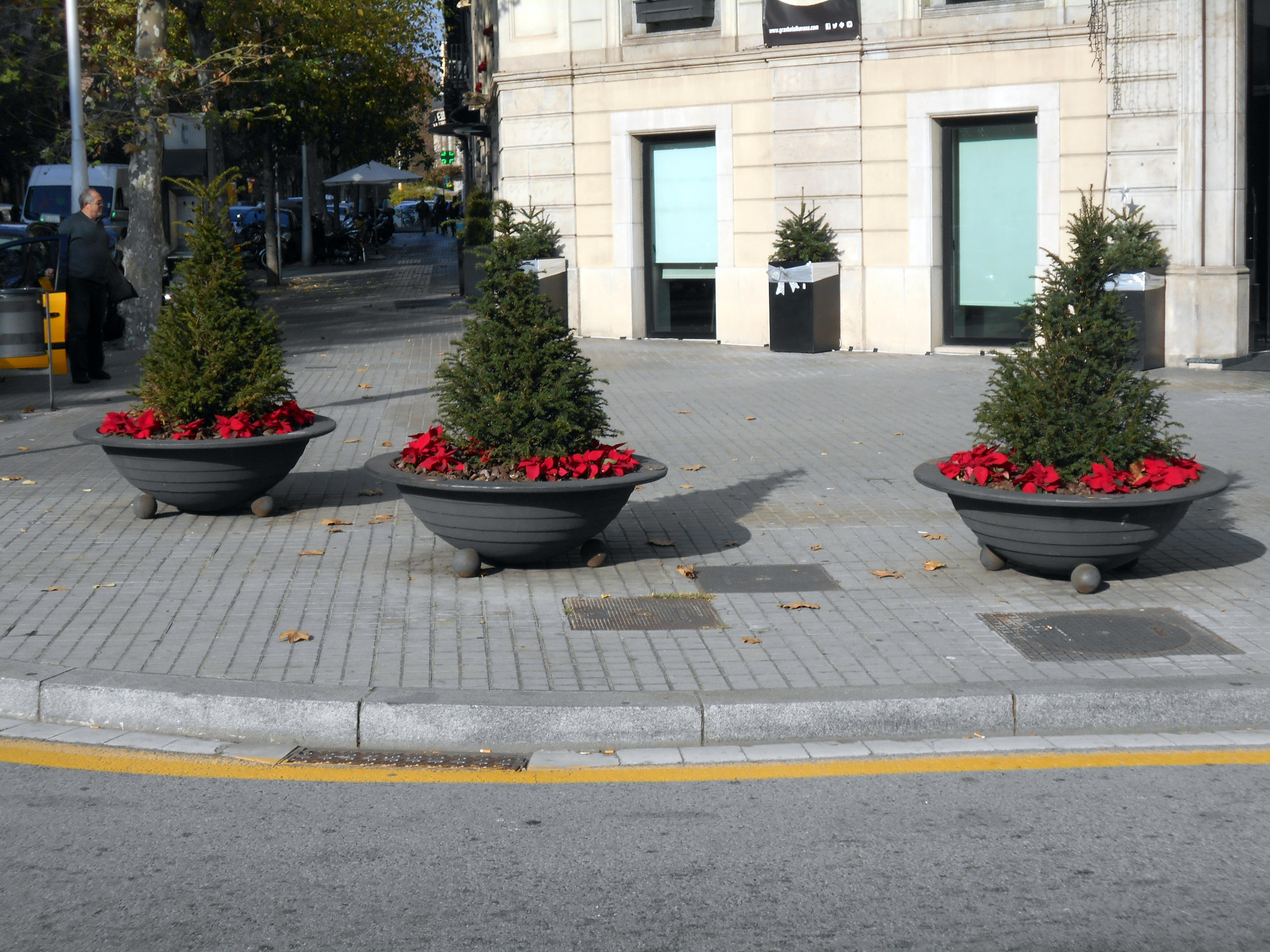
Jardineres.
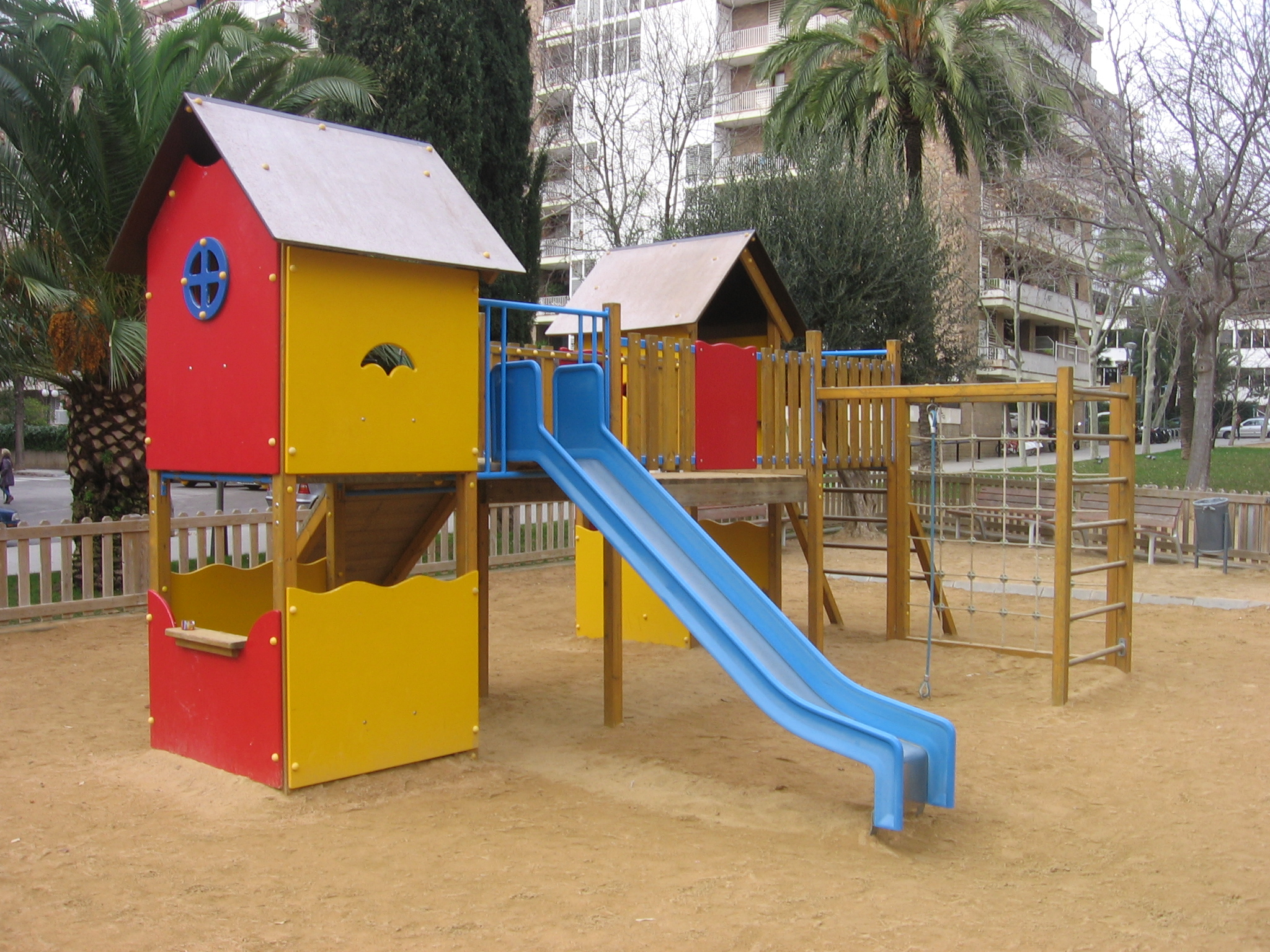
Àrea de jocs infantils.
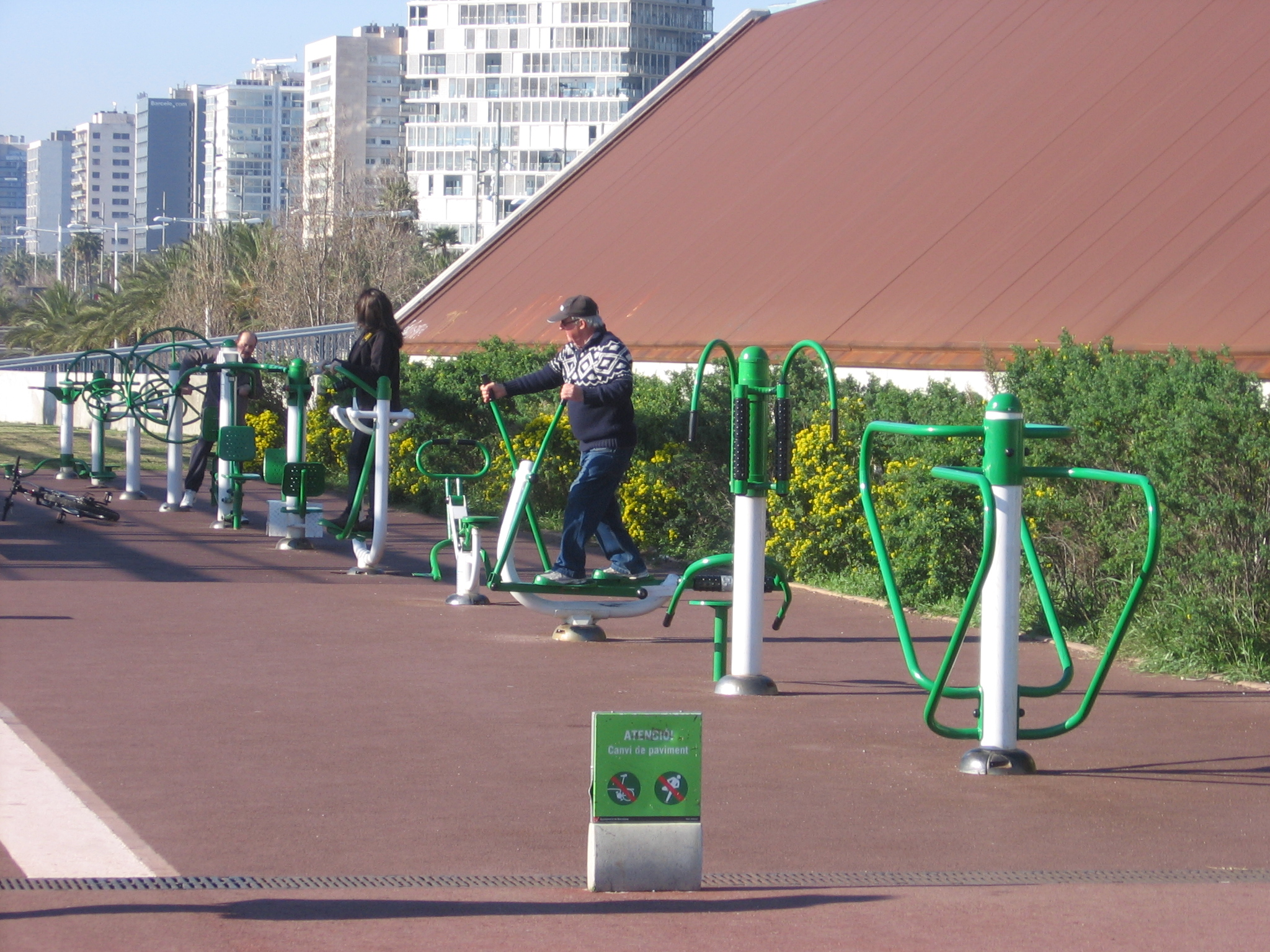
Aparells de gimnàstica, parc del Camp de la Bota.
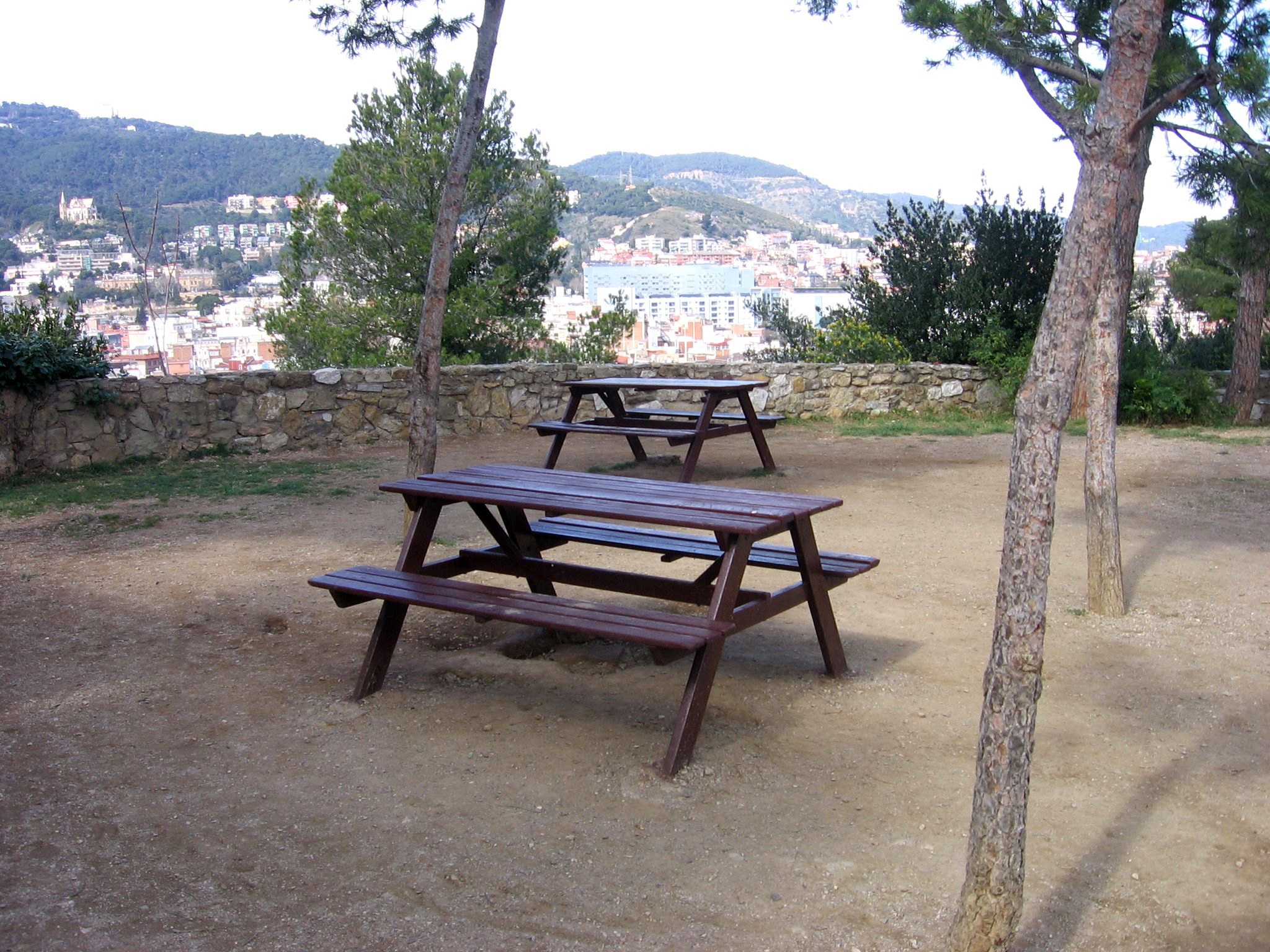
Zona de pícnic, parc del Putget.

- Elements de servei públic:
  - Marquesines d'autobús: coberta per protegir de les inclemències del temps mentre s'espera l'autobús, inclou informació del servei i publicitat; els principals models són Pal·li i Foster.[37]
  - Pals de parada de bus i metro.[38]
  - Andanes d'autobús: plataforma de prolongació de la vorera en la calçada per a accés dels vianants al bus, generalment de formigó amb una reixa d'alumini.[39]
  - Edicles de sortida de vianants d'aparcaments i estacions de metro.[40]
  - Ancoratge per a bicicletes: serveix per aparcar bicicletes, el model més comú és el Bici-N.[41]
  - Parquímetres: per al pagament d'estacionament de vehicles.[42]
  - Cabines telefòniques: per efectuar trucades telefòniques de pagament.[43]
  - Bústies: serveixen per dipositar el correu, hi ha de color groc per a ús normal, verd per a ús exclusiu de carters i vermell per a correu urgent.[44]
  - Contenidors: serveixen per recollir les escombraries, hi ha també de recollida selectiva de residus (paper, plàstic, vidre, piles, roba) i de recollida pneumàtica. Poden ser contenidors de superfície (de 3200 o 1100 litres) o soterrats.[45]
  - Lavabos públics: encara queda algun fix, generalment subterrani, però en l'actualitat la majoria són cabines portàtils.[46]
  - Dutxes i torres de vigilància per a platges.[47]

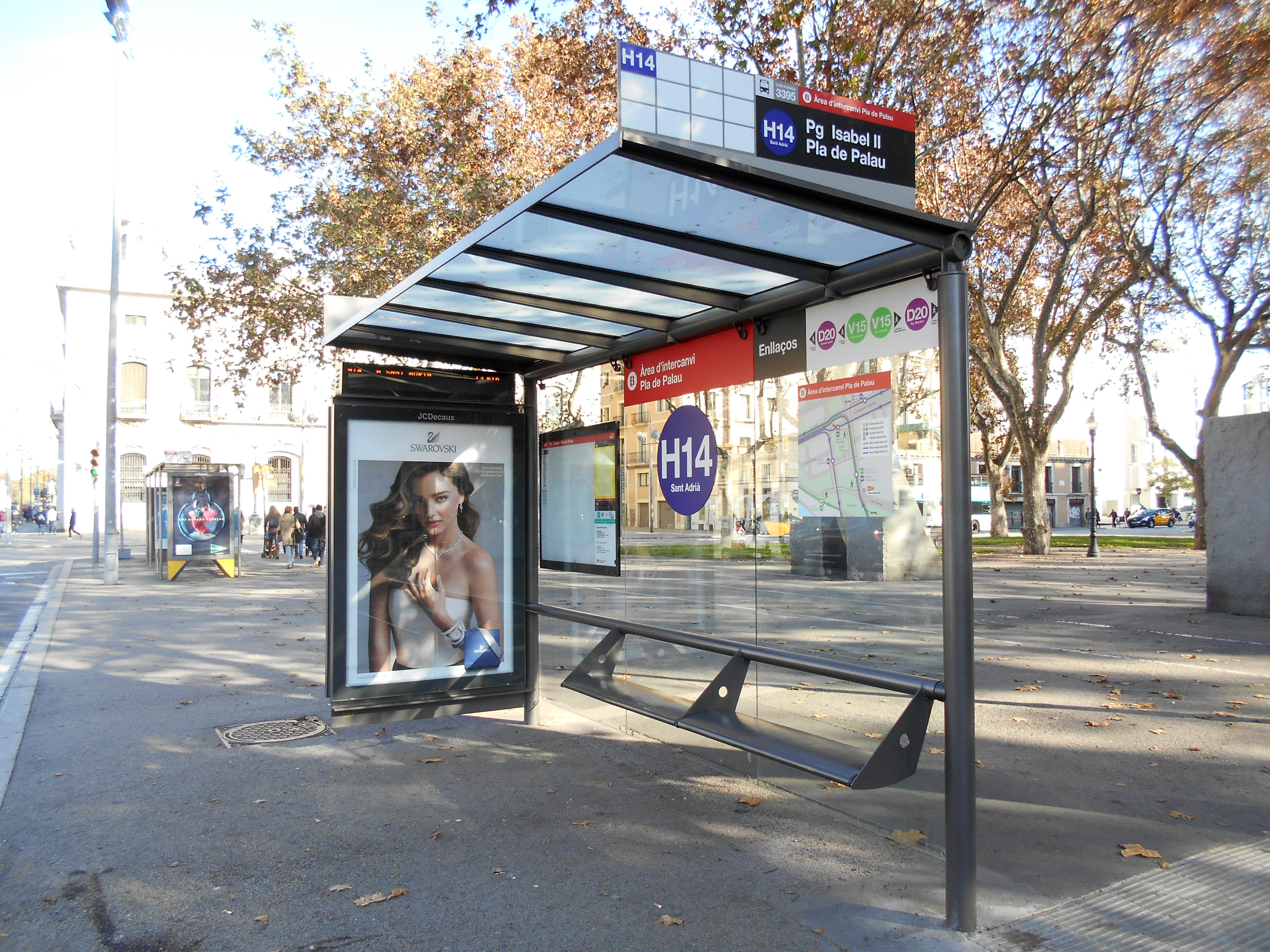
Marquesina Foster.
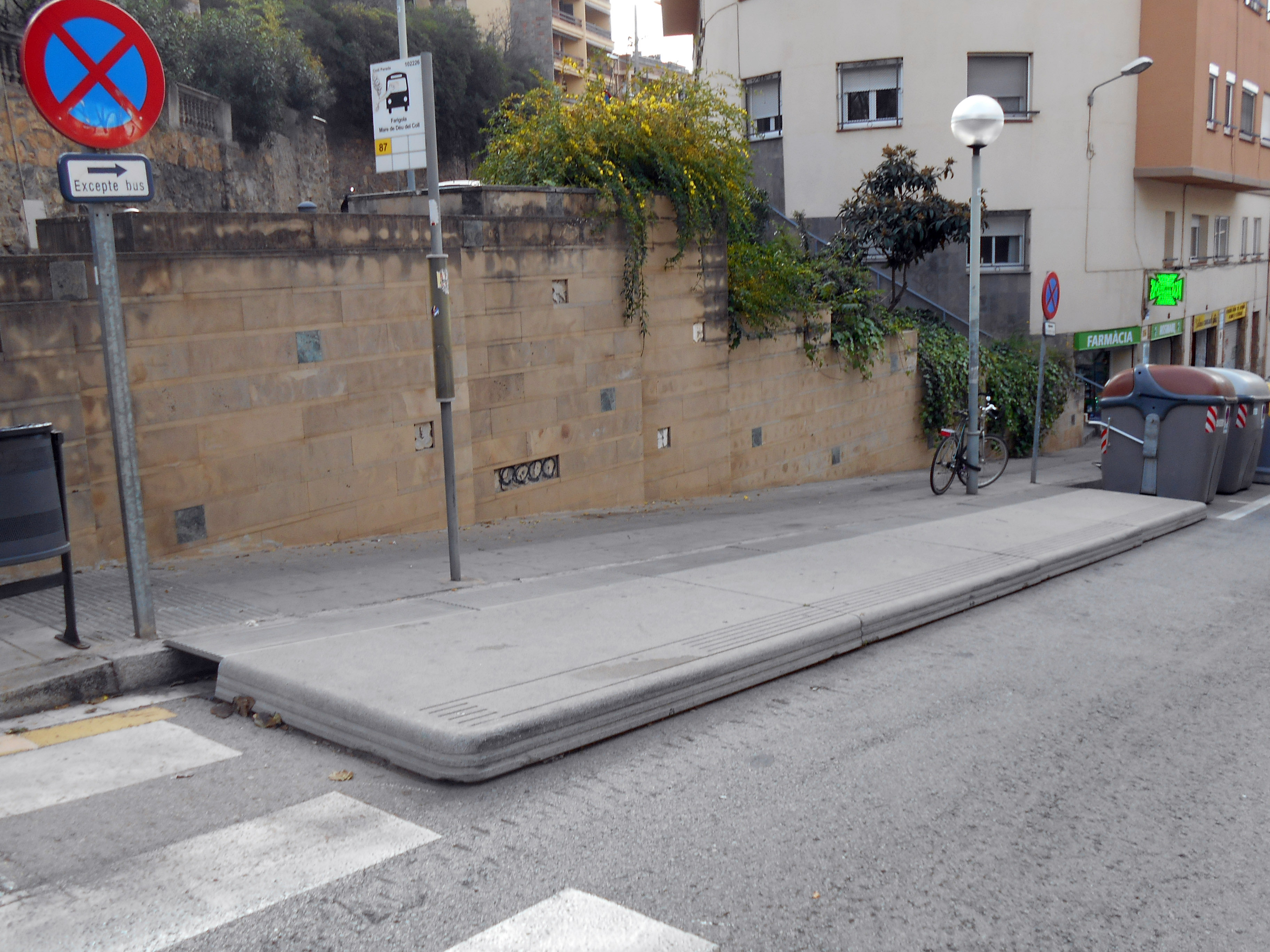
Andana d'autobús.
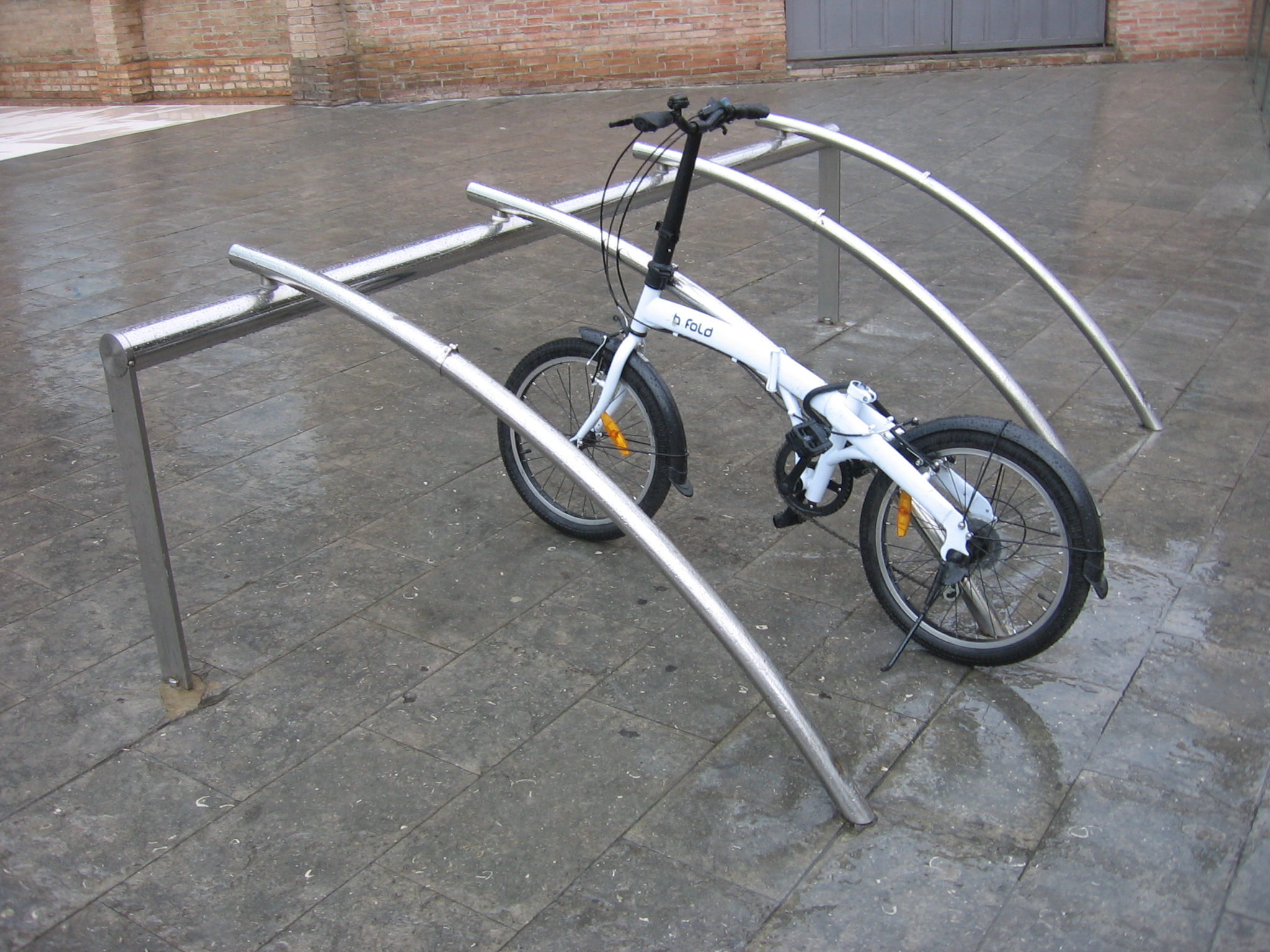
Ancoratge per a bicicletes.
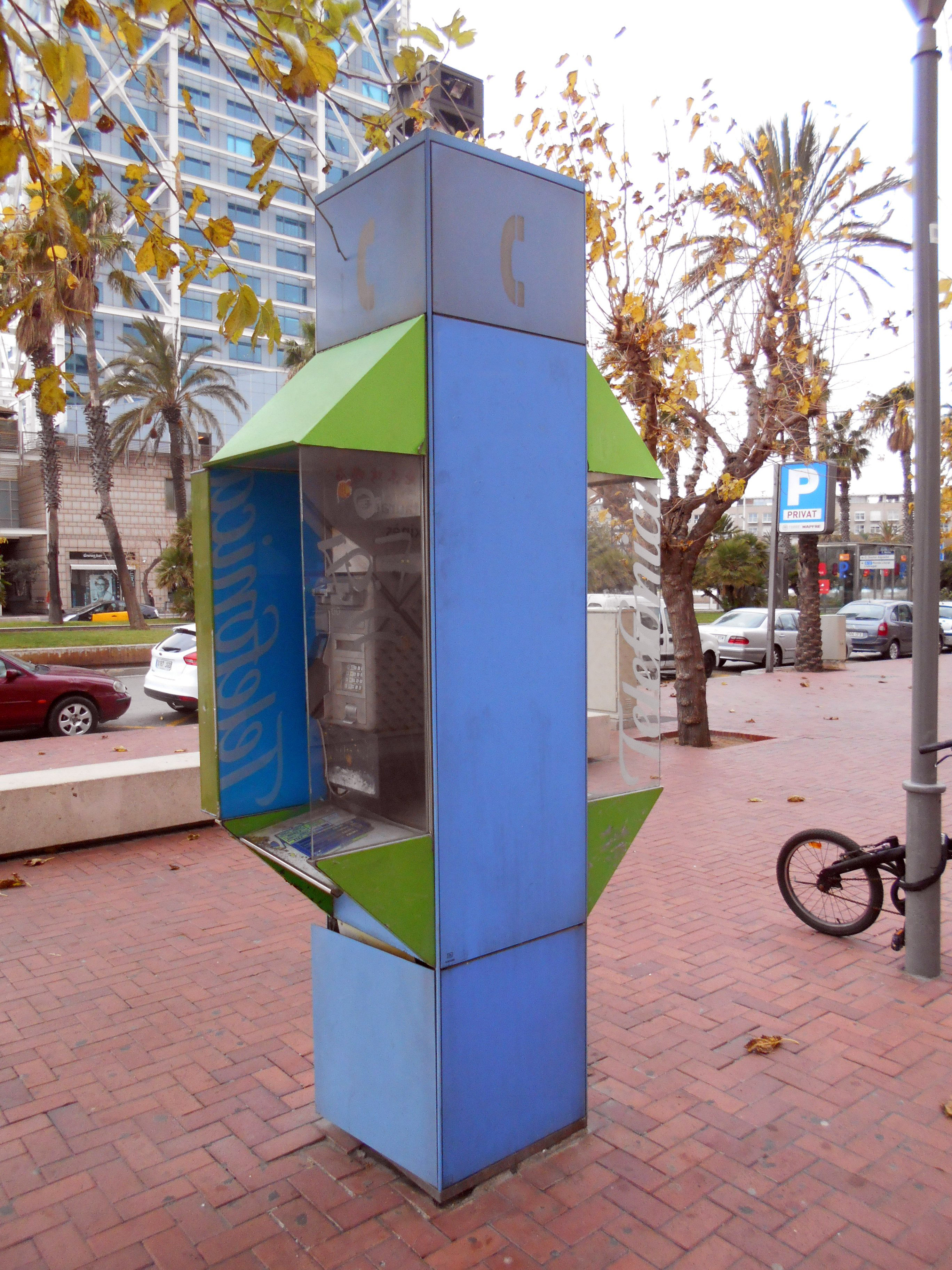
Cabina telefònica.
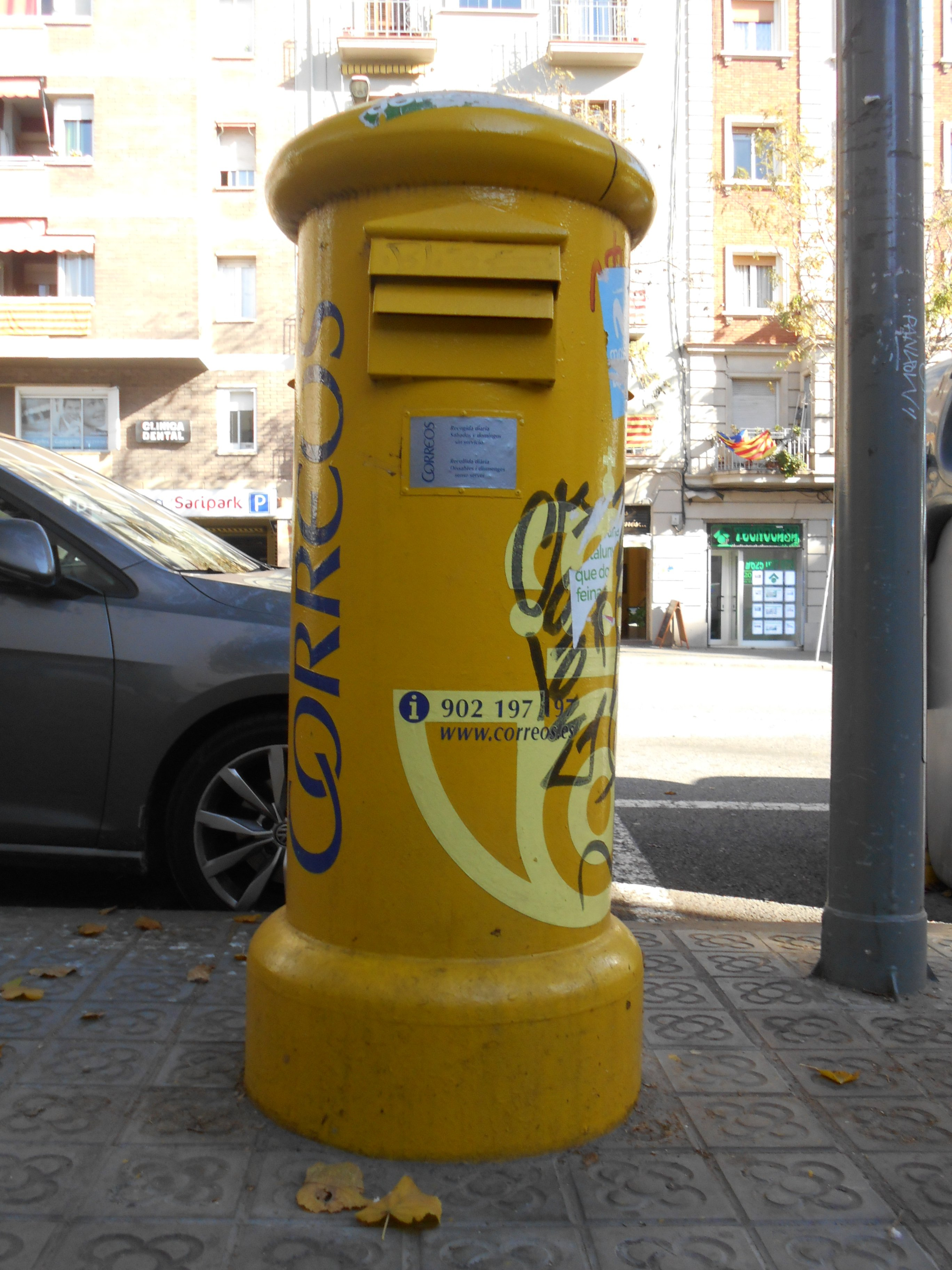
Bústia.
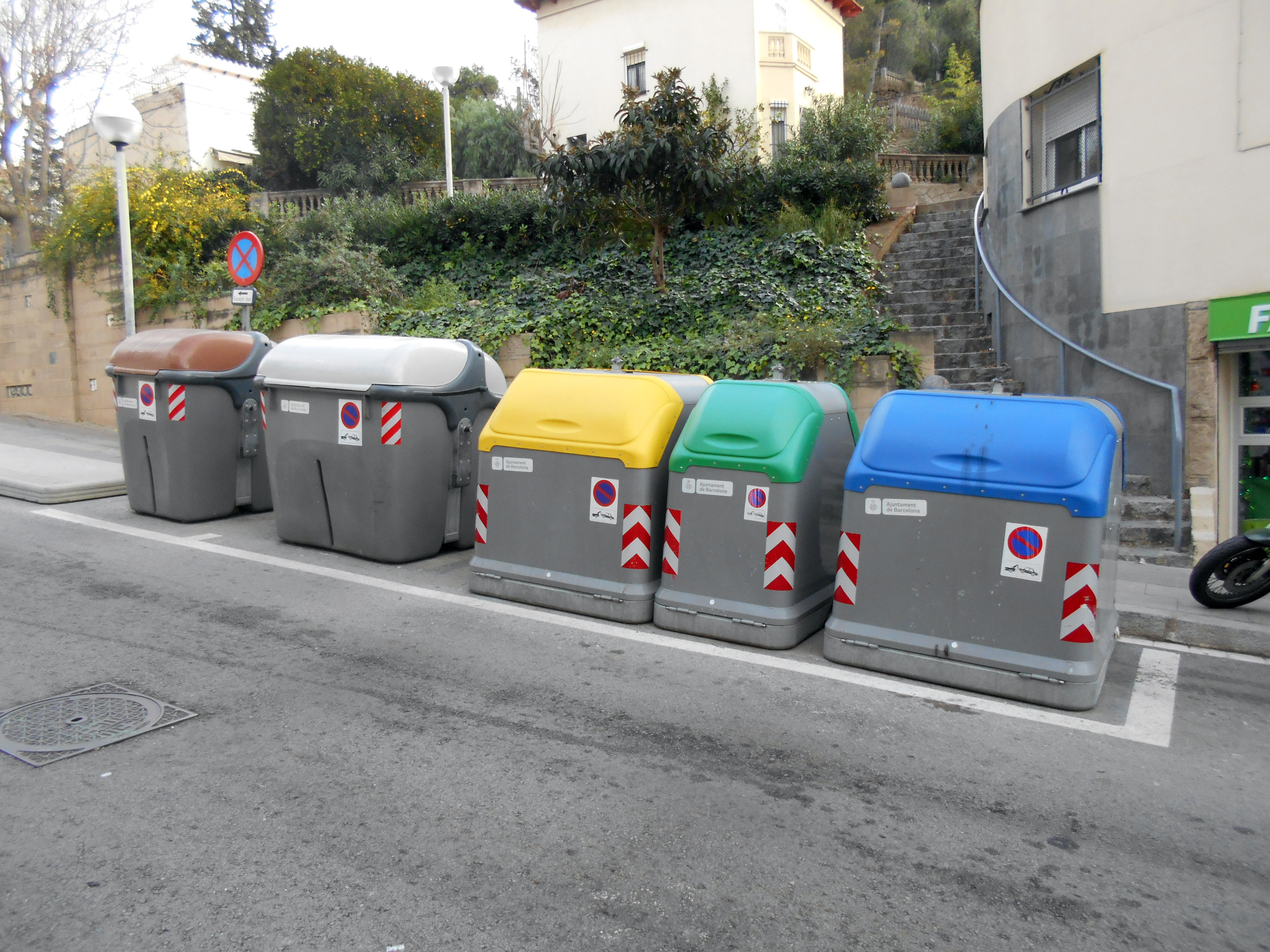
Contenidors d'escombraries i de recollida selectiva.
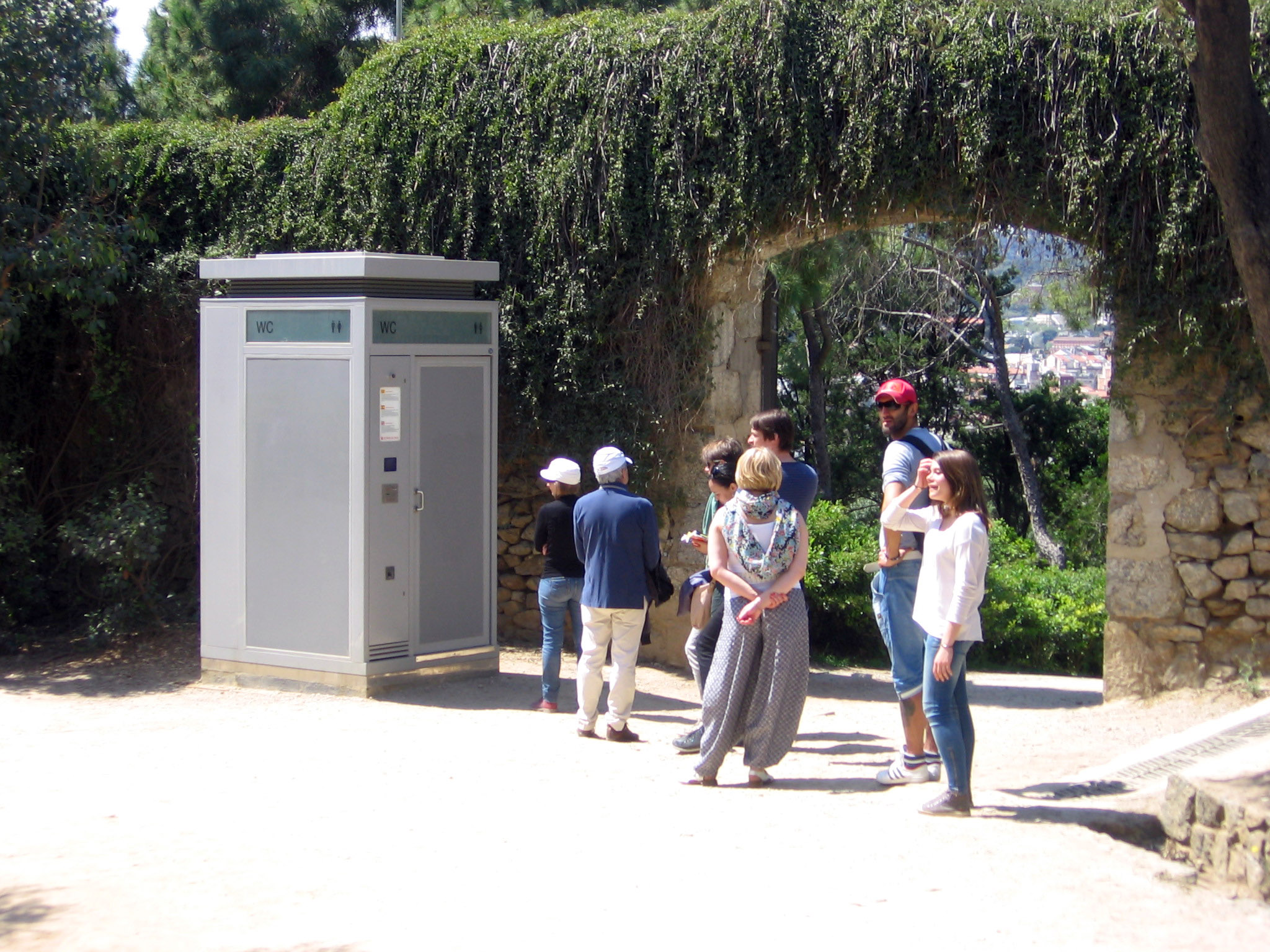
Lavabo públic, parc Güell.

- Elements d'informació i propaganda:
  - Banderoles: banderes de lona col·locades en columnes o pals, s'usen generalment per anunciar exposicions o esdeveniments culturals.[48]
  - Columnes anunciadores: serveixen per col·locar publicitat, el model més emprat és Expressió Lliure.[49]
  - PIM-OPI (Panell d'Informació Municipal-Objecte Publicitari Il·luminat): és una vitrina amb il·luminació interior per a la col·locació d'informació municipal o publicitat.[50]
  - TAM (Tauler d'Anuncis Municipals): vitrina d'informació municipal, generalment es troben en edificis públics.[51]

- Elements comercials:
  - Terrasses de bar i restaurant: és una prolongació a l'exterior dels serveis oferts per aquest tipus d'establiments; solen incloure elements com a cadires, taules, ombrel·les, jardineres, cendrers i calefactors.[52]
  - Quioscs: casetes per a la venda de productes com a premsa, flors, loteria o restauració; dins de l'últim, productes tals com begudes, gelats, castanyes o llaminadures.[53]

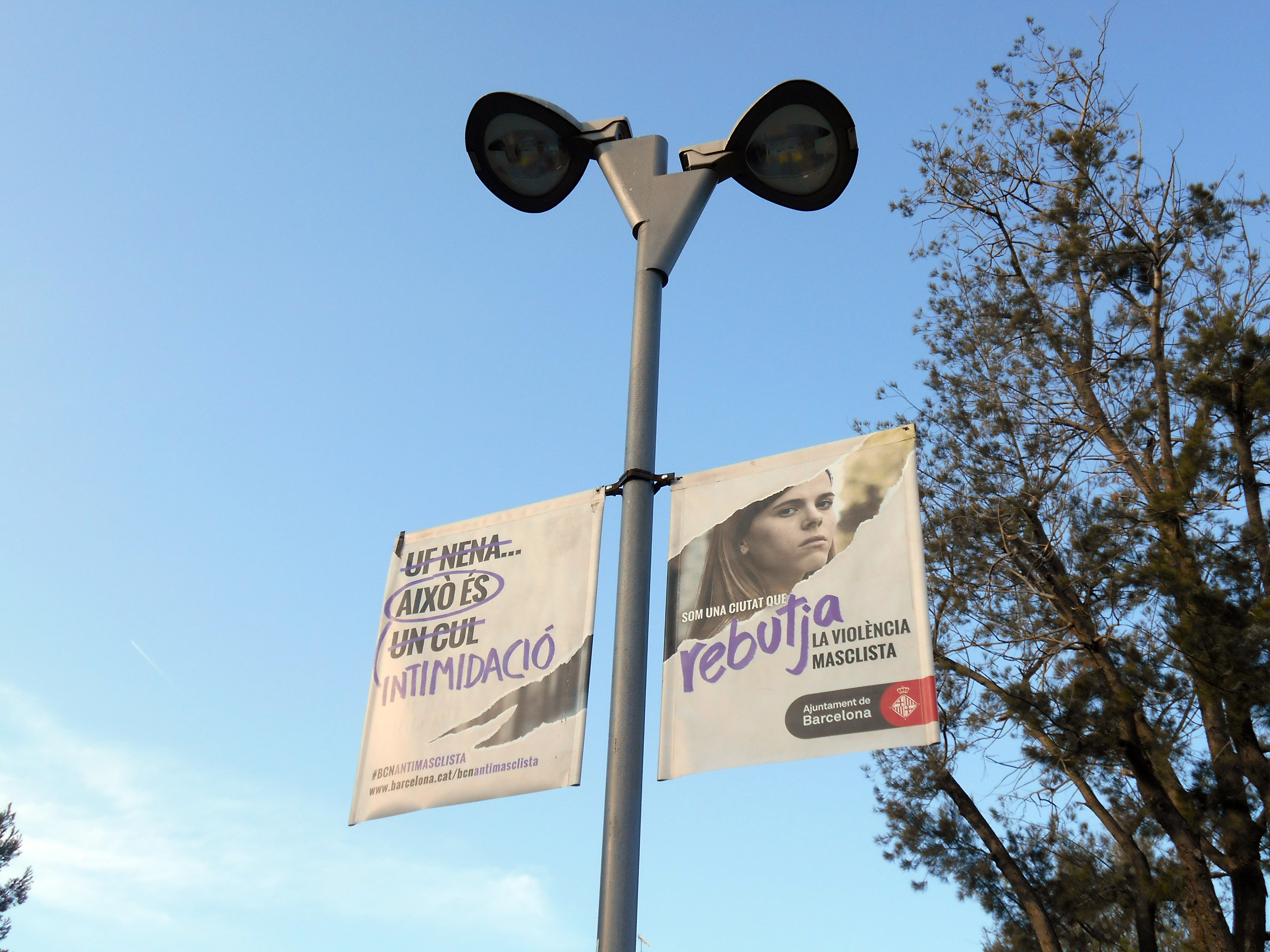
Banderola.
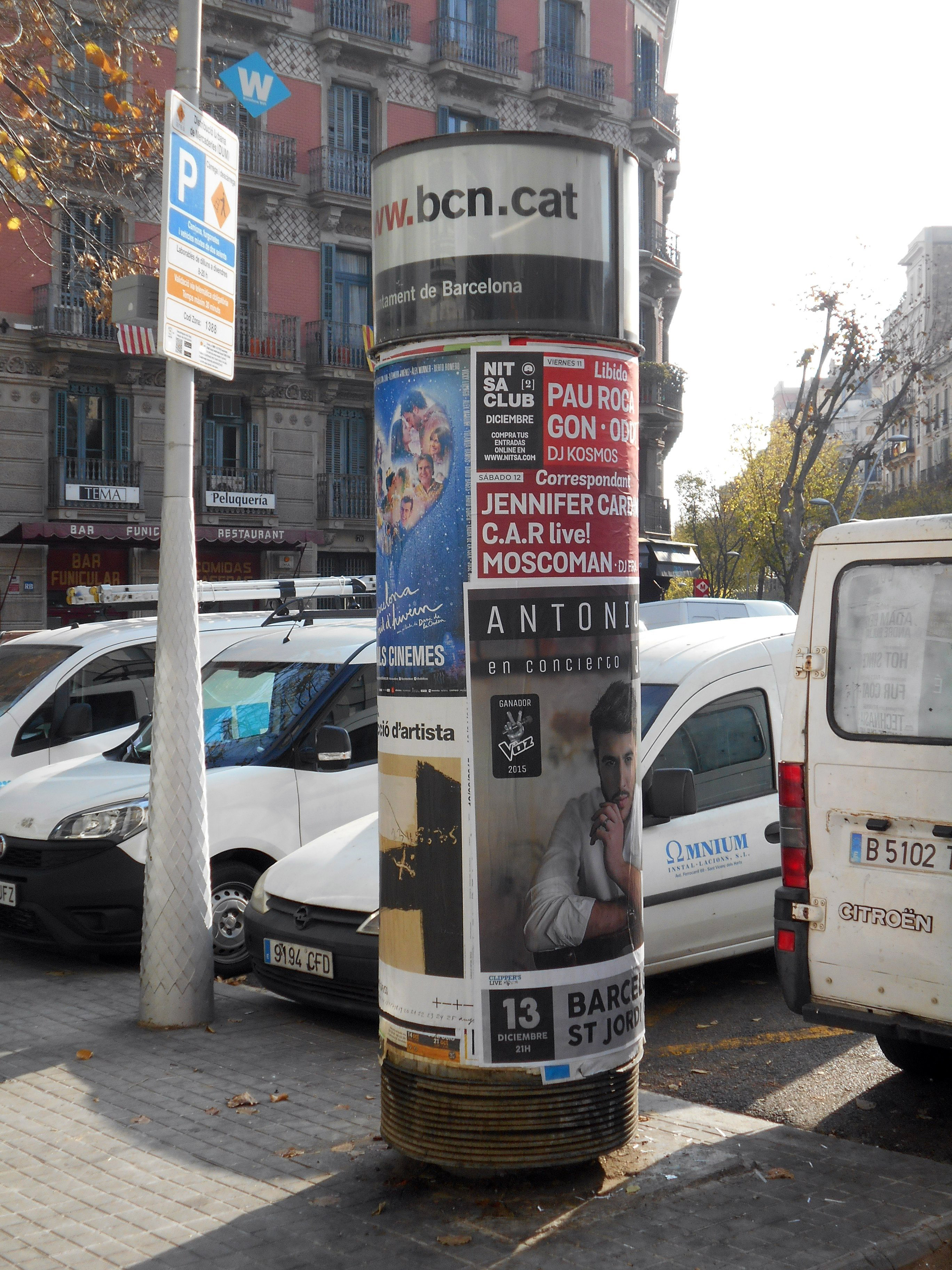
Columna Expressió Lliure.
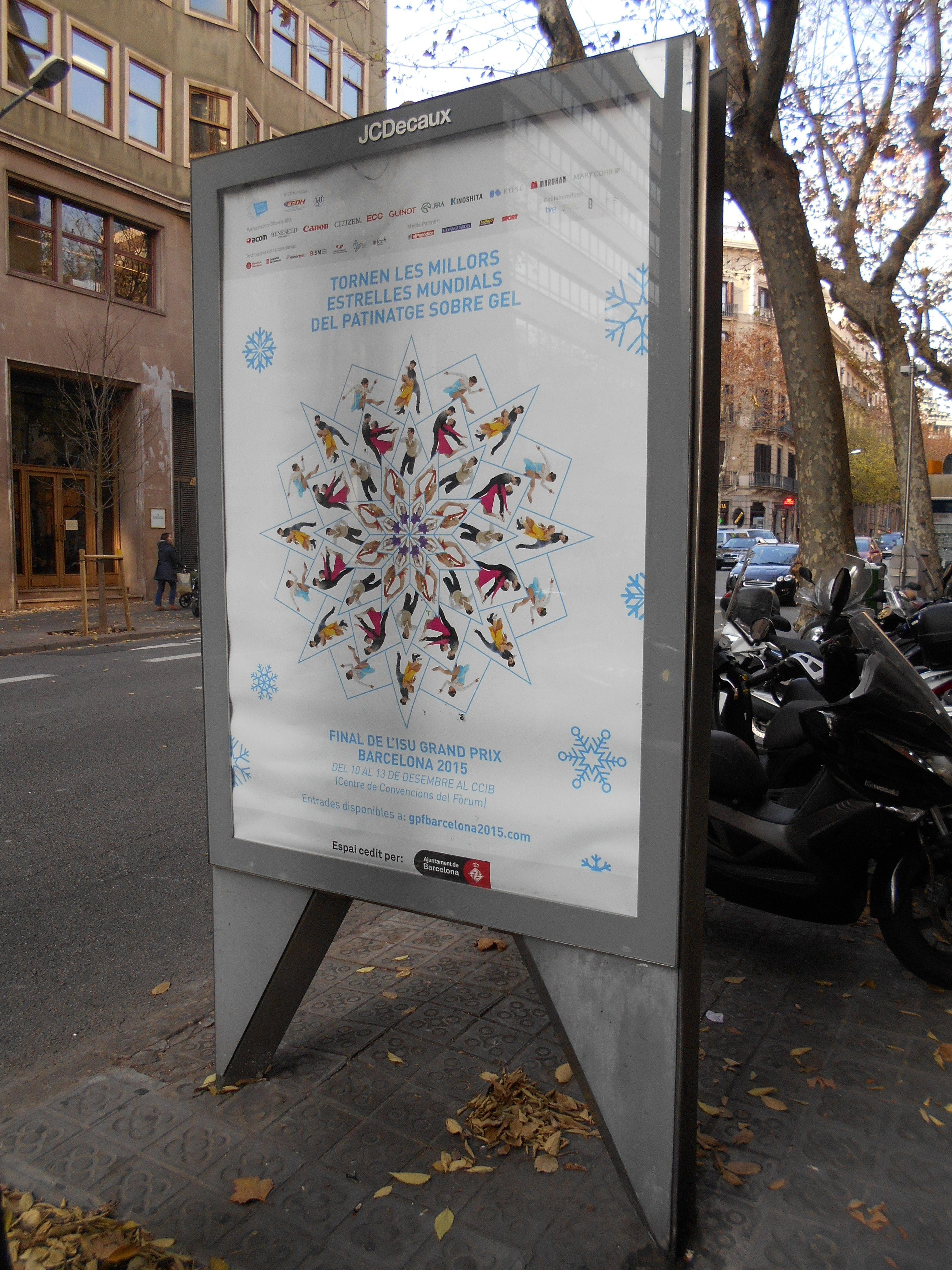
PIM-OPI.
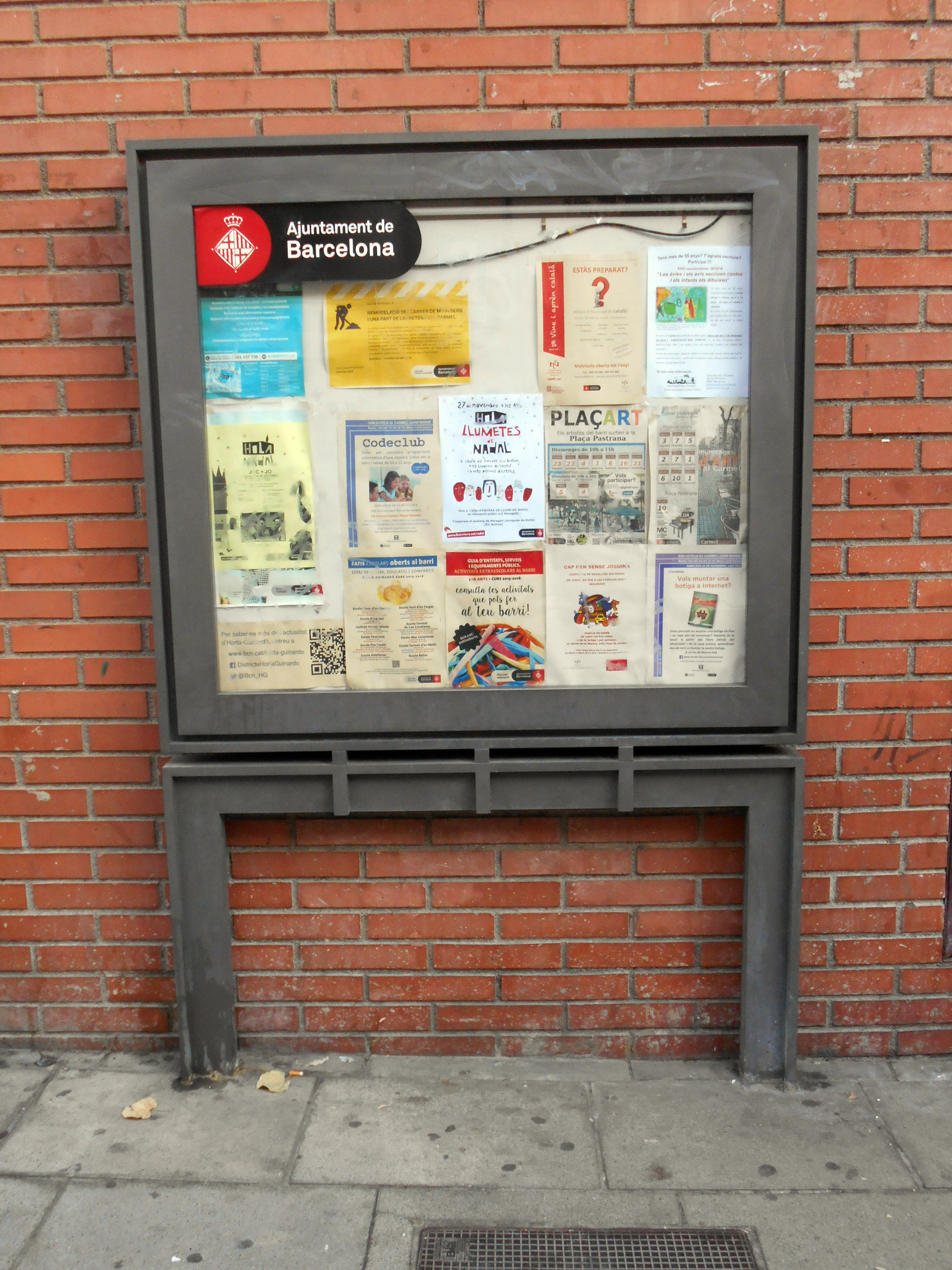
TAM.
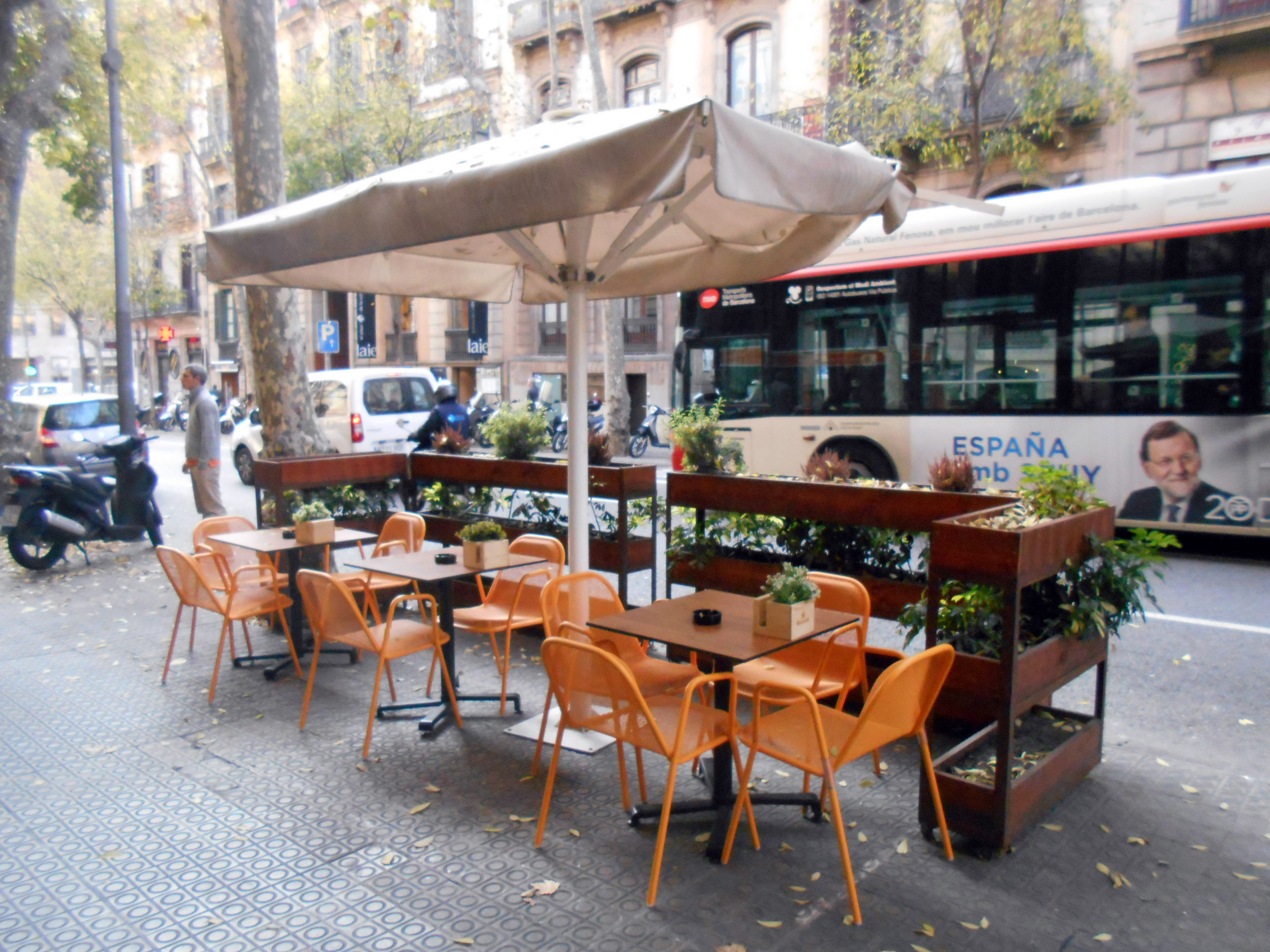
Terrassa de bar.
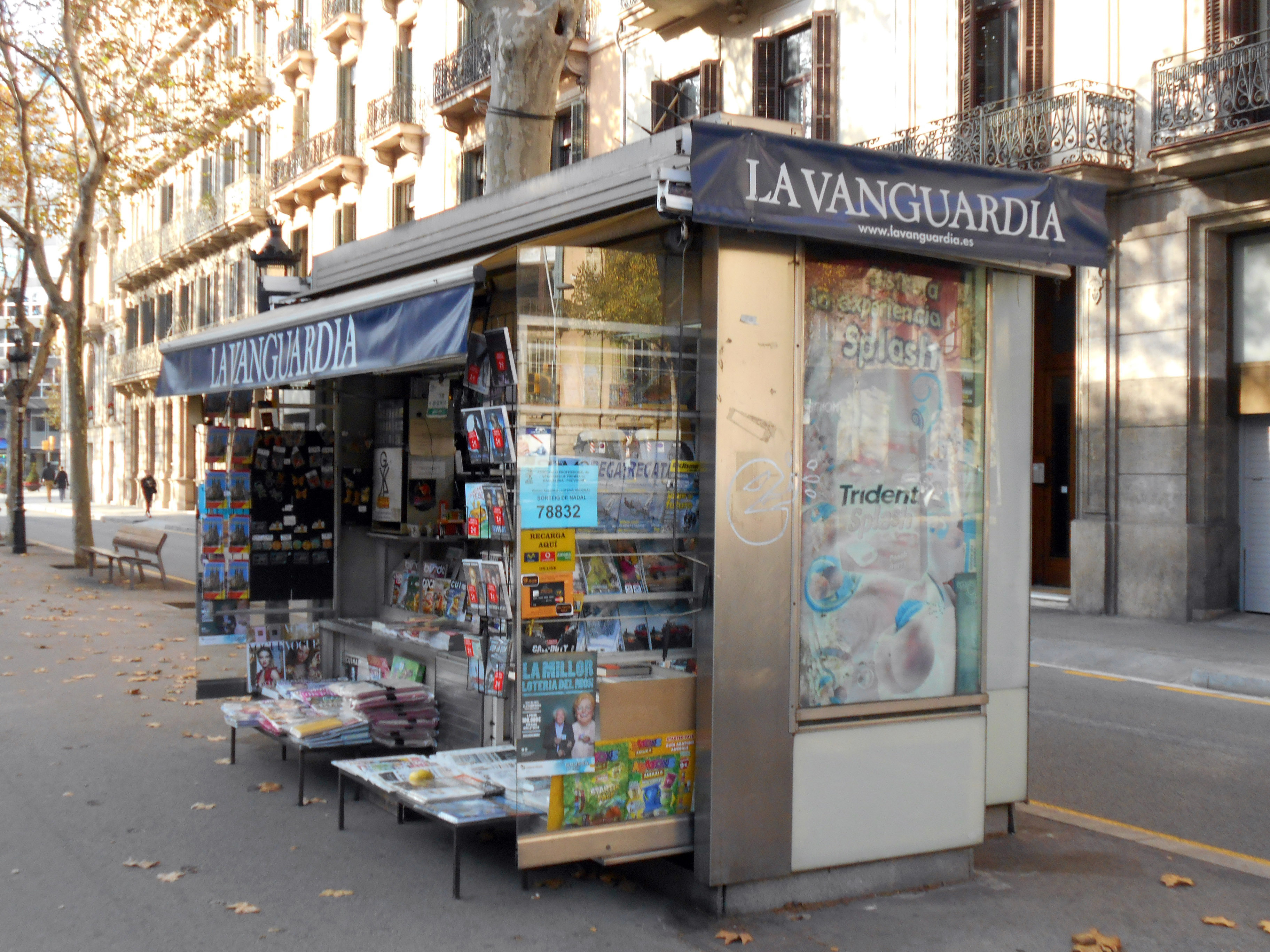
Quiosc de premsa.
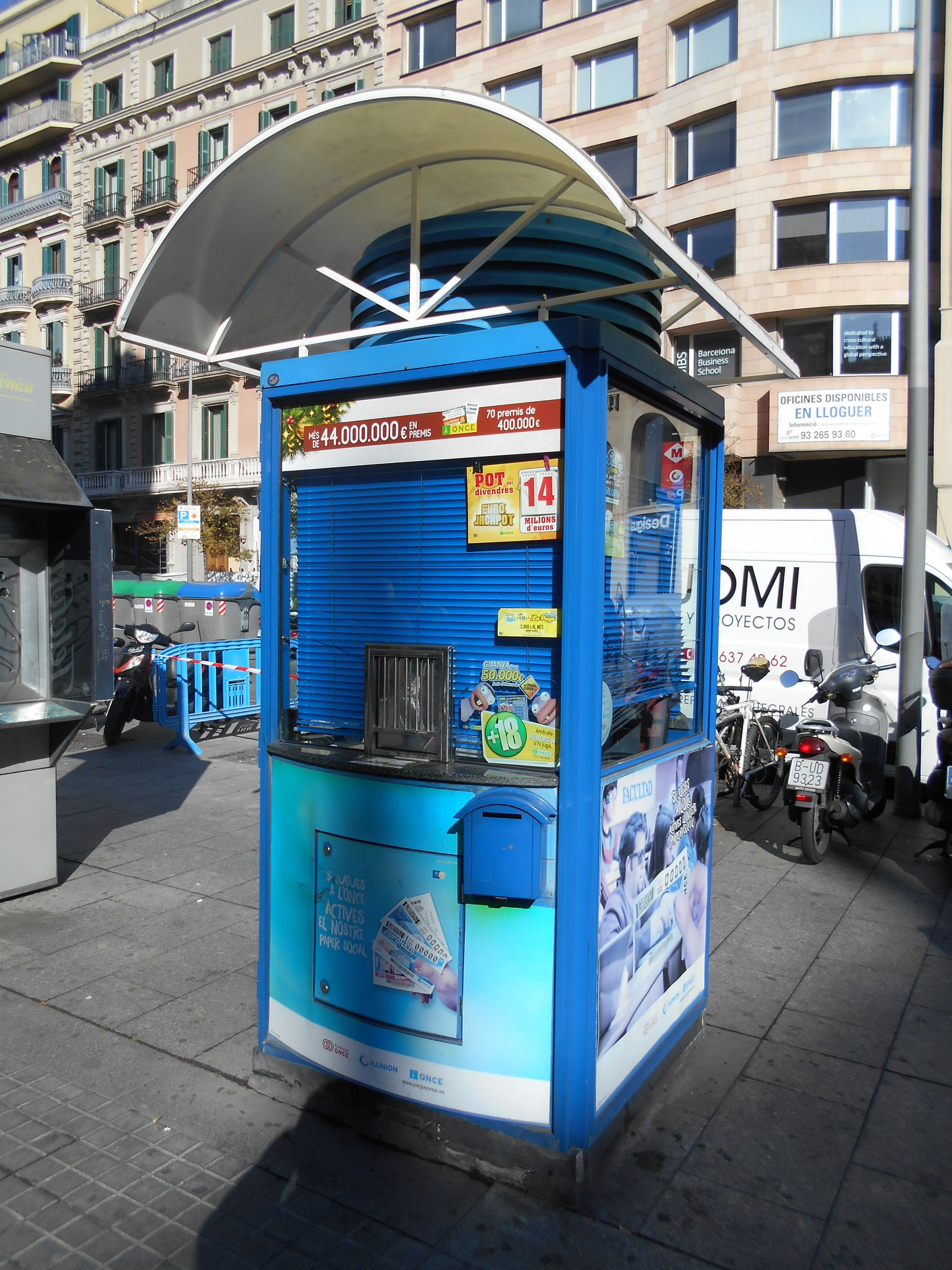
Quiosc de loteria.
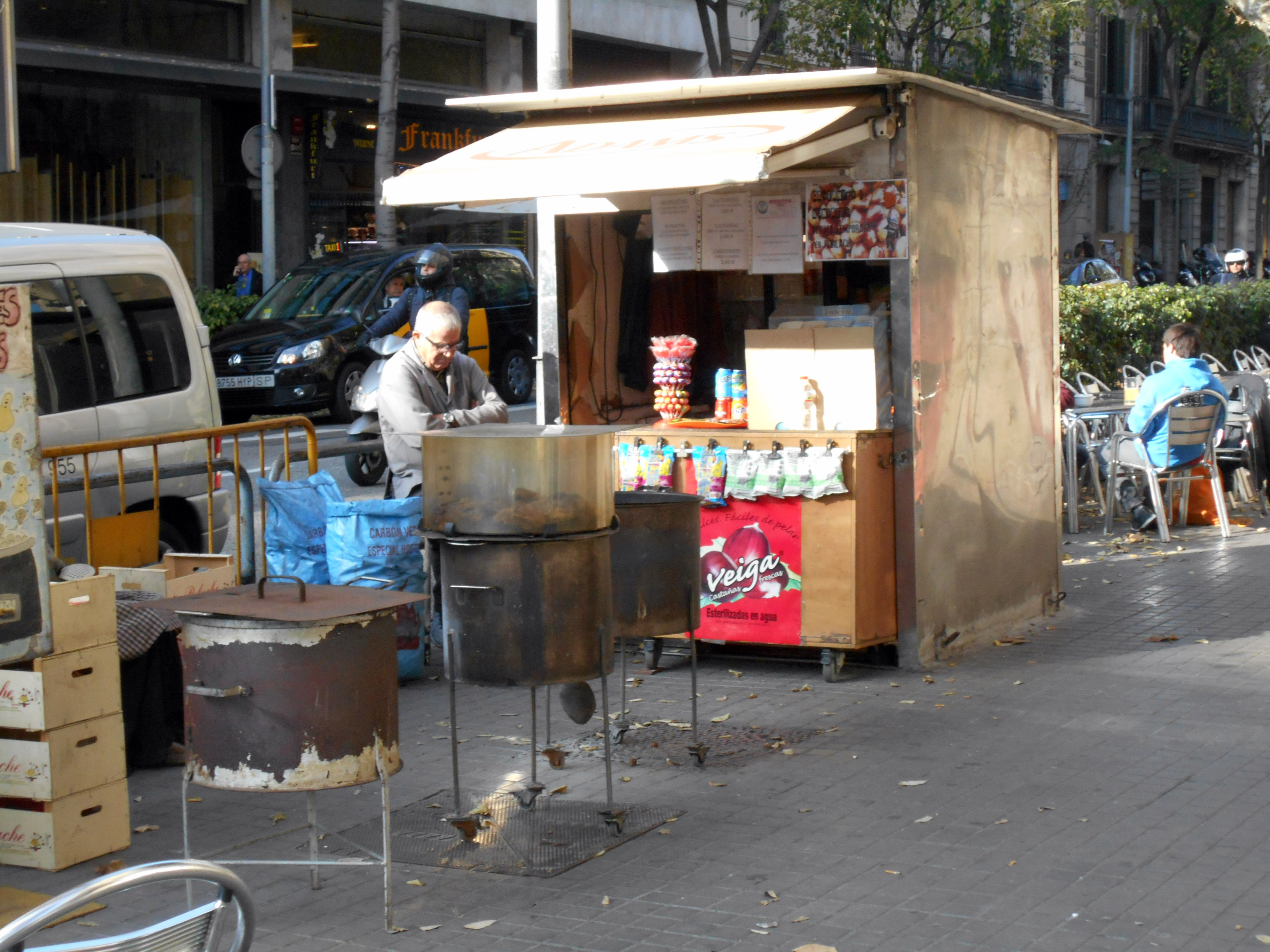
Quiosc de castanyes.

## Evolució històrica

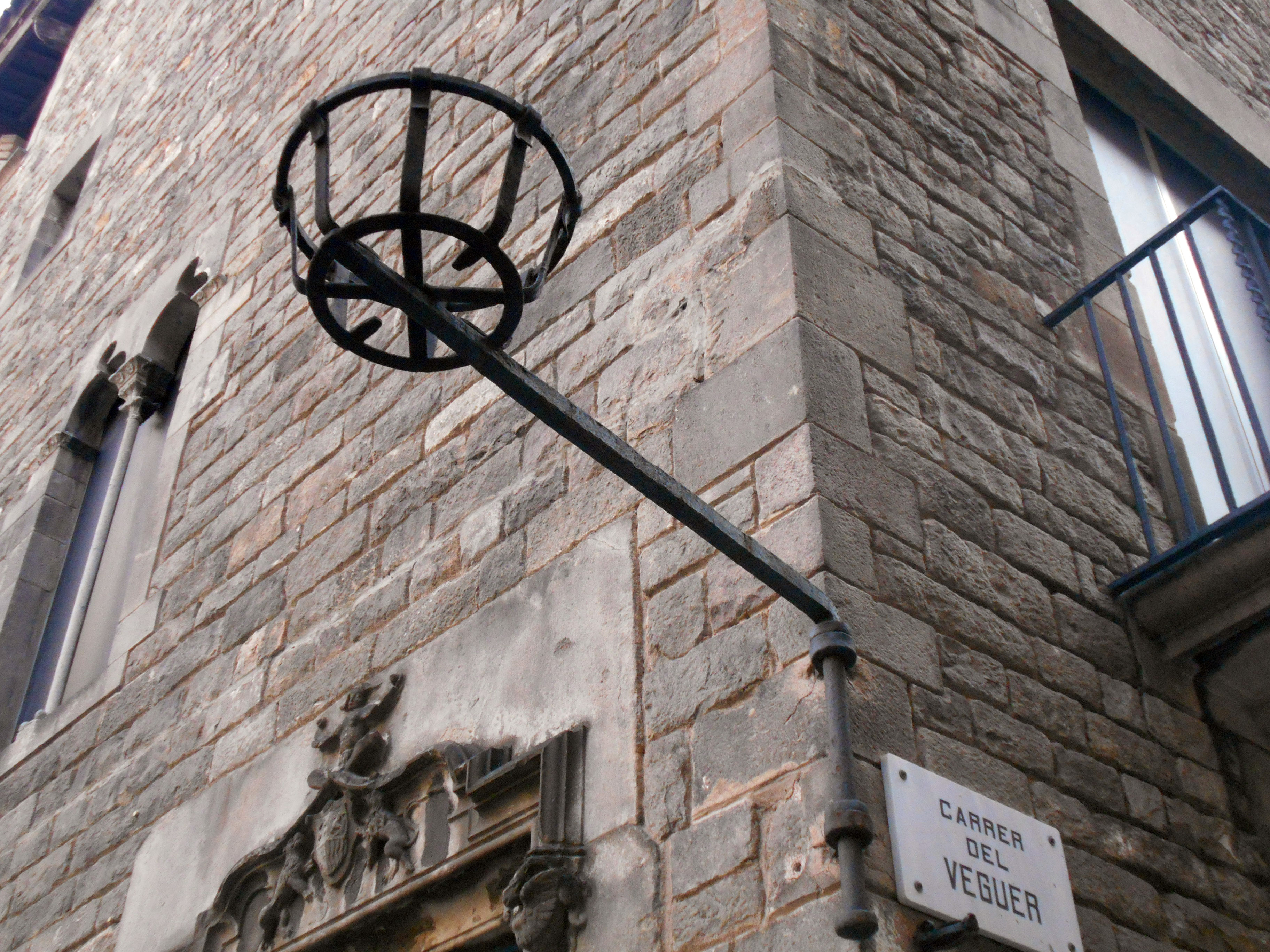
Teiera de la plaça del Rei.

### Antecedents
El concepte de mobiliari urbà és relativament contemporani, fet pel qual no és extrapolable a èpoques passades, temps en els quals no es posava un especial interès en els elements comuns de la convivència ciutadana. D'època medieval o moderna subsisteixen algunes fonts, que si bé eren d'ús públic eren de construcció individualitzada, pel qual no es pot parlar d'un projecte sistematitzat de regulació del seu ús i distribució. Alguns exemples són: la font de Santa Anna, a l'avinguda del Portal de l'Àngel amb Cucurulla (1356); la de Sant Just, a la plaça homònima (1367); la de Santa Maria, a la plaça homònima (1403); i la de Portaferrissa, al carrer homònim (1680).
Un altre antecedent dels elements d'àmbit públic és la il·luminació nocturna, que s'efectuava mitjançant teieres instal·lades en les vies públiques, amb combustible de fusta resinosa o quitrà. El 1599 Barcelona tenia 60 teieres en les seves vies públiques, de les quals encara es conserva alguna, com les de la plaça del Rei o les de l'església de Santa Maria del Mar. Posteriorment es va evolucionar als fanals d'olis combustibles, dels quals el 1752 hi havia 1.500 escampats per la ciutat; pel seu cost, solament s'encenien en les nits fosques.
L'atenció als elements urbans va començar de manera incipient al segle xviii, època en què va començar a considerar-se l'entorn urbà com a digne d'embelliment i d'acomodació a les necessitats del ciutadà, i es va iniciar la regulació d'aspectes com el clavegueram i les xarxes de sanejament, o la separació entre transeünts i trànsit rodat.

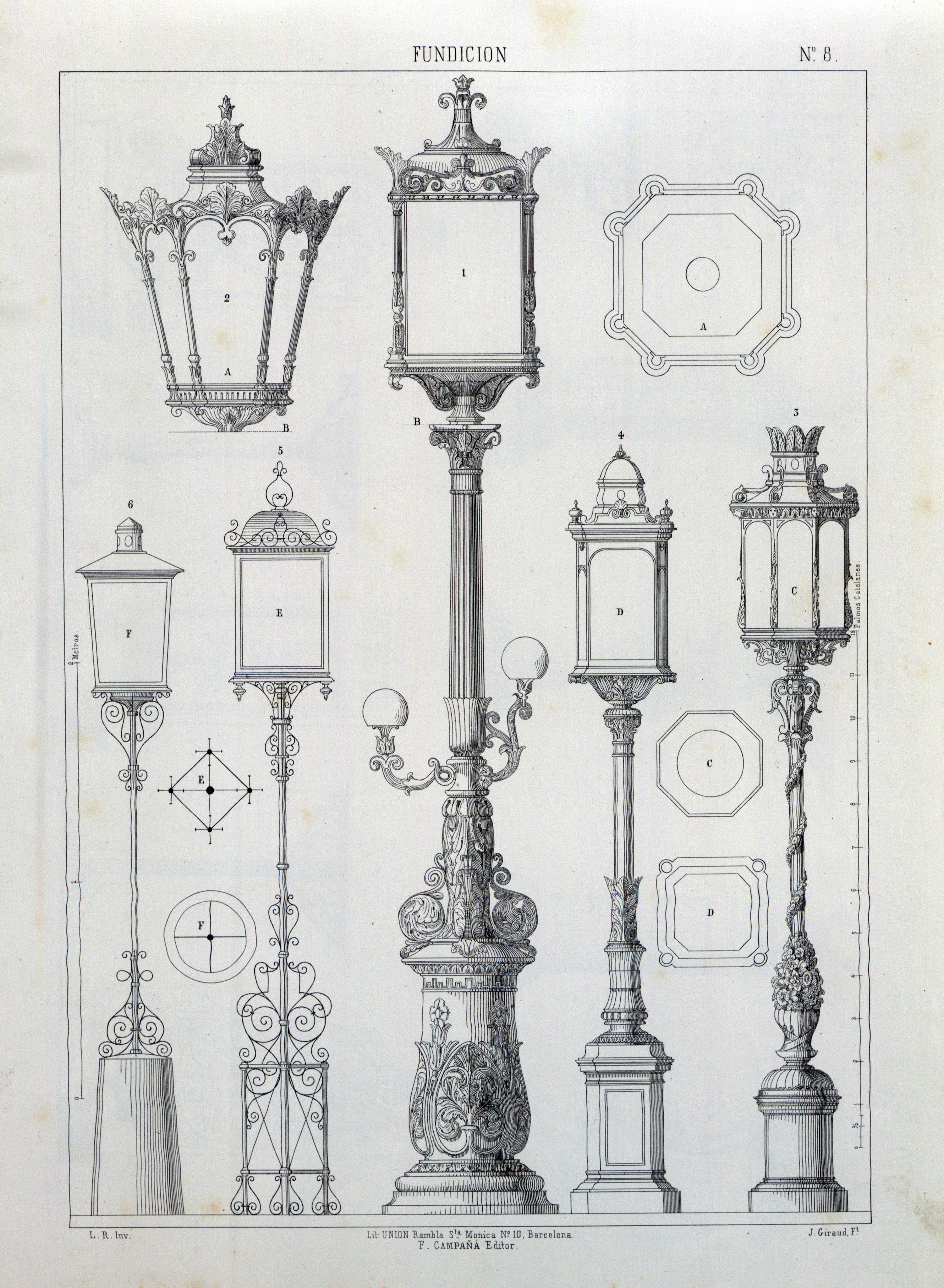
Models de fanals, de l'Album enciclopédico-pintoresco de los industriales (1857), de Lluís Rigalt.

Malgrat tot, al segle xix el mobiliari urbà es va consolidar com una part consubstancial a qualsevol planificació urbanística de la ciutat, i a ser objecte de disseny i d'una especial planificació per a construir-lo d'acord amb les necessitats i les particularitats del lloc d'implantació. Per a això van coadjuvar especialment factors com els nous processos de fabricació industrial sorgits en aquesta època i la utilització de materials com el ferro, que permetia una fabricació en sèrie i resultava de major resistència i durabilitat.

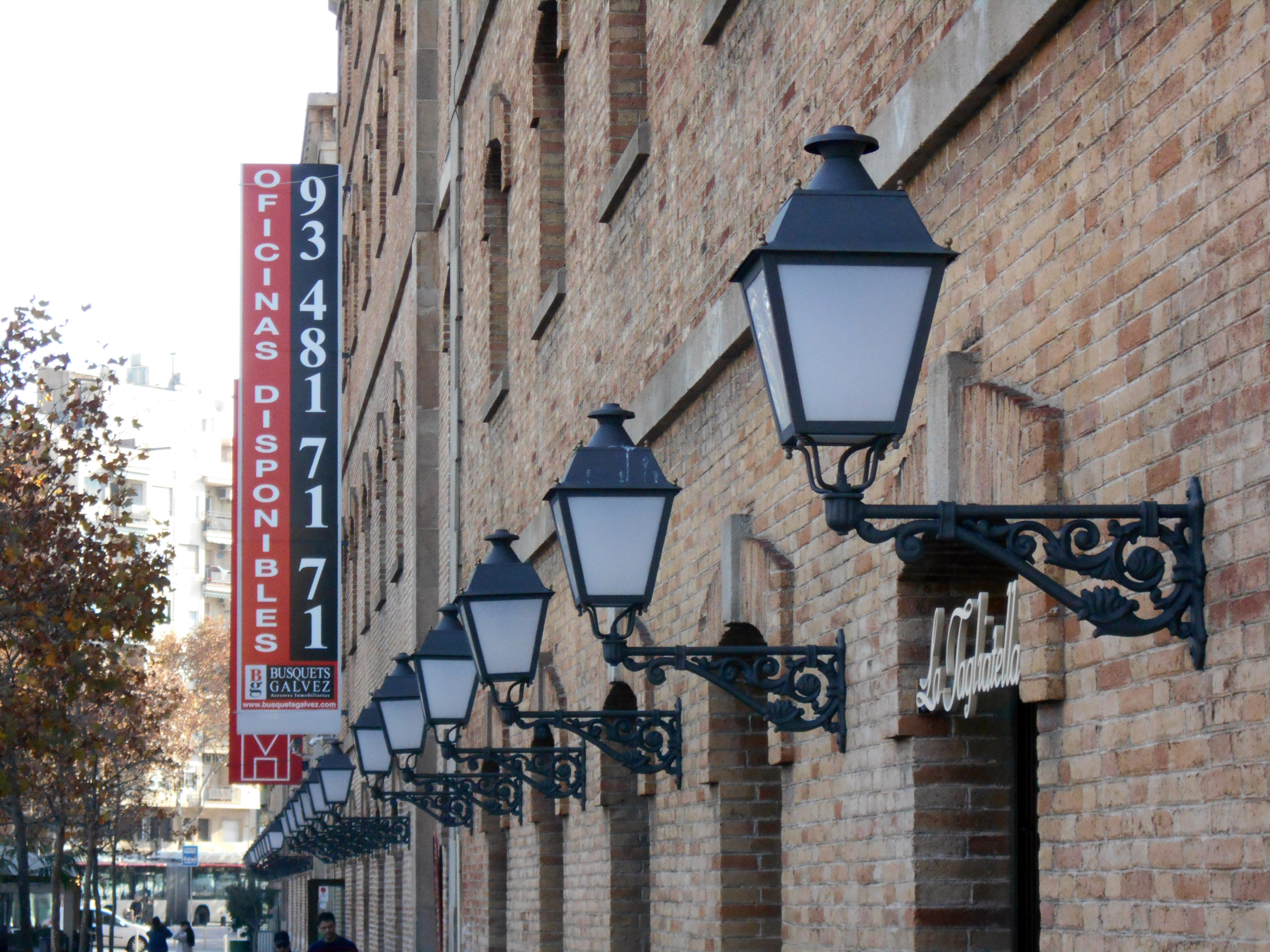
Fanals tipus Montmartre, un dels primers models a instal·lar-se a Barcelona.

Durant aquest segle es va establir la separació definitiva de les vies públiques entre calçada i vorera per a vianants, la qual oferia una plataforma perfecta per a la col·locació de tot un seguit d'elements destinats a la regulació de les activitats ciutadanes i a l'acomodació de l'espai a les necessitats de la població. Entre els primers elements instal·lats es troben els bancs, dels quals els primers públics van ser uns de pedra instal·lats al passeig de Sant Joan (1797), el jardí del General (1815) i diverses places situades en els solars deixats per convents cremats o desamortitzats el 1835-1836; les fonts, que en aquestes dates van proliferar gràcies a la canalització de les aigües de Montcada realitzada pel marquès de Campo Sagrado, encara que eren fonts individualitzades i que encara no es construïen en sèrie, com més endavant seria habitual; i els quioscs, ja fossin per a venda de premsa, flors, mascotes, loteria, begudes o altres productes —incloent els ocasionals, com els de petards per la revetlla de Sant Joan, els de gelats a l'estiu o els de castanyes a la tardor—, dels quals els més paradigmàtics són els situats a la Rambla, apareguts a mitjan segle xix.
Aquesta eclosió d'elements urbans es va veure afavorida pel desenvolupament de les noves tecnologies, com la il·luminació de gas, iniciada el 1842 per la companyia Sociedad Catalana para el Alumbrado por Gas. Va ser la primera ciutat espanyola que el va utilitzar. Els primers carrers il·luminats van ser la Rambla, el carrer de Ferran i la plaça de Sant Jaume. El 1845 hi havia ja uns cinc-cents fanals de gas, i en aquesta data van aparèixer els fanals de peu. El 1880 va aparèixer la il·luminació elèctrica, que va substituir gradualment la de gas en les vies públiques: el 1882 es van col·locar els primers fanals a la plaça de Sant Jaume, i entre 1887 i 1888 es van electrificar la Rambla i el passeig de Colom. Durant un temps, entre 1885 i 1912, van conviure la llum de petroli, de gas i l'elèctrica: el 1905 hi havia 711 fanals de petroli, 13 378 de gas i 228 elèctrics; el 1913 va desaparèixer el petroli, i el 1967 el gas. La generalització de la llum elèctrica no es va produir fins a inicis del segle xx, amb la invenció de la bombeta, i no es va concloure fins a 1929.

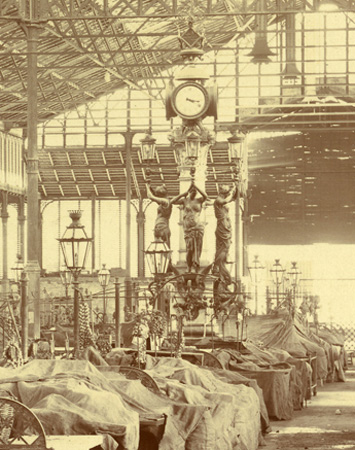
Font-fanal-rellotge del mercat del Born, de Josep Fontserè (1875).

A Barcelona, com a la resta d'Europa i a diferència de les ciutats nord-americanes, el mobiliari urbà va ser controlat en exclusiva per l'ajuntament, que va establir acurades reglamentacions. Els nous productes urbans van entrar al mercat a través de catàlegs o per la promoció en les exposicions internacionals que solien efectuar-se en aquella època, com la celebrada a la mateixa Ciutat Comtal el 1888. Empreses com les franceses Durenne o Val d'Osne, o l'alemanya Mannesmann, van col·locar els seus productes per tot Europa, i van ajudar a fer del mobiliari urbà un objecte de moda i d'apreciació tant pràctica com estètica.

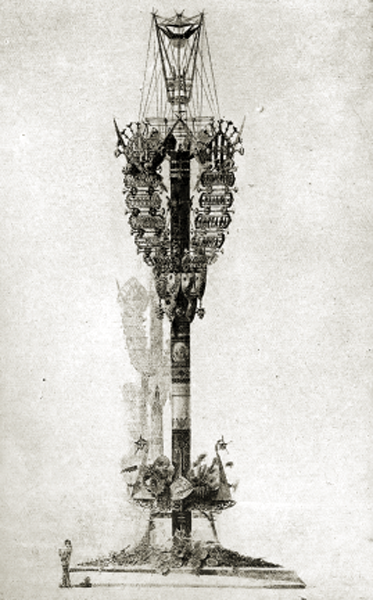
Projecte de fanal per a la Muralla de Mar (1880), d'Antoni Gaudí.

La introducció del mobiliari urbà a Barcelona va ser afavorida per Ildefons Cerdà, que en el seu Pla d'Eixample ja incloïa molts d'aquests elements com a parts integrants del teixit urbà. Segurament va influir en això la seva visita a París, on eren comuns elements com quioscs, rellotges, fonts i altres elements urbans, que eren objecte d'una planificació especial. La influència parisenca va ser preponderant en aquesta primera etapa del mobiliari urbà barceloní, no solament quant a inspiració sinó també quant a encàrrecs específics a empreses franceses, com els fanals tipus Ville de Paris encarregats el 1866 a la fosa Val d'Osne, o els fanals murals amb llanterna tipus Montmartre, dels quals encara queden varis al nucli antic.
Un altre pioner en la introducció de mobiliari urbà va ser Josep Fontserè, autor del projecte del parc de la Ciutadella (1872), que incloïa alguns elements de disseny innovador, alguns dels quals van ser projectats pel seu ajudant, un jove Antoni Gaudí que aleshores treballava com a delineant per pagar-se els estudis. Obra seva va ser també una font-fanal-rellotge al mercat del Born (1875), realitzada en ferro colat; tenia una base amb una font amb canelles que sortien d'unes figures de cignes, sobre els quals es trobaven quatre escultures de nereides que sostenien sengles fanals de gas, amb un rellotge en la part superior. Aquest disseny era molt semblant al coronament d'una font monumental dissenyada per Gaudí per a la plaça de Catalunya com a projecte de carrera del curs 1876-1877 a l'Escola d'Arquitectura de Barcelona, fet que fa pensar que l'autoria podria ser de l'arquitecte reusenc, mentre treballava com a delineant de Fontserè.
Del mateix Gaudí cal esmentar un dels seus primers projectes només titular-se, els quioscs Girossi, un encàrrec d'un comerciant que hauria consistit en 20 quioscs repartits per tota Barcelona, cadascun dels quals hauria inclòs uns urinaris públics, venda de flors i uns panells de cristall per a publicitat, a més de rellotge, calendari, baròmetre i termòmetre; que no va arribar a realitzar-se. Un altre projecte no realitzat de Gaudí va ser el d'il·luminació elèctrica per a la Muralla de Mar (1880), que hauria consistit en vuit grans fanals de ferro decorats amb motius vegetals, frisos, escuts i noms de batalles i d'almiralls catalans. Tot i així, l'arquitecte modernista va realitzar dos models de fanals que encara perduren: els de la plaça Reial (1878) i els de Pla de Palau (1889).
D'altra banda, en el terreny del disseny cal destacar la col·lecció de dibuixos titulada Album enciclopédico-pintoresco de los industriales (1857), de Lluís Rigalt, un recull de dibuixos de diversos dissenys de tipus industrial realitzats en l'època en els camps de la jardineria, la fosa, els treballs en marbre i pedra, l'ebenisteria, la joieria, l'arquitectura i les arts aplicades.

### Desenvolupament i planificació

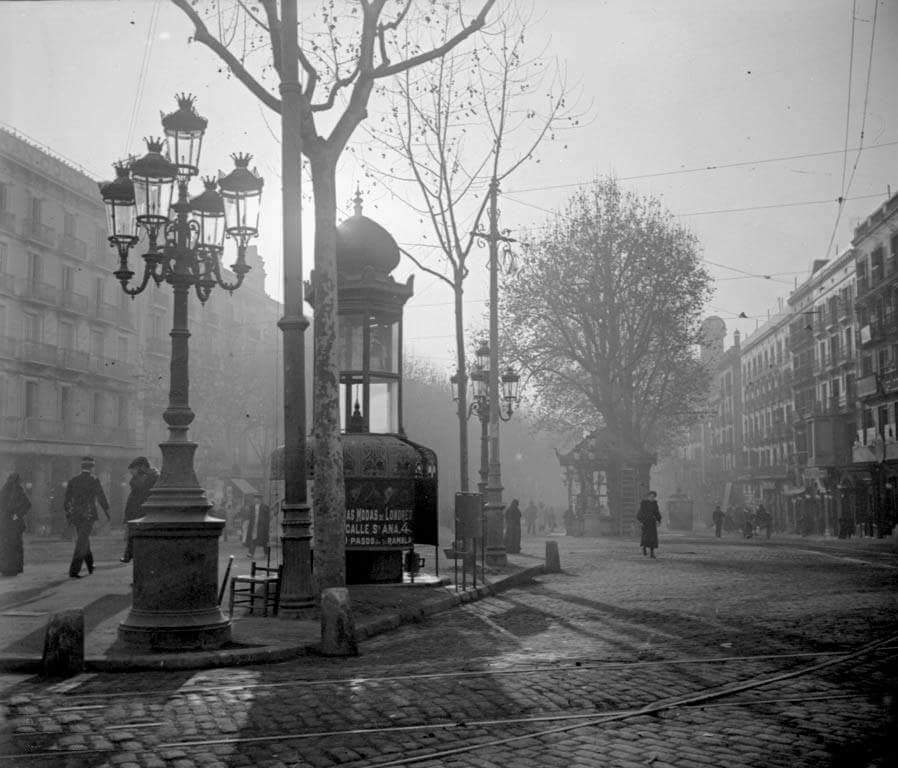
Urinari tipus vespasiana, cruïlla del carrer de Pelai amb la plaça de Catalunya.

Malgrat aquests primers antecedents, el mobiliari urbà no va començar a ser objecte d'una planificació sistemàtica fins a la designació el 1871 d'Antoni Rovira i Trias com a responsable d'Edificacions i Ornamentació de l'ajuntament. Aquest arquitecte va ser el primer a posar una especial pruïja a conjuminar estètica i funcionalitat per a aquest tipus d'elements urbans. Fins a la seva defunció, el 1889, va ser el responsable de molts equips instal·lats en la via pública. Alguns eren d'importació, generalment de França. El 1876 va substituir el sortidor de la plaça Reial per una font ornamental fabricada per l'empresa francesa Durenne, la font de les Tres Gràcies. El 1877 va instal·lar uns primers urinaris públics d'origen també parisenc coneguts com a vespasienne, realitzats en metall amb un cos circular amb capacitat per a sis persones, sobre el qual s'elevava una secció hexagonal destinada a publicitat, coronada per una cupuleta. Malgrat tot, també va dissenyar personalment una gran quantitat d'aquests elements. El 1875 va dissenyar una taula de ferro i palastre per a la venda de flors en la Rambla, on també va situar un quiosc de fusta per a begudes el 1877. El mateix 1877 va dissenyar una font per a la plaça de Jonqueres que més tard es va estendre per tota la ciutat, elaborada en sèrie per La Maquinista Terrestre i Marítima; el 1882 va col·locar uns urinaris públics en el passeig Nacional (actual passeig de Joan de Borbó), i a l'any següent va dissenyar un altre model d'urinari inspirat en un model de l'empresa novaiorquesa Mott Iron Works, que va ser repartit per tota la ciutat; entre 1882 i 1886 va dissenyar la barana sobre els murs de contenció de la rasa del ferrocarril del carrer d'Aragó, així com les baranes, bancs de pedra, fanals i gerros de ferro del passeig de Colom; i el 1886 es va encarregar també de les baranes, gerros ornamentals i detalls d'acabament del Saló de Sant Joan (actual passeig de Lluís Companys).

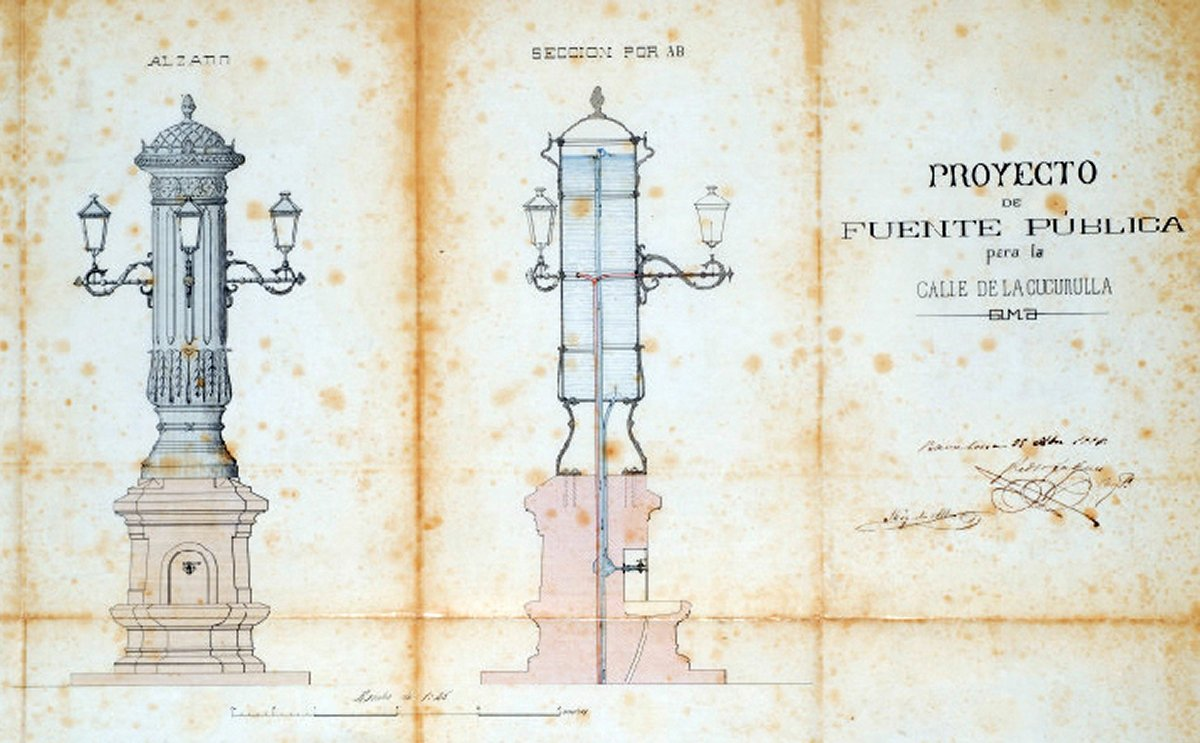
Projecte de font pública per al carrer Cucurulla (1886), de Pere Falqués.

El successor de Rovira va ser Pere Falqués, qui va seguir embellint la ciutat amb dissenys originals de gran valor artístic, d'acord amb l'estil modernista de moda al moment. Així, el 1889 va dissenyar una font-fanal per Canaletes, a l'inici de la Rambla prop de la plaça de Catalunya, que s'ha convertit en una icona de la ciutat; el model es va estendre després a altres llocs del municipi. Prop de la font de Canaletes va instal·lar el 1890 un quiosc de begudes, que substituïa al de fusta de Rovira. El 1893 va idear una altra font-fanal per a la plaça de Sant Pere, d'inspiració gòtica. El 1896 va dissenyar un quiosc de descans i parada de cotxes amb rellotge i telèfon públic, situat a la cantonada de la Gran Via amb el passeig de Gràcia. El 1905 va dissenyar els bancs-fanal del passeig de Gràcia, així com els fanals del Saló de Sant Joan i de la plaça del Cinc d'Oros, que avui dia es troben en l'avinguda de Gaudí.

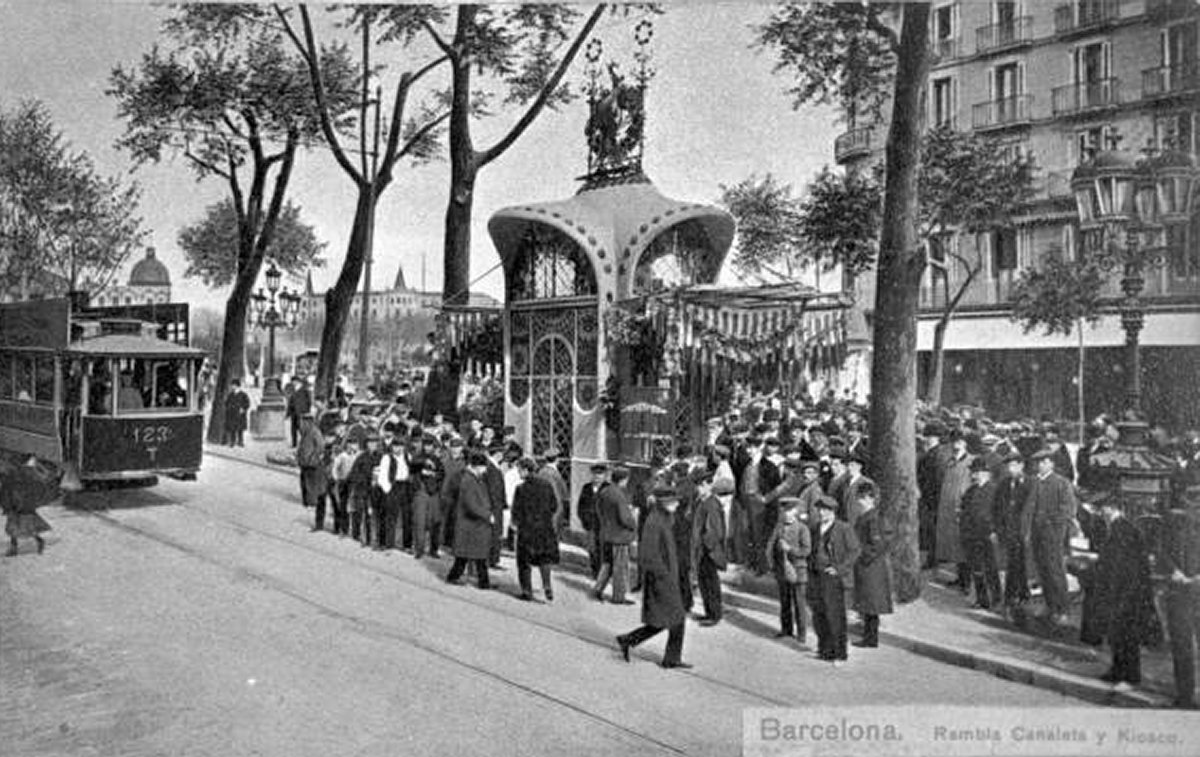
El quiosc de Canaletes el 1909.

Durant aquest període van sorgir nombrosos models de fanals murals, fanals de columna i canelobres, amb diverses tecnologies que van evolucionar del gas a l'electricitat. De fanals murals hi havia de llanterna (quadrada o hexagonal) o amb globus penjant (un, dos o tres); els fanals podien tenir columna i lluminària de llanterna (circular, quadrada o hexagonal), globus o amb un acabament tipus «lira»; i els canelobres podien tenir de dos a sis fanals, circulars, hexagonals o de lira. Va haver-hi també un model de fanal de columna amb bústia incorporada, situat a la Via Laietana i desaparegut el 1913. Altres models van tenir per un temps suports per a cables de tramvia.
A la fi del segle xix es va començar a urbanitzar els carrers amb voreres de panots i calçada de llambordes, substituïda en els anys 1960 per asfalt. Les llambordes solien ser de pedra de Montjuïc, de 25 cm de diàmetre, mentre que els panots per a voreres solien ser de morter de ciment, en rajoles de 20 x 20 cm, amb diversos dissenys entre els quals destaquen un de flors creat per Josep Puig i Cadafalch o un de motius marins ideat per Antoni Gaudí (panot Gaudí). El 1906 l'Ajuntament va aprovar sis tipus de panots per a voreres, confeccionats des del 1916 per la casa Escofet, realitzats en ciment hidràulic. El 1916 van aparèixer també uns panots amb lletres, que permetien escriure el nom dels carrers en les voreres; es van deixar d'instal·lar en els anys 1960, data des de la qual han anat desapareixent gradualment, si bé encara en queden alguns exemples, com als carrers Londres i París.

### Manteniment i producció en sèrie

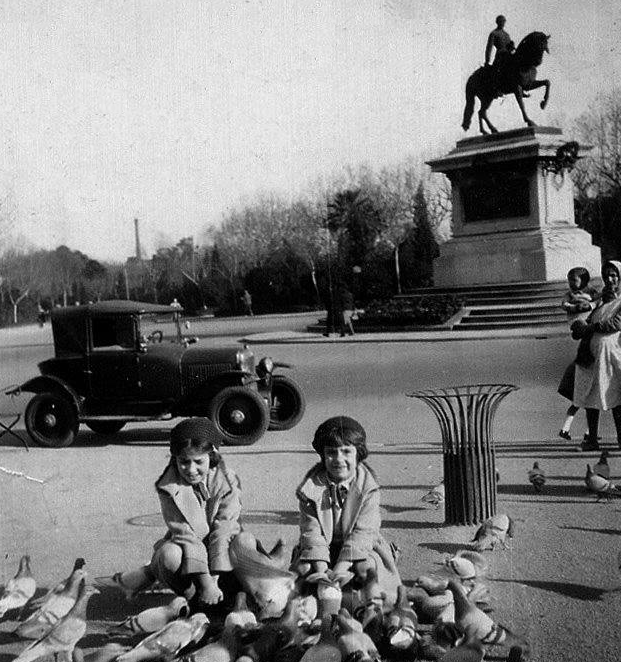
Paperera model Tulipa, a baix a la dreta.

Passat el període d'esplendor del mobiliari urbà protagonitzat per Rovira i Falqués, els successius consistoris no van posar un especial interès en aquest terreny, més enllà del manteniment dels elements existents o la substitució per uns altres d'escassa creativitat. Excepcions puntuals van ser la urbanització de l'avinguda Diagonal o la renovació del paisatge urbà amb motiu de l'Exposició Internacional de 1929.
En els anys 1920 es van instal·lar alguns lavabos públics subterranis, en substitució de les antihigièniques vespasianes, com els de les places Catalunya, Urquinaona i Teatre. Els de la plaça d'Urquinaona (1920-1998) incloïen també dutxes i diversos serveis, com perruqueria, manicura, enllustradors, perfumeria i escrivania, a més d'un lloc de loteria i cabines telefòniques.

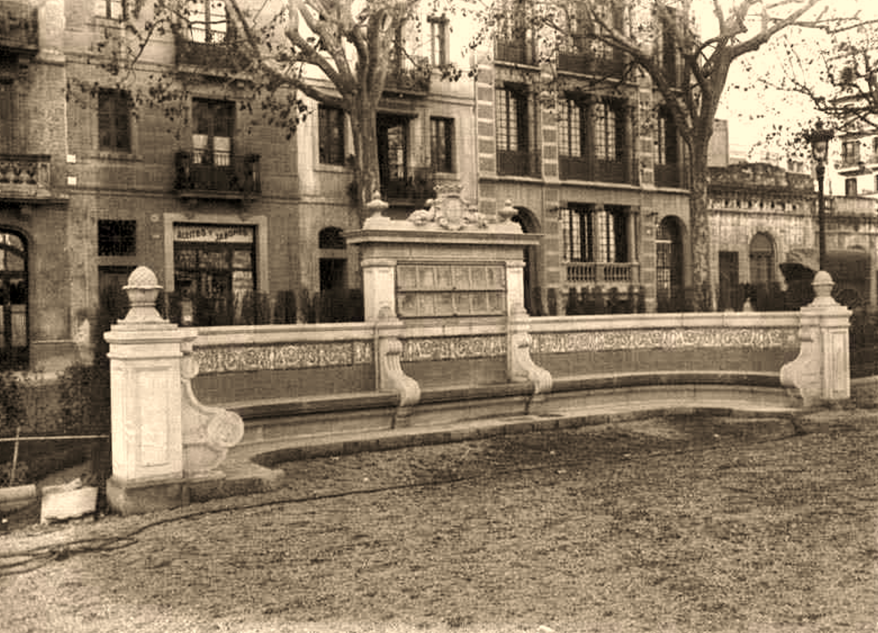
Banc-biblioteca del passeig de Sant Joan.

El 1928, amb vista a la celebració de l'Exposició Internacional, es van instal·lar les primeres papereres públiques, del model Tulipa, formades per un cilindre metàl·lic de barres verticals que s'obrien com una flor en la part superior. Van ser tota una novetat en l'època, ja que la conscienciació cap a la neteja dels carrers no estava molt desenvolupada aleshores. Per a l'Exposició es van instal·lar també alguns fanals provisionals anomenats «ballarina», situats enmig dels carrers suspesos d'uns cables amb tensors col·locats de façana a façana. Amb posterioritat a l'esdeveniment van ser retirats, encara que el 1990 es van tornar a instal·lar alguns a l'avinguda del Tibidabo.
Cal assenyalar que el 1929 es van instal·lar els primers semàfors per regular el trànsit: el primer va ser a l'encreuament dels carrers Balmes i Provença, i a la fi d'any hi havia deu funcionant per tota la ciutat, regulats per agents de la Guàrdia Urbana. La Guerra Civil va comportar una aturada en la instal·lació de semàfors, que va ser reactivada en els anys 1950. El 1958 es va produir la primera sincronització, a la Via Laietana. El 1984 es va obrir el Centre de Control de Trànsit, que el 2004 controlava 1.500 cruïlles semafòriques.

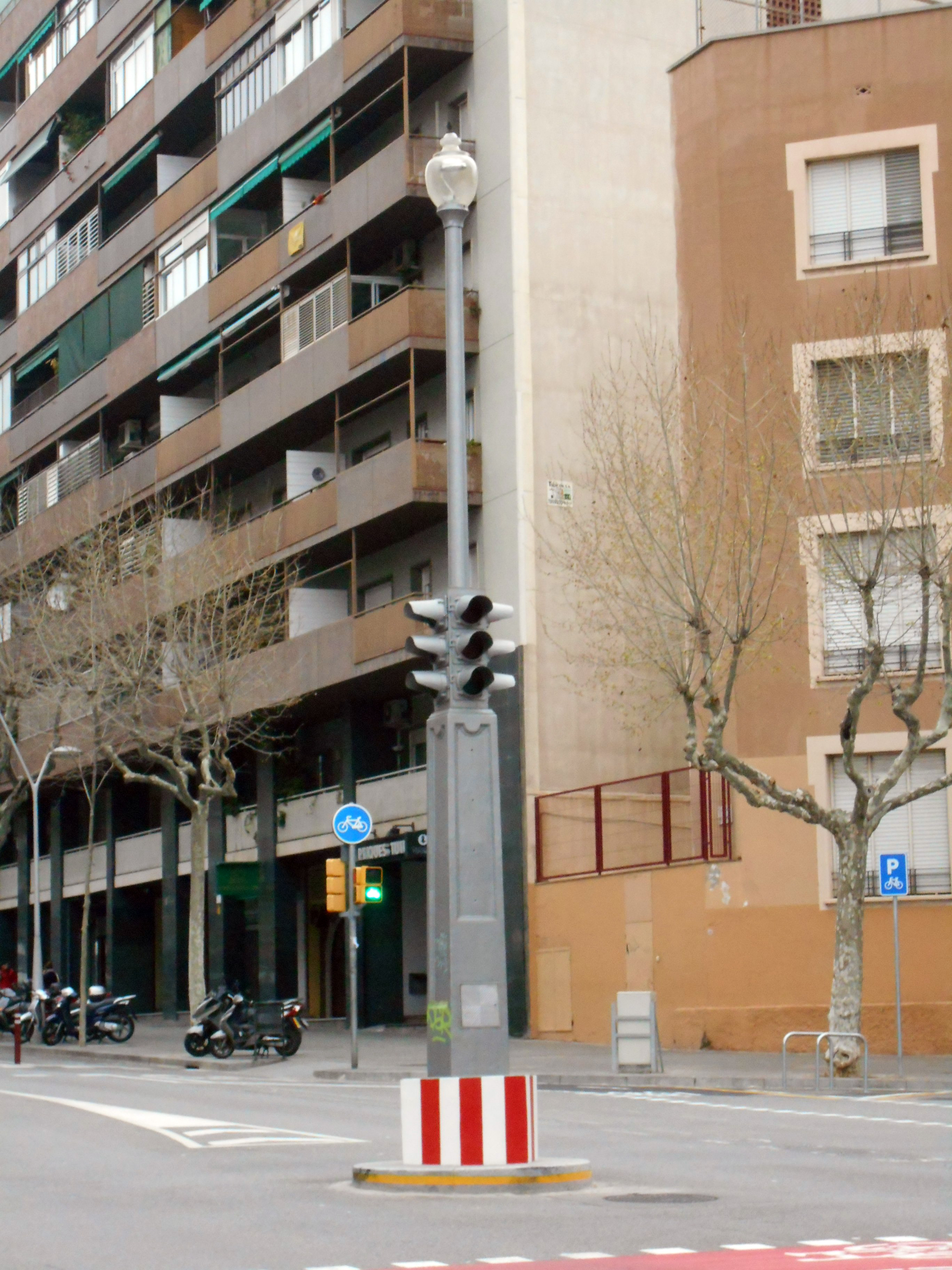
Semàfor a quatre vents de la cruïlla dels carrers Comte d'Urgell/Londres, d'una sèrie que va funcionar per tota la ciutat entre 1953 i 1968 i de la que tan sols queden dos en funcionament, a Urgell amb Londres i Buenos Aires.

El 1930 es van instal·lar al passeig de Sant Joan uns curiosos bancs dissenyats per Félix de Azúa que contenien llibres en el seu interior, els anomenats «bancs-biblioteca», que tenien unes vitrines de vidre sobre el seu respatller central en l'interior del qual albergaven llibres de lectura lliure i gratuïta, dispensats per un funcionari. Després de la Guerra Civil els bancs van perdre aquesta funció, i en els anys 1950 van desaparèixer en una reforma del passeig.

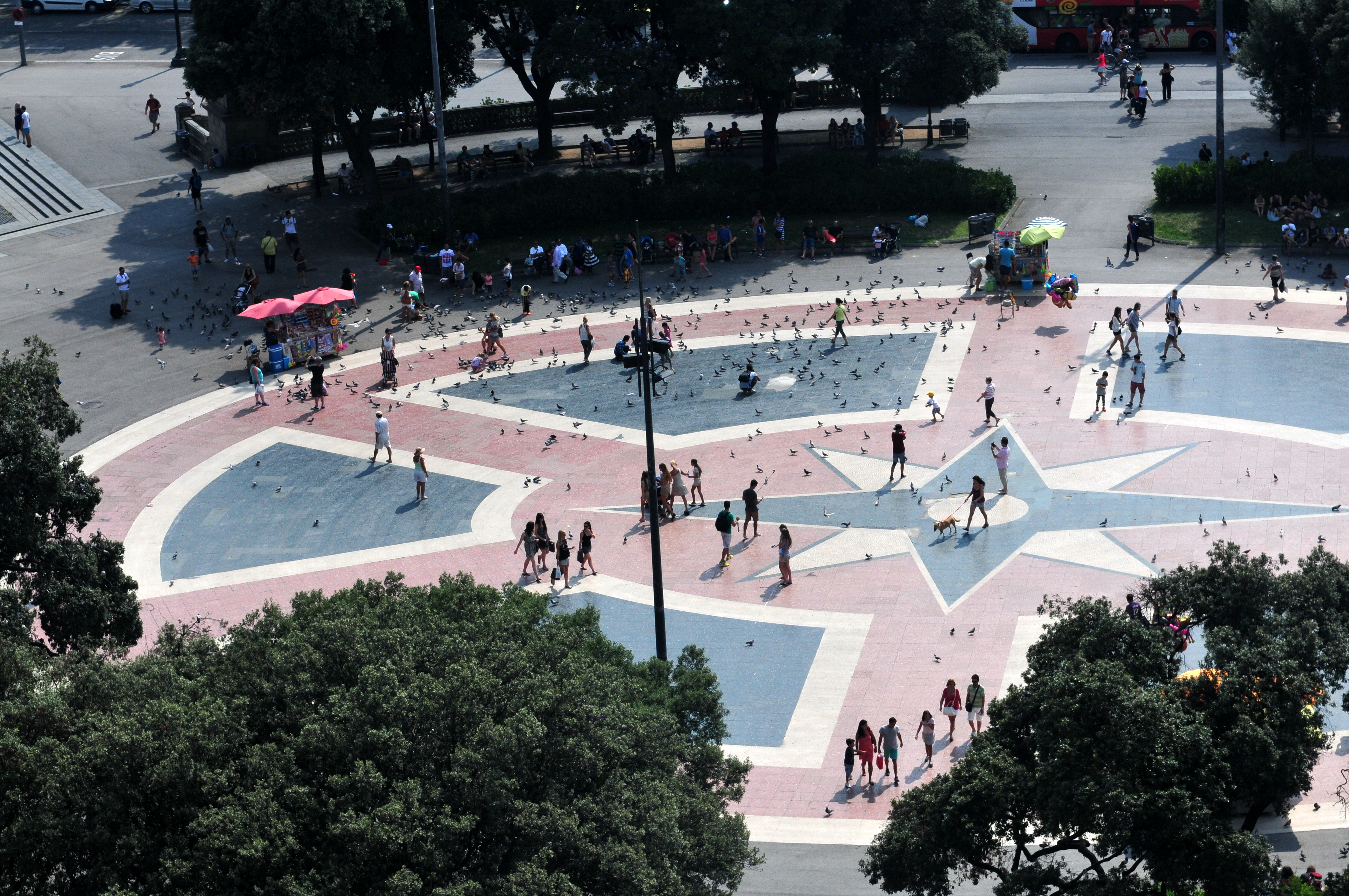
Paviment de la plaça de Catalunya.

Durant l'etapa franquista van predominar els criteris pragmàtics i econòmics sobre els estètics, unit a la falta de coordinació en la col·locació d'aquests elements a l'espai públic. Entre les poques novetats que va haver-hi en aquests anys es poden esmentar les fonts de rajolí, de les quals van existir dues varietats principals: entre els anys 1940 i 1960 es van instal·lar diverses fonts de pedra artificial, amb una base tripartida, fust octogonal i tassa circular amb relleus florals, de la qual sortia un doll vertical que queia sobre la mateixa tassa; la segona es va donar entre els anys 1960 i 1970, fetes de conglomerat de color rosat, amb base circular i fust de secció cònica.
Durant els anys 1950 i 1960 l'arquitecte municipal Adolf Florensa va posar una especial pruïja en el disseny de nous paviments per a diverses zones de la ciutat, especialment del districte de Ciutat Vella. Fruit d'això van ser els paviments de diversos llocs emblemàtics de la ciutat: el de la plaça de Sant Jaume (1953), realitzat amb basalt fosc en combinació amb pedra calcària blanca, que forma un entramat de quadrats que inscriuen un rectangle en el perímetre de la plaça; el de la plaça de Catalunya (1959), que amb lloses de terratzo de diferents colors (blanc, granat, verd i crema) forma un dibuix oval amb sis trapezoides en el seu interior i un estel o rosa dels vents al centre; i el paviment de la Rambla, elaborat amb vibrazo de formes ondulants (1968).
El 1974 es va fer una reforma del passeig de Gràcia en la qual es van afegir uns bancs-jardinera elaborats de ceràmica de trencadís, a imitació dels bancs modernistes dissenyats per Pere Falqués. Aquest mateix any Òscar Tusquets i Lluís Clotet van dissenyar el banc model Catalano, realitzat en acer, amb un seient de deployé pintat amb resina de polièster de color plata, i amb un perfil ergonòmic inspirat en el banc ondulant del parc Güell dissenyat per Gaudí; va ser el primer exponent d'un canvi d'actitud i d'una aposta pel disseny i la innovació en el mobiliari urbà.

### Innovació i disseny

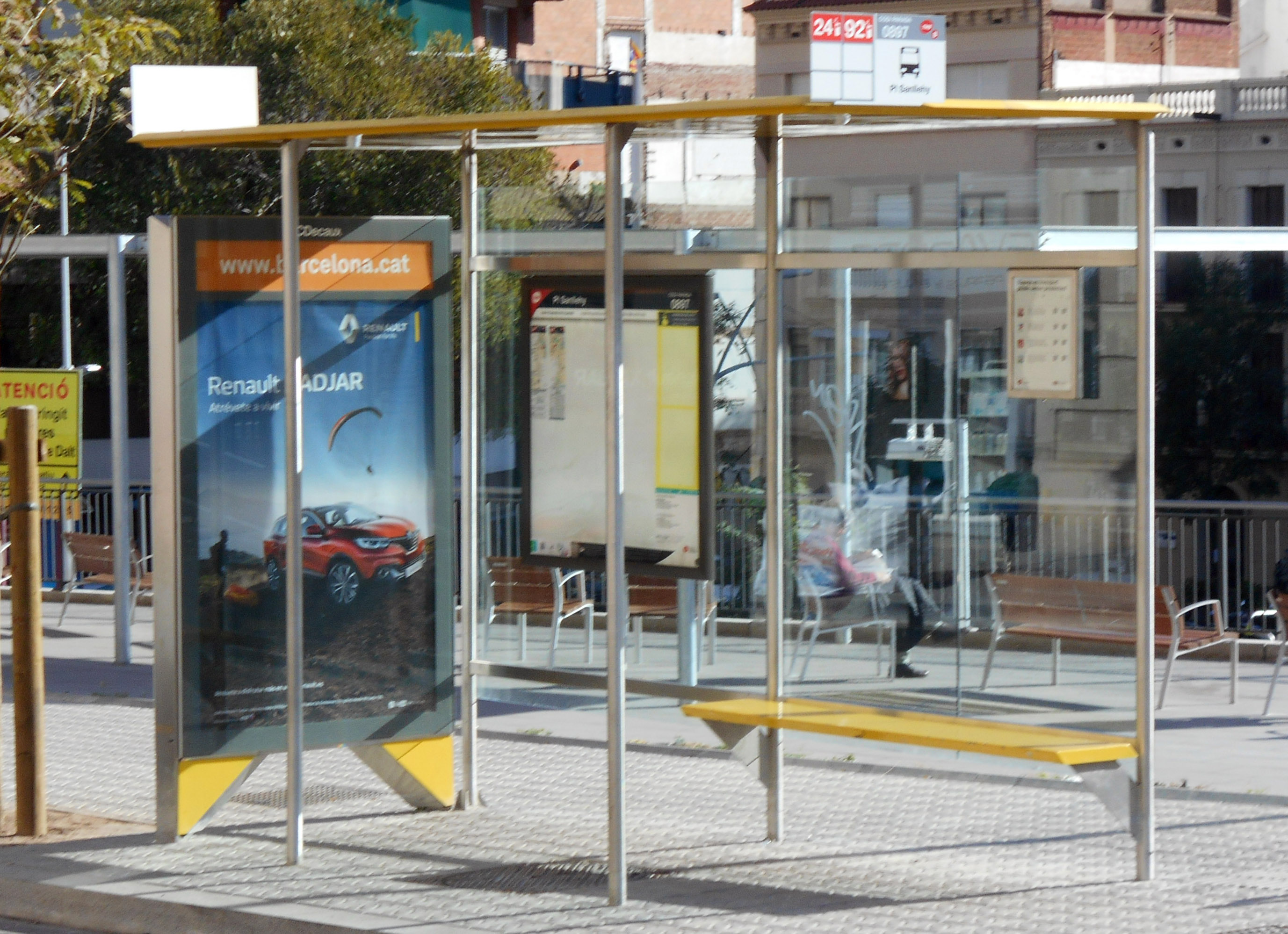
Marquesina model Pal·li, de Josep Lluís Canosa, Elies Torres i José Antonio Martínez Lapeña.

La situació va canviar amb l'arribada de la democràcia i els nous governs socialistes a la ciutat, que van apostar per l'art i el disseny com a signe d'identitat de la ciutat. Es va iniciar llavors una campanya tant de recuperació del patrimoni històric com d'instal·lació de nous elements en els quals predominava el disseny com a factor definitori dels nous complements urbans. Per a això es va crear el 1991 el Servei d'Elements Urbans, depenent de l'àrea de Projectes i Obres de l'Ajuntament de Barcelona, que tenia per principals objectius fixar uns criteris de selecció, col·locació, normalització i renovació d'elements urbans, amb una clara aposta pel disseny i la modernitat. Es van prendre tres primeres directrius principals: recuperar els antics dissenys originaris del segle xix, com els bancs romàntics, les fonts i fanals de ferro colat; prendre la iniciativa municipal com a principal promotor dels projectes urbanístics; i dissenyar un mobiliari urbà específic per a cada projecte, com un element més de qualsevol intervenció urbanística. Al capdavant del nou departament hi havia Màrius Quintana, responsable de la selecció de mobiliari urbà i de les adjudicacions mitjançant concursos públics a nous dissenys elaborats pels més prestigiosos arquitectes i dissenyadors. Els projectes urbans d'aquest període, segons Quintana, «van significar un augment del nivell de disseny i una aposta per la modernitat i la innovació tant als espais com en el mobiliari urbà».

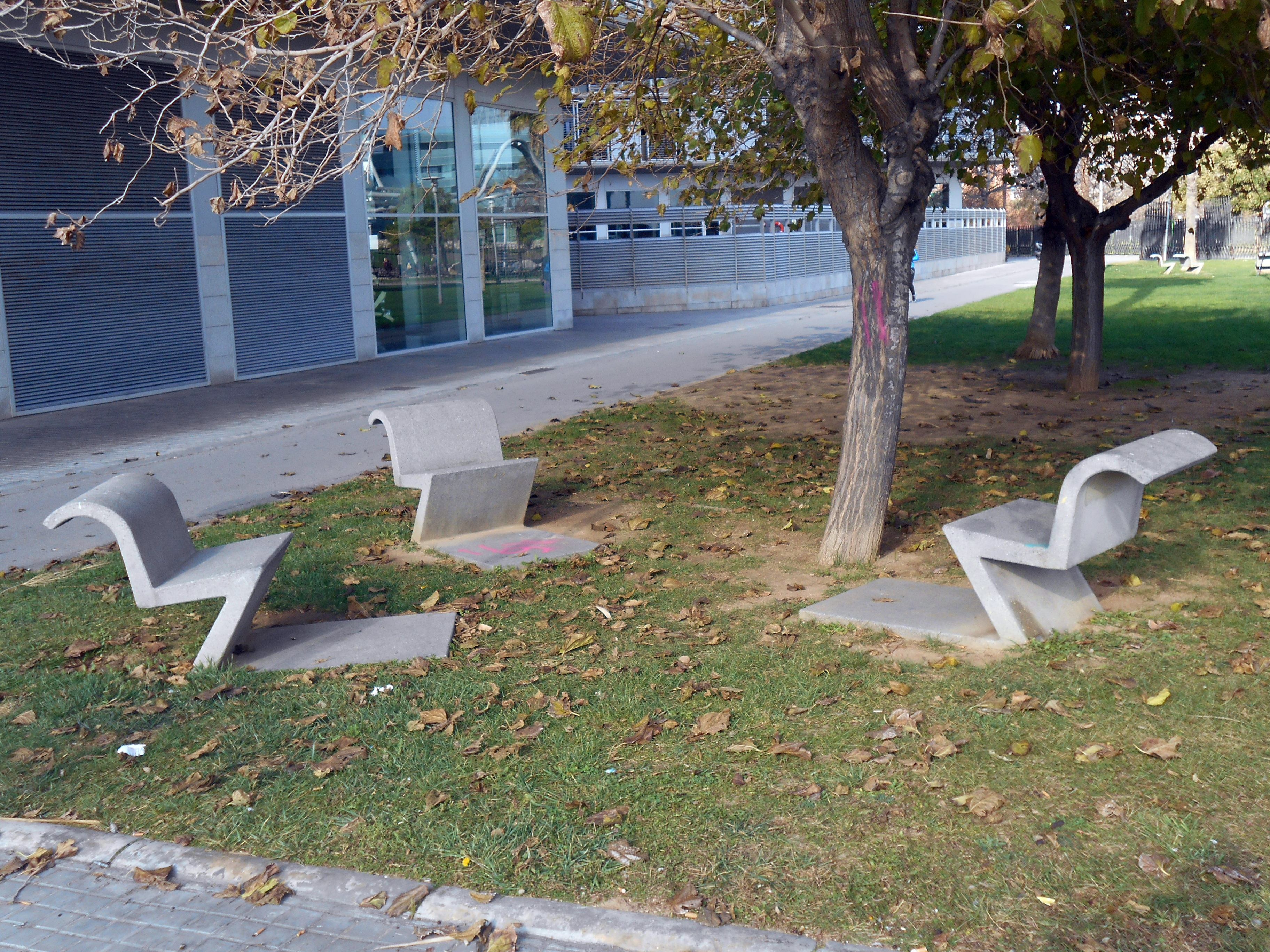
Bancs model U, d'Albert Viaplana i Helio Piñón.

Un clar exemple va ser l'adjudicació el 1986 de les noves marquesines (model Pal·li) per a parades d'autobús al disseny de Josep Lluís Canosa, Elies Torres i José Antonio Martínez Lapeña, un disseny pràctic però alhora innovador, estètic i de signe contemporani. Amb forma de pal·li, estan formades per una estructura d'acer tubular amb un sostre i un banc de polièster de color groc. Amb aquest model es compaginava a més la funcionalitat amb l'aspecte econòmic, ja que la incorporació de publicitat —gràcies a la idea de Jean-Claude Decaux— permetia sufragar-ne el manteniment, en un perfecte maridatge que es va estendre a altres elements de la ciutat.

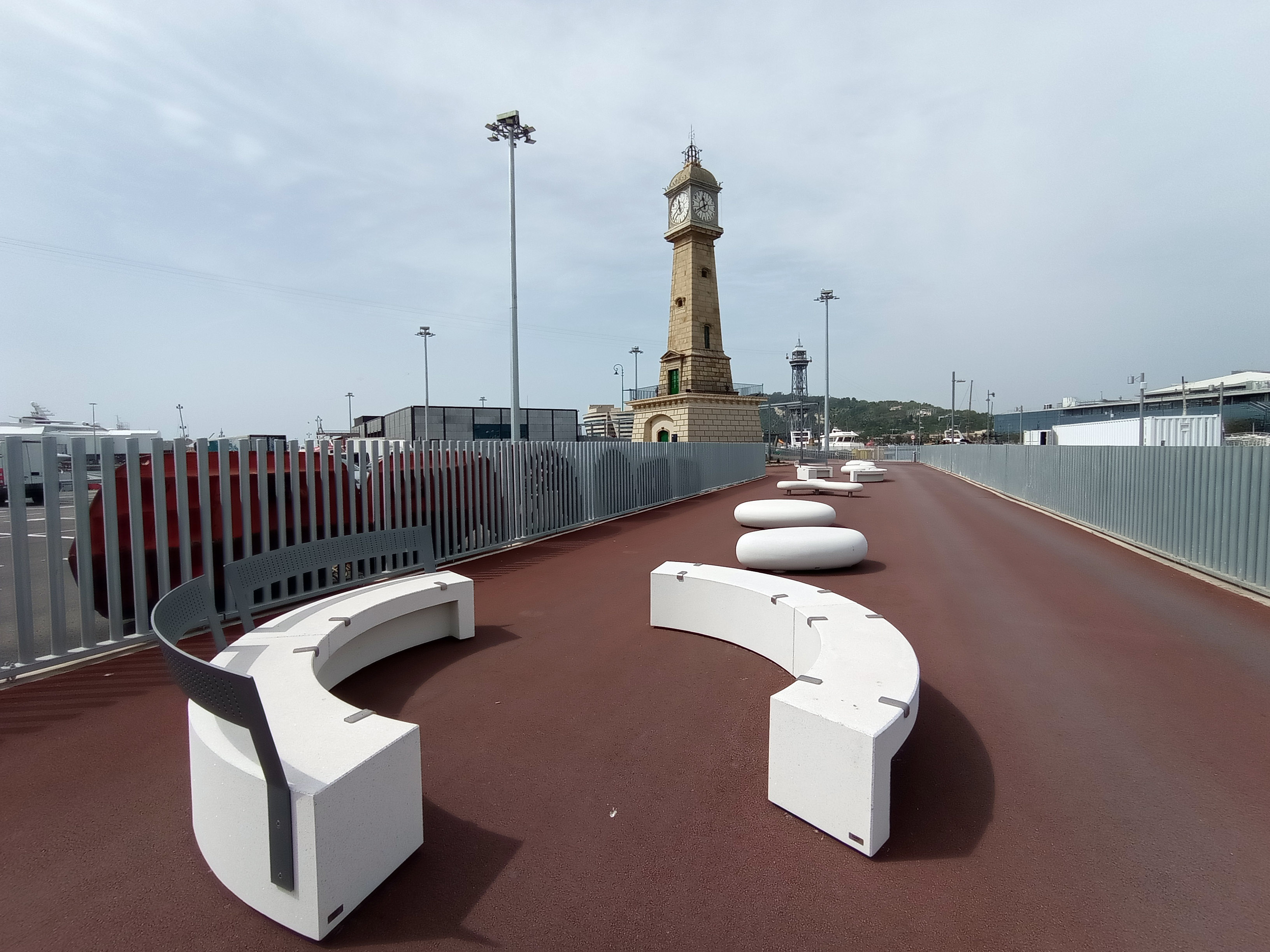
Mobiliari urbà del Moll dels Pescadors, amb la Torre del Rellotge al fons

Des de llavors han estat molts els arquitectes i dissenyadors que han realitzat models diversos de mobiliari urbà per a la ciutat: Jaume Bach i Gabriel Mora (jardinera Barcina, 1982); Beth Galí (fanal Lamparaalta, 1983, amb Màrius Quintana); Antoni Roselló (model Marítim de quiosc de l'ONCE, 1986); Jordi Henrich i Olga Tarrasó (fanal Pep, 1988; banc Nu, 1991); Albert Viaplana i Helio Piñón (banc U, 1988); Josep Maria Civit (locutori de Telefónica, 1989); Jaume Artigues (banc Levit, 1989); Leopoldo Milà i Sagnier (banc Montseny, 1990); Pedro Barragán (fanal Prim, 1991); Enric Batlle i Joan Roig (font Atlàntida, 1991); Montserrat Periel (barana Línia, 1993); Andreu Arriola i Carme Fiol (banc G, 1995; font Sarastro, 1995); Enric Pericas (Plataforma Bus, 1995); Moisés Gallego i Franc Fernández (quiosc de premsa Condal, 1996); Norman Foster (marquesina Foster, 1998); Elies Torres i José Antonio Martínez Lapeña (font Lama, 2004); Terradas Arquitectes (panot Diagonal, 2014); etc.
Un dels factors que més s'han tingut en compte en el disseny de mobiliari urbà d'aquests últims anys han estat els criteris d'accessibilitat, per a l'eliminació de les barreres arquitectòniques que dificultaven el trànsit a persones amb discapacitats físiques, o bé la instal·lació de senyalitzacions especials per a invidents. Un altre factor en consideració han estat els criteris de sostenibilitat, eficiència energètica i respecte al medi ambient. Un exponent d'això han estat les noves parades d'autobús introduïdes el 2010 que incorporen una placa solar, les anomenades «parada solar d'informació» (PSI), que incorporen un panell digital que funciona amb GPS per mostrar el temps d'espera dels autobusos.

## Elements destacats
| Nom                                               | Autor | Data      | Descripció | Foto                                                             |
| ------------------------------------------------- | --- | --------- | --- | ---------------------------------------------------------------- |
| Fonts Wallace                                     | Charles-Auguste Lebourg                                                                                        | 1872      | El 1872 es van instal·lar en diferents punts de la ciutat les conegudes com fonts Wallace, realitzades per Charles-Auguste Lebourg per encàrrec del filantrop anglès sir Richard Wallace, i repartides per múltiples ciutats europees com a acte de germanor. A Barcelona queden dues d'una dotzena inicial: a la Rambla amb el passatge de la Banca i a la Gran Via amb el passeig de Gràcia. Totes elles presenten quatre figures de cariàtides que sostenen una cúpula semiesfèrica amb quatre peixos damunt, entre les quals cau un doll d'aigua. El 1999 es van instal·lar diverses rèpliques d'aquestes fonts, situades a la Rambla enfront de la plaça Reial, Gran Via amb Marina i Diagonal amb Roger de Flor, elaborades en sèrie i amb pitjor qualitat. |                                                                  |
| Font de les Tres Gràcies                          | Antoine Durenne                                                                                                | 1876      | A la plaça Reial es va situar el 1876 la Font de les Tres Gràcies, projectada per l'arquitecte Antoni Rovira i Trias sobre un disseny original d'Antoine Durenne, inspirat al seu cop en unes figures de Germain Pilon elaborades cap a 1560 i conservades en el Museu del Louvre, que representen les Tres Gràcies. Està composta per un estany circular en el centre del qual s'alça una tassa amb sis mascarons que llancen aigua, sobre la qual se situen les tres estàtues que li donen nom, rematades per una altra tassa superior. |                                                                  |
| Canelobres del parc de la Ciutadella              | Antoni Gaudí                                                                                                   | 1876-1877 | Quan era estudiant, Gaudí va treballar com a delineant per a Josep Fontserè i Mestre, autor del projecte del parc de la Ciutadella. Pel que sembla, sota les seves directrius el geni modernista va dissenyar la reixa d'entrada al parc, que incloïa uns canelobres de ferro forjat amb un elaborat disseny: a la base tenen uns relleus de lleons, sobre la qual se situa el fust del canelobre amb l'escut de Barcelona i un conjunt de set o vuit globus d'il·luminació, sobre els quals s'alça un màstil rematat per un elm amb corona i un rat-penat. Avui dia es troben en bastant mal estat. |                                                                  |
| Fanals de la Plaça Reial                          | Antoni Gaudí                                                                                                   | 1878      | Gaudí va rebre l'encàrrec d'uns fanals per la plaça Reial al febrer de 1878, quan havia aprovat la carrera d'arquitecte però encara no s'havia expedit el títol, que va rebre al març d'aquest any. Es tracta de dos fanals de ferro forjat i base de marbre, amb sis braços, i una decoració amb l'escut de Barcelona i un remat amb dues colobres enroscades i un casc alat, que representa el caduceu de Mercuri, símbol del comerç. |                                                                  |
| Màstils de l'Exposició Universal de 1888          | Antoni Rovira i Trias                                                                                          | 1888      | Es tracta d'un conjunt de quatre màstils situats enfront de l'Arc de Triomf, a l'inici del Saló de Sant Joan (actual passeig de Lluís Companys), que era l'entrada principal al recinte de l'Exposició de 1888. Fets de ferro, a la part inferior presenten l'escut de Barcelona, mentre que a la superior tenen una corona i un elm. |                                                                  |
| Fanals del Pla de Palau                           | Antoni Gaudí                                                                                                   | 1889      | A més dels fanals de la plaça Reial, Gaudí va dissenyar un altre model pel Pla de Palau, del que subsisteixen dos exemplars situats al costat de la Duana de Barcelona, mentre que altres dos que hi havia al costat de la Facultat de Nàutica han desaparegut. Estan elaborats en ferro forjat, i són una versió simplificada dels de la plaça Reial, amb tan sols tres braços, i un remat en forma de corona invertida amb dos caps de serp. |                                                                  |
| Font de Canaletes                                 | Pere Falqués                                                                                                   | 1892      | Situada a la Rambla amb la plaça de Catalunya, és una de les fonts més famoses de Barcelona. Forma part d'un conjunt de quatre fonts-fanal situades en diversos llocs de la ciutat, projecte que va ser encarregat a Pere Falqués; posteriorment es va ampliar el projecte a catorze fonts, adjudicades a Jaume Rodelles. Realitzada en ferro colat, la font té una base circular sobre la qual s'alça una estructura en forma de copa amb quatre aixetes que aboquen l'aigua sobre quatre sengles piles circulars; sobre aquesta copa s'aixeca una columna rematada per quatre fanals. |                                                                  |
| Font-fanal de la plaça de Sant Pere               | Pere Falqués                                                                                                   | 1893-1896 | Situada enfront del monestir de Sant Pere de les Puel·les, és de ferro forjat, d'estil neogòtic modernista, amb una base circular sobre la qual s'alça una estructura formada per quatre braços amb una columna central que conté quatre aixetes que aboquen l'aigua sobre una pila igualment circular; la part superior presenta una placa amb el nom de la plaça i l'escut de la ciutat, així com dos fanals laterals. |                                                                  |
| Panot Gaudí                                       | Antoni Gaudí                                                                                                   | 1904      | Gaudí va dissenyar per la casa Batlló un tipus de rajoles hexagonals de mosaic hidràulic per situar en el paviment del carrer, encara que no va arribar a temps d'instal·lar-se i finalment va ser usada en la seva següent obra, la casa Milà. Està decorada amb motius marins (algues, estels de mar i cargols de mar), i és fabricada per l'empresa Escofet. Aquesta rajola va ser triada posteriorment per pavimentar el passeig de Gràcia barceloní. |                                                                  |
| Fanals del passeig de Lluís Companys              | Pere Falqués                                                                                                   | 1906      | Situades en el Saló de Sant Joan (actual passeig de Lluís Companys), entre l'Arc de Triomf i el parc de la Ciutadella, aquests fanals van ser dissenyats per Falqués al costat dels del passeig de Gràcia i els del Cinc d'Oros. Hi ha un total d'onze fanals, elaborats en ferro forjat sobre una base de pedra. Com en els del passeig de Gràcia conjuminen dues funcions, la de banc per asseure's i la d'il·luminació. Sobre els bancs, separats per volutes, s'alça una columna estriada, a partir de la qual sorgeixen els elements en ferro, composts de dos braços en diagonal i un màstil central decorat amb relleus vegetals. |                                                                  |
| Bancs-fanal del passeig de Gràcia                 | Pere Falqués                                                                                                   | 1906      | Dins de l'encàrrec de diversos fanals, aquests són els més propers al modernisme, mentre que els del Cinc d'Oros són més clàssics, i els del passeig Lluís Companys una barreja d'ambdós. La base és un banc de pedra calcària amb revestiment de ceràmica de trencadís, de formes ondulades i orgàniques, que denoten la influència gaudiniana. Sobre aquest s'eleva el fanal de ferro forjat, amb un disseny tipus coup de fuet d'inspiració Art Nouveau franco-belga, amb una sinuosa línia amb forma de L a l'extrem de la qual penja el fanal, una decoració de tipus vegetal i un remat amb l'escut de Barcelona, una corona i un rat-penat. |                                                                  |
| Fanals de l'avinguda de Gaudí                     | Pere Falqués                                                                                                   | 1906      | El tercer encàrrec per Falqués va ser el d'uns fanals per a la intersecció entre el passeig de Gràcia i l'avinguda Diagonal, ço és, la plaça del Cinc d'Oros. Era un conjunt de cinc fanals disposats al voltant d'una rotonda situada al centre de la plaça, pel qual va rebre el sobrenom de «cinc d'oros», ja que en vista aèria recordava aquesta carta de naip. El seu disseny va ser més classicista que els altres, amb una base de pedra calcària sobre la qual s'eleva el fanal de ferro forjat, de quatre braços, rematada per un alt pinacle d'aspecte gòtic. L'augment del tràfic en aquest cèntric encreuament va fer que es retiressin els fanals, que més tard van ser recol·locats a l'avinguda de Gaudí, entre la Sagrada Família i l'Hospital de Sant Pau. |                                                                  |
| Banc ondulant del parc Güell                      | Antoni Gaudí i Josep Maria Jujol                                                                               | 1907-1913 | Aquest banc es troba a la plaça central del parc, i ondula com una serp de 110 m de longitud. Està recobert de petites peces de ceràmica i cristall, en una tècnica coneguda com trencadís. Està format per una successió de mòduls còncaus i convexes de 1,5 m, amb un disseny ergonòmic adaptat al cos humà. La base és de trencadís blanc, i es corona amb una decoració ceràmica que recorda els collages dadaistes o surrealistes, amb motius generalment abstractes, però també algun element figuratiu, com els signes del Zodíac, estels, flors, peixos, crancs, etc. El trencadís es va construir amb materials de deixalla, rajoles, ampolles i trossos de vaixella. Predominen els colors blau, verd i groc, que per a Gaudí simbolitzaven les tres virtuts (Fe, Esperança i Caritat). Jujol va incloure també roses i frases al·legòriques en homenatge a la Mare de Déu, en català i en llatí. |                                                                  |
| Fonts de l'Eixample                               | Diversos autors                                                                                                | 1911-1925 | Durant els anys 1910 i 1920 es van instal·lar nombroses fonts al districte de l'Eixample, fomentades per la Comissió d'Eixample, que va realitzar diversos concursos per col·locar fonts ornamentals. El 1911 es van col·locar tres fonts realitzades per Josep Campeny: la del Trinxa, la del Jove dels càntirs i la de la Granota. El segon concurs es va adjudicar el 1913 a Eduard B. Alentorn, autor d'altres tres fonts: de la Palangana (o del Negrito), de la Pagesa i de la Tortuga. El tercer concurs es va efectuar el 1920, data en la qual es va aprovar tan sols una, la font de la Sardana, de Frederic Marès. El 1921 es van encarregar dues fonts, la de la Caputxeta, de Josep Tenas, i la de l'Efeb, d'Àngel Tarrach. Finalment, el 1925 es van aprovar dues fonts més, encarregades a Frederic Marès: la del Gall i la de l'Ànec. |                                                                  |
| Fanal de Canaletes                                | Félix de Azúa de Pastors                                                                                       | 1928      | El 1928 es va col·locar el fanal de Canaletes, situat a l'inici de la Rambla tocant amb la plaça de Catalunya, prop de la font homònima. De les vuit que estaven previstes per a la plaça solament es va realitzar aquesta. Està formada per una columna de granit amb un cos central de bronze amb quatre fanals sobre cossos en forma de proa de vaixell i quatre estatuetes de victòries alades, i coronat per una llanterna en forma d'esfera, en un estil proper a l'art déco. |                                                                  |
| Avinguda de la Reina Maria Cristina               | Josep Puig i Cadafalch, Guillem Busquets, Carles Buïgas, Jean-Claude Nicolas Forestier i Marià Rubió i Bellver | 1929      | L'avinguda de la Reina Maria Cristina es troba al peu de la muntanya de Montjuïc, entre les places d'Espanya i de Carles Buïgas, on es troba la Font Màgica de Montjuïc. Va ser urbanitzada per Josep Puig i Cadafalch i Guillem Busquets amb vista a la celebració de l'Exposició Internacional de Barcelona de 1929. Es va projectar com una avinguda monumental d'accés al recinte firal, on destacaven un conjunt de sortidors d'aigua, obra de Carles Buïgas, i uns fanals tipus vitrolux, unes columnes de vidre il·luminades per llum elèctrica de diversos colors, d'estil art-déco, dissenyades per Jean-Claude Nicolas Forestier i realitzades per l'enginyer Marià Rubió i Bellver. Conegudes com a «espàrrecs», aquestes lluminàries van ser retirades el 1936. |                                                                  |
| Paviment dels jardins del Mirador de l'Alcalde    | Joan Josep Tharrats                                                                                            | 1962-1969 | Els jardins del Mirador de l'Alcalde es troben a la muntanya de Montjuïc. Van ser creats entre 1962 i 1969 amb un projecte jardinístic de Joaquim Casamor, amb una font monumental projectada per Carles Buïgas. Inclouen un paviment dissenyat per Joan Josep Tharrats, format per materials com còdols, llambordes, maons, rajoles, trossos d'ampolla o peces de ferro o formigó. El disseny recorda un collage, amb reminiscències vagament gaudinianes, amb formes on predomina el cercle i colors de to marró fosc i beix, preferentment. |                                                                  |
| Paviment Miró                                     | Joan Miró | 1976      | Joan Miró va rebre el 1968 l'encàrrec d'un mural per l'Aeroport de Barcelona, al qual va voler afegir altres dues obres per a rebre els visitants a la Ciutat Comtal per terra, mar i aire. Així, si el mural de l'aeroport corresponia a l'aire, per a la terra va realitzar l'escultura Dona i ocell, i per al mar aquest paviment, situat al pla de la Boqueria, a la Rambla, prop del mar. Es tracta d'un paviment de llosetes de terratzo elaborades amb una barreja de ciment blanc tenyit amb vidres de color triturats. Amb uns 8 m de diàmetre, té forma de cercle irregular, i està elaborat en colors blanc, negre, blau, vermell i groc. Representa una fita toponímica, d'aquí la forma de cercle tancat, dins del qual es percep una fletxa i diversos cercles. |                                                                  |
| Plaça dels Països Catalans                        | Helio Piñón i Albert Viaplana                                                                                  | 1981-1983 | Paradigma de les anomenades «places dures», aquesta plaça situada enfront de l'Estació de Sants destaca pel seu disseny minimalista, amb tendència a la desmaterialització i el conceptualisme. El conjunt es va resoldre amb un paviment de granit rosa sobre el qual se situen una sèrie d'elements metàl·lics de disseny més escultòric que arquitectònic, com pèrgoles, fonts, bancs i un rellotge. Va ser premi FAD el 1983. |                                                                  |
| Parc de l'Espanya Industrial                      | Luis Peña Ganchegui                                                                                            | 1985      | Va ser construït en els terrenys que va deixar lliures L'Espanya Industrial, una antiga fàbrica tèxtil fundada el 1847 i que el 1972 es va traslladar a Mollet del Vallès. Al llarg del passeig de Sant Antoni voregen el parc unes altes torres d'il·luminació a mena de fars, des de les quals unes graderies condueixen fins a un llac artificial, que es pot recórrer a barca. El parc compta també amb un poliesportiu, taules de ping-pong i àrea de jocs infantils. El 1985 va rebre el premi FAD d'Arquitectura i Interiorisme. |                                                                  |
| Fonts de la Corporació Metropolitana de Barcelona | Xavier Corberó                                                                                                 | 1985      | El 1985 es van inaugurar un conjunt de fonts de la Corporació Metropolitana de Barcelona, dissenyades per Xavier Corberó. Encara que estava prevista la col·locació de 38 fonts, solament se'n va realitzar cinc, a causa de la desaparició de la Corporació el 1987: estaven situades al parc de la Ciutadella, el passeig de Colom, el parc de l'Espanya Industrial, el carrer del Torrent de l'Olla i el carrer de Santa Rosalia. Realitzades en bronze, tenien dos metres d'altura i forma de columna, de disseny minimalista, amb un cercle a la base amb un poema de Joan Maragall. L'aigua sorgia de la part superior de la columna i baixava per les seves arestes, fet que en va afavorir l'oxidació, motiu pel qual van ser retirades entre 2010 i 2012. |                                                                  |
| Anella Olímpica de Montjuïc                       | Carles Buxadé, Joan Margarit, Federico Correa i Alfons Milà                                                    | 1985-1992 | Amb motiu dels Jocs Olímpics de 1992 es va remodelar part de la muntanya de Montjuïc, on es va situar l'anomenada Anella Olímpica, un ampli recinte situat entre l'Estadi Olímpic Lluís Companys i la plaça d'Europa, amb edificis com el Palau Sant Jordi, les Piscines Bernat Picornell, la Torre de Comunicacions de Montjuïc i l'Institut Nacional d'Educació Física. Es va constituir una àmplia avinguda (passeig de Minici Natal) formada per diverses terrasses per salvar el desnivell del terreny, poblades de diverses esplanades pavimentades, escalinates, cascades i canals d'aigua, jardineres i unes altes columnes d'il·luminació situades en dos eixos simètrics a cada costat del passeig. |                                                                  |
| Jardins de Vil·la Cecília                         | José Antonio Martínez Lapeña i Elies Torres i Tur                                                              | 1986      | Els jardins de Vil·la Cecília es troben al districte de Sarrià-Sant Gervasi. Són d'estil postmodern, amb una estructura una mica laberíntica, que busca realçar les diverses placetes que jalonen el recinte. Dels elements de mobiliari urbà destaquen els bancs, semblants a grans patinets de vius colors, i els fanals, amb formes semblants a arbres. Els camins i graons estan delimitats amb marges blancs, i el recinte acull també una ludoteca, una pista de patinatge, àrees infantils i pistes de petanca. El disseny dels jardins va ser premiat amb el premi FAD de 1986. |                                                                  |
| Parc de l'Estació del Nord                        | Beverly Pepper                                                                                                 | 1988      | El parc de l'Estació del Nord es troba en els terrenys limítrofs a l'estació d'autobusos del mateix nom, i va ser creat el 1988 amb un projecte d'Andreu Arriola, Carme Fiol i Enric Pericas. L'escultora nord-americana Beverly Pepper va dissenyar els elements d'il·luminació del parc, uns monòlits de ferro de quatre metres d'altura, amb uns tirabuixons en la seva part superior semblants a espigues; i també els bancs, elaborats amb pedra artificial, i que semblen peces d'escacs. |                                                                  |
| Estació de Passeig de Gràcia                      | Daniel Navas i Neus Solé                                                                                       | 1991      | Els Jocs Olímpics de 1992 van portar a la remodelació de les estacions de França i de Passeig de Gràcia. L'actuació en aquesta última va suposar l'ordenació de vestíbuls i la seva connexió amb l'exterior a través d'escales i elements d'enllaç amb l'arquitectura interior: murs de granit i acer inoxidable amb el paviment i el mobiliari del passeig de Gràcia. Les peces compositives van adquirir una formalització escultòrica, on una falca de granit negre intens emergia del subsòl acompanyant el descens i ascens de circulacions. Els elements d'inoxidable de baranes i il·luminació es corbaven acompanyant al vianant en un llenguatge suggerentment deconstructivista. Aquestes peces van caracteritzar l'accés urbà a aquesta infraestructura ferroviària durant un quart de segle fins que la nova secció del viari exterior les va fer desaparèixer (1991-2014). | Estació de Passeig de Gràcia (1991-2014) Daniel Navas, Neus Solé |
| Pèrgoles de l'avinguda d'Icària                   | Enric Miralles i Carme Pinós                                                                                   | 1989-1992 | Aquesta avinguda es troba en el cor de la Vila Olímpica, residència dels esportistes durant la celebració dels Jocs Olímpics de 1992. Al llarg de l'avinguda es van col·locar una sèrie de pèrgoles que actuen més com a elements ornamentals que funcionals, elaborades amb lames de fusta sobre suports metàl·lics. El conjunt assembla una arboreda, potser en substitució de la prevista inicialment i que no es va poder col·locar a causa del col·lector subterrani que hi ha sota el terreny. |                                                                  |
| Passeig Marítim i parcs del Litoral               | Martorell-Bohigas-Mackay                                                                                       | 1992      | Pels Jocs Olímpics es va remodelar completament tot el front litoral des de la Barceloneta fins a la zona del Fòrum, incloent un passeig marítim —que rep diversos noms segons el tram: Port Olímpic, Nova Icària, Bogatell, Mar Bella i Nova Mar Bella— i una sèrie de nous parcs, com el parc de les Cascades, el del Port Olímpic i el de Nova Icària, dissenyats per la firma MBM arquitectes; i el del Poblenou, de Manuel Ruisánchez i Xavier Vendrell. La zona inclou àrees infantils, taules de ping-pong, aparells gimnàstics i pistes de petanca, bàsquet, voleibol i monopatí, així com els elements destinats a la platja, com dutxes i torres de vigilància. De la resta de mobiliari urbà destaquen les fonts model Vila Olímpica, els fanals Piti, Andrea, Sidney, Vial i Nicol FA-3, els bancs Neobarcino, Lungomare, Sillarga i Sicurta, i les papereres Bina. |                                                                  |
| Fonts olímpiques                                  | Juan Bordes | 1992      | Pels Jocs Olímpics de 1992 es van instal·lar en diferents punts de la ciutat una sèrie de fonts commemoratives, elaborades per l'escultor Juan Bordes en col·laboració amb els arquitectes Òscar Tusquets i Carlos Díaz. Se'n va realitzar vuit, totes amb un pedestal de pedra artificial i una figura de bronze d'un nen jugant amb l'aigua: Pilota, a l'avinguda del Paral·lel; Llançament, al Mirador del Palau; Busseig, a l'avinguda de Xile; Xip-xap, a la plaça Alfonso Comín —actualment desapareguda—; Cabriola, al carrer d'Isadora Duncan —desapareguda—; Voga, a l'avinguda Litoral; Capbussament, a l'Escullera del Poblenou; i Tempteig, a la plaça de les Glòries Catalanes —retirada per reforma de la plaça. |                                                                  |
| Parc Central de Nou Barris i plaça de Virrei Amat | Andreu Arriola i Carme Fiol                                                                                    | 1997-2007 | El parc i la plaça es troben en el districte de Nou Barris, i encara que no estan connectats van ser urbanitzats seguint el mateix disseny. Els autors es van inspirar en el quadre Horta de Sant Joan, de Picasso, d'estil cubista, pel qual van fer una fragmentació de l'espai en seccions interconnectades. Del conjunt de parc i plaça destaca la presència de l'aigua, a través de diversos estanys amb sortidors, així com uns panells lumínics d'acer, fusta i plàstic, de formes esculturals, uns en forma de diapasó de 15 m d'altura, i uns altres amb forma de palmell de 7 m d'altura, que alhora serveixen com a pèrgoles per donar ombra. Altres elements urbans presents són fonts model Barcelona i Sarastro, bancs model G, fanals Pagode, Nicol, Piti, Kanya i Assembly, papereres BCN Circular i Paperegena, etc. El parc va ser guardonat el 2007 amb el premi d'arquitectura International Urban Landscape Award a Frankfurt del Main (Alemanya). |                                                                  |
| Paviment d'Anna Frank                             | Ignasi Sanfeliu                                                                                                | 2001      | Realitzat en homenatge a Anna Frank, es troba en la confluència dels carrers Sèneca i Minerva, al districte de Gràcia. Està realitzat en granit amb tires d'acer patinable, formant diversos dibuixos, als quals s'afegeix el nom i dates vitals de l'homenatjada i diverses lletres hebrees, que adquireixen el caràcter de pictogrames. |                                                                  |
| Parc de Diagonal Mar                              | Enric Miralles i Benedetta Tagliabue                                                                           | 2002      | Es troba al final de l'avinguda Diagonal, prop de la platja. És un parc de disseny modern, en el qual destaquen diverses estructures metàl·liques semblants a filigranes tubulars de capritxoses formes, que a manera de peces escultòriques jalonen tot el recinte, i que en certs punts sostenen unes grans jardineres confeccionades en ceràmica de colors, obra del ceramista Antoni Cumella i Vendrell. Els bancs tenen forma d'ones de mar, i reben el nom de Lungomare, un vocable italià que significa «passejar al costat del mar». Hi ha també una zona infantil, aparells gimnàstics i musicals, un amfiteatre, camps de futbol i bàsquet, pistes de petanca i taules de ping-pong. |                                                                  |
| Parc i zona de banys del Fòrum                    | Elies Torres i Tur, José Antonio Martínez Lapeña, Alejandro Zaera, Beth Galí, Jaume Benavent                   | 2004      | Es troba a la zona limítrofa entre Barcelona i Sant Adrià de Besòs, en el terreny on es va celebrar el Fòrum Universal de les Cultures 2004. L'espai principal és una gran esplanada, la plaça del Fòrum, dissenyada per Torres i Lapeña, presidida per una gran placa fotovoltaica, on destaquen a més unes pèrgoles plegades anomenades Els ocellets, així com el Bosc de columnes, d'ús polivalent. Altres elements dels mateixos autors són els bancs model Hebi, de formes ondulants, i les fonts Lama, en forma de làmines doblegades. Un altre conjunt de pèrgoles d'aspecte arbori i diferents colors es troba al costat del Centre de Convencions. Hi ha també àrees infantils i d'aparells gimnàstics. El conjunt inclou el parc dels Auditoris, obra d'Alejandro Zaera, el nom del qual prové de dos auditoris de graderies a l'aire lliure pensades per a concerts i espectacles; l'espai situat entre tots dos està format per una sèrie de dunes que combinen els espais vegetals amb paviments de rajoles de formigó amb forma de mitja lluna, de tons vermellós i ocre. Al costat del parc es troba la zona de banys, de 2 ha, dissenyada per Galí i Benavent, una platja sense sorra que dona accés mitjançant escalinates i rampes a la vora del mar, acotada mitjançant pals per formar un entorn segur, a mena de piscina. Aquesta zona queda protegida de l'onatge per un escull, que al seu torn forma una illa artificial anomenada Pangea. El recinte inclou gandules, consignes, vestidors, dutxes i altres elements i serveis. |                                                                  |
| Parc lineal de la Gran Via                        | Andreu Arriola i Carme Fiol                                                                                    | 2007      | Està situat en un tram de la Gran Via de les Corts Catalanes comprès entre la plaça de les Glòries Catalanes i Sant Adrià de Besòs. Es tracta d'una autovia d'abundant tràfic, pel qual la primera intervenció va consistir en la instal·lació d'una sèrie de pantalles acústiques per esmorteir el soroll. La zona per als vianants queda dividida en dues per la carretera, pel qual es van construir nombrosos ponts i passarel·les per connectar els dos costats de la Gran Via. L'espai públic resultant va ser moblat amb diversos elements, com un canal d'aigua elevat amb salts d'aigua que cauen sobre diversos estanys, o una sèrie de bancs amb dissenys de diferent tipus: caragol, oreneta, estel, espiral o bumerang. |                                                                  |
| Xemeneia solitària                                | Elies Torres i Tur i José Antonio Martínez Lapeña                                                              | 2007      | Situada a la plaça Ernest Lluch, que va servir d'accés al Fòrum Universal de les Cultures de 2004, es tracta d'una columna d'acer de 20 m d'altura, que acull diversos dispositius electrònics per al mesurament de la velocitat i direcció del vent, la temperatura, la humitat, la pressió atmosfèrica i la radiació solar, els resultats dels quals mostra en unes pantalles digitals amb forma de banderola a la part superior de la columna. Inclou també un rellotge analògic i unes barres que assenyalen els quatre punts cardinals, i està rematat en la seva part superior per un parallamps. |                                                                  |
| Parc del Centre del Poblenou                      | Jean Nouvel | 2008      | Jean Nouvel, autor també a Barcelona del gratacel Torre Agbar, va dissenyar aquest parc amb un estil avantguardista, amb una sèrie d'elements de caràcter minimalista i concepció abstracta. Es divideix en diversos espais temàtics, on els elements urbans i escultòrics conviuen en plena harmonia amb la vegetació. Entre ells destaquen els Rams, una sèrie d'elements verticals en forma de jardineres escultòriques, així com els «pous del cel», unes lluminàries de tubs d'acer i malla metàl·lica amb forma vertical o de con. Altres elements d'il·luminació tenen forma d'esfera foradada, pel qual ofereixen una llum similar a la d'una discoteca. Cal destacar també el paviment, de rajoles de formigó amb peces circulars de ceràmica i acer inoxidable en colors vermell i groc, en homenatge a la bandera catalana. El mobiliari urbà es completa amb unes cadires giratòries d'alumini, ancoratges per a bicicletes, àrea infantil, pistes de petanca i taules de ping-pong. |                                                                  |
| Plaça de Lesseps                                  | Albert Viaplana                                                                                                | 2009      | La remodelació de la plaça de Lesseps destaca per l'artistificació dels seus elements urbans. El conjunt es va denominar El Canal de Suez, en honor de l'enginyer francès al qual està dedicada la plaça, constructor del gran canal que uneix la mar Mediterrània amb la mar Roja. Així, un canaló metàl·lic elevat creua tota la plaça, amb un flux d'aigua que desemboca en un salt sobre una bassa situada enfront de la Biblioteca Jaume Fuster. Aquest canal està complementat amb dos ponts que alberguen diverses jardineres, així com dues plataformes inclinades a tots dos extrems de la plaça, que recorden la proa i la popa d'un vaixell, mentre que unes torres d'il·luminació i una alta estructura metàl·lica en forma de paral·lelepípede i que recorda un pal·li, situada enmig de la plaça, simularien la cabina i els màstils d'aquest vaixell. Hi ha a més un amfiteatre, àrees infantils i pistes de petanca. |                                                                  |
| Parc de Can Rigal                                 | | 2012      | El parc de Can Rigal es troba al districte de Les Corts, i va ser inaugurat el 2012 amb un projecte desenvolupat per l'Àrea Metropolitana de Barcelona. És un parc de disseny modern, on destaquen uns grans panells solars que alhora que produeixen energia serveixen d'elements estètics del conjunt, ja que tenen una aparença gairebé escultòrica. El conjunt inclou un bar, una àrea per a gossos i un circuit d'aparells de gimnàstica per a la tercera edat. |                                                                  |
| Parc de les Rieres d'Horta                        | | 2013      | Aquest parc es troba al districte d'Horta-Guinardó. Es tracta d'un parc lineal, que transcorre a tot el llarg de l'avinguda de l'Estatut de Catalunya, des de la plaça de l'Estatut fins a la plaça de Botticelli. Es troba sobre un parc de neteja i dipòsit pluvial, que queda soterrat sota el carrer. Ha estat dissenyat amb els màxims criteris de sostenibilitat, com es denota en l'energia produïda per unes pèrgoles fotovoltaiques que proveeixen la xarxa d'enllumenat, que és de tecnologia led. Aquestes pèrgoles es troben sobre una sèrie de pistes de petanca, a les quals donen ombra. Hi ha també un circuit de gimnàstica amb aparells pensats especialment per a persones majors, una zona de jocs infantils i una plaça de sauló amb un escenari per a festes populars. |                                                                  |

## Galeria

Paviments
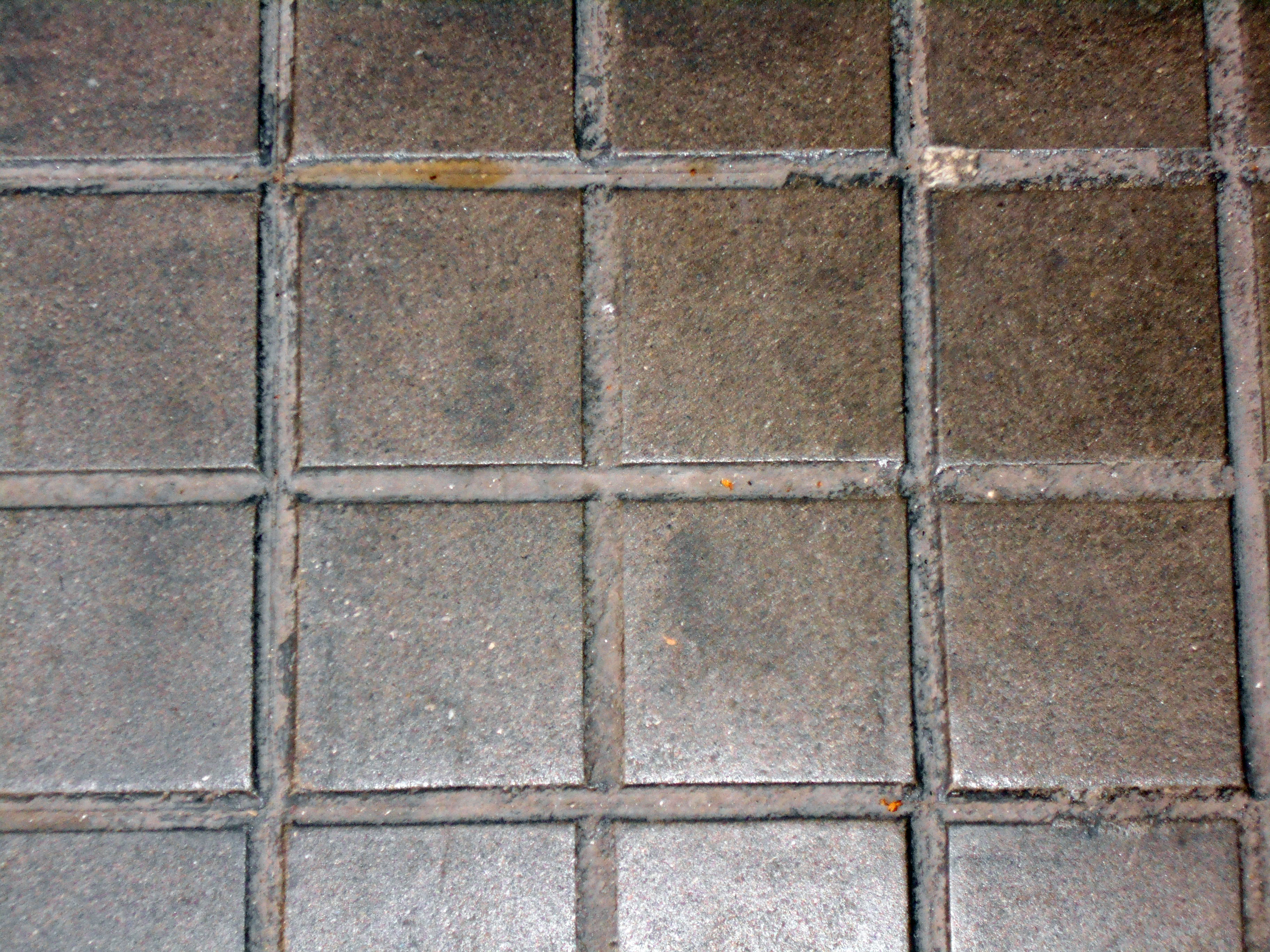
Panot de 4 pastilles.
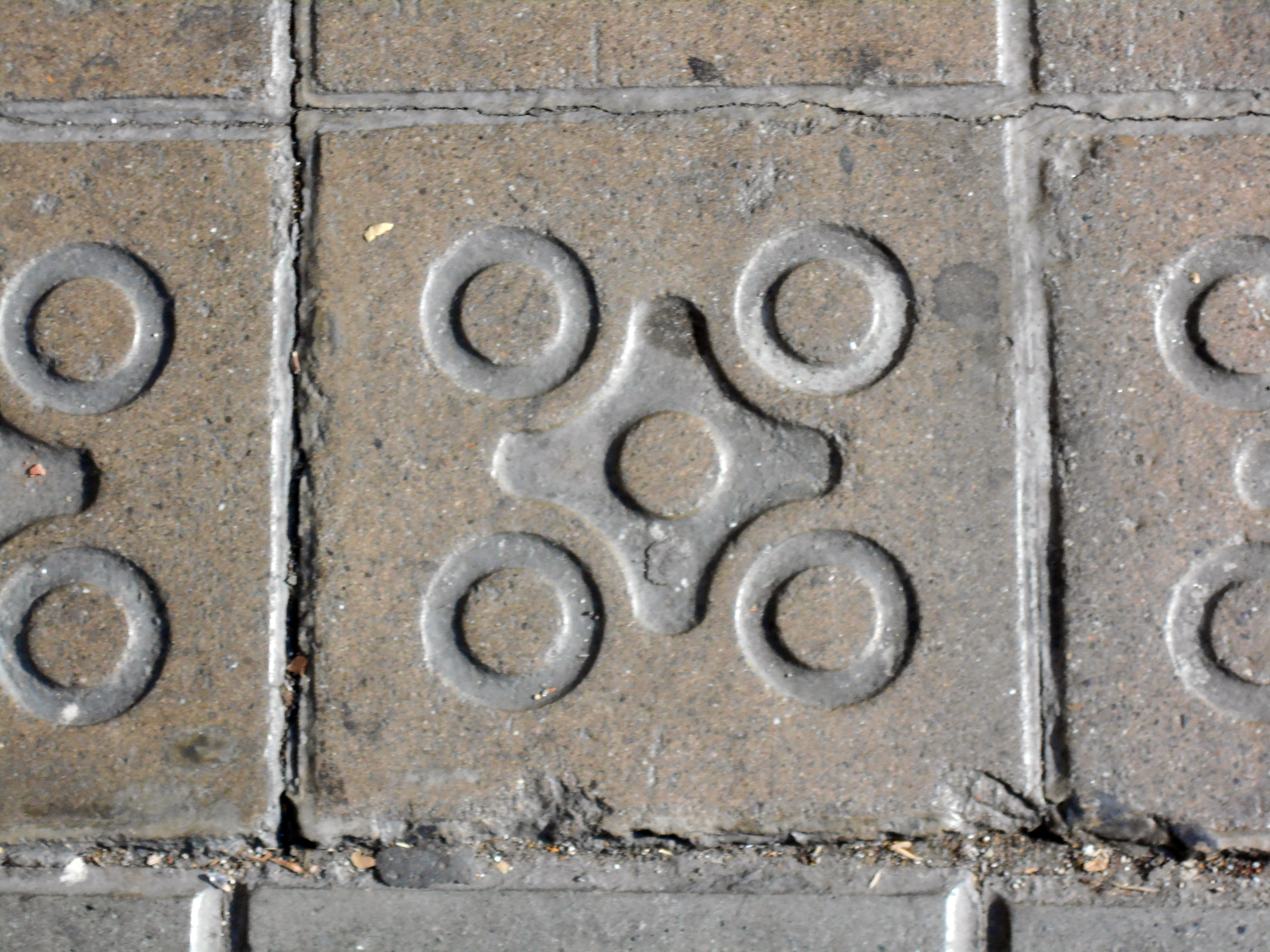
Panot del rombe.
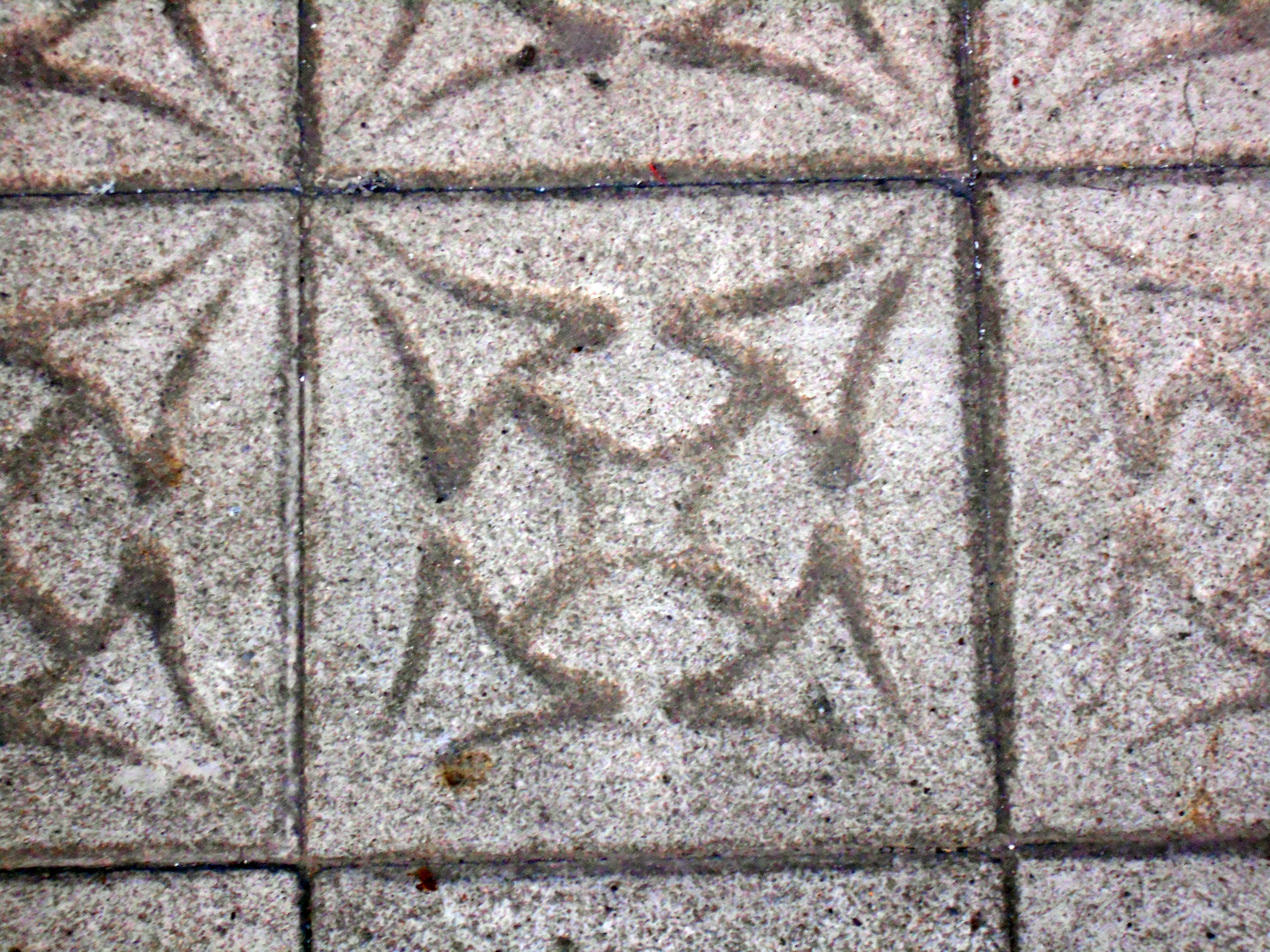
Panot de les roses.
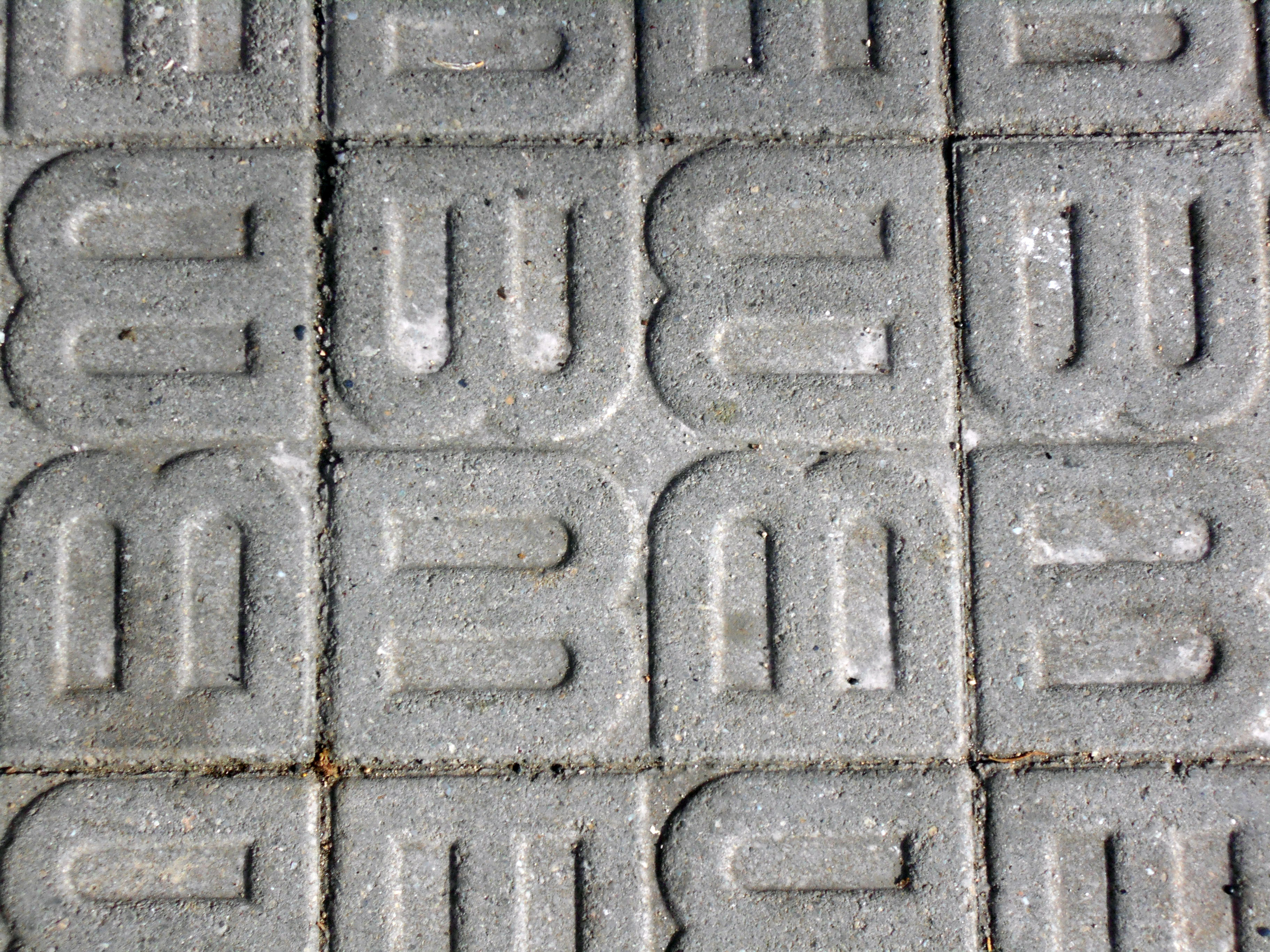
Panot de la B (de Barcelona).
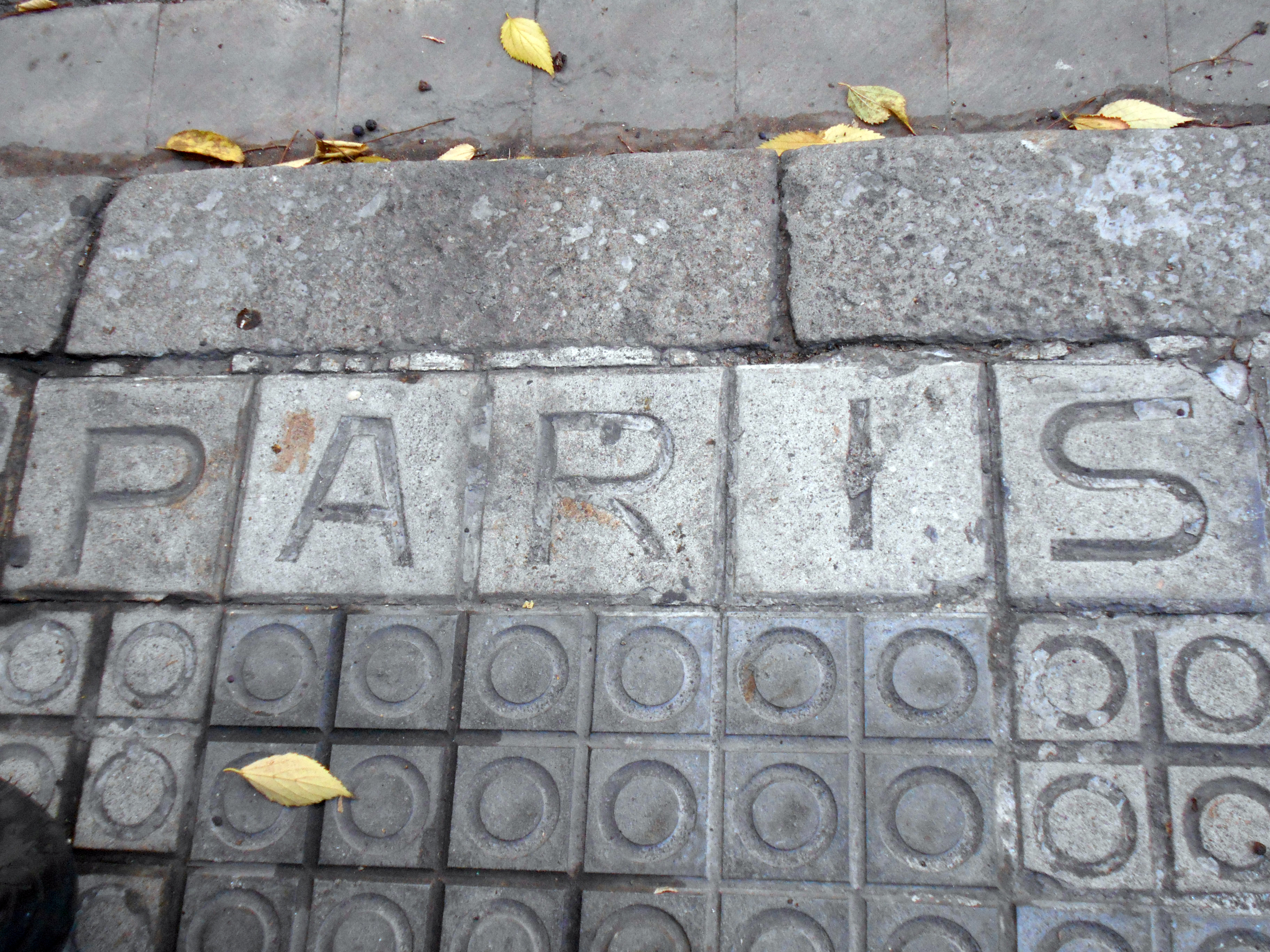
Panots de lletres, carrer de París.
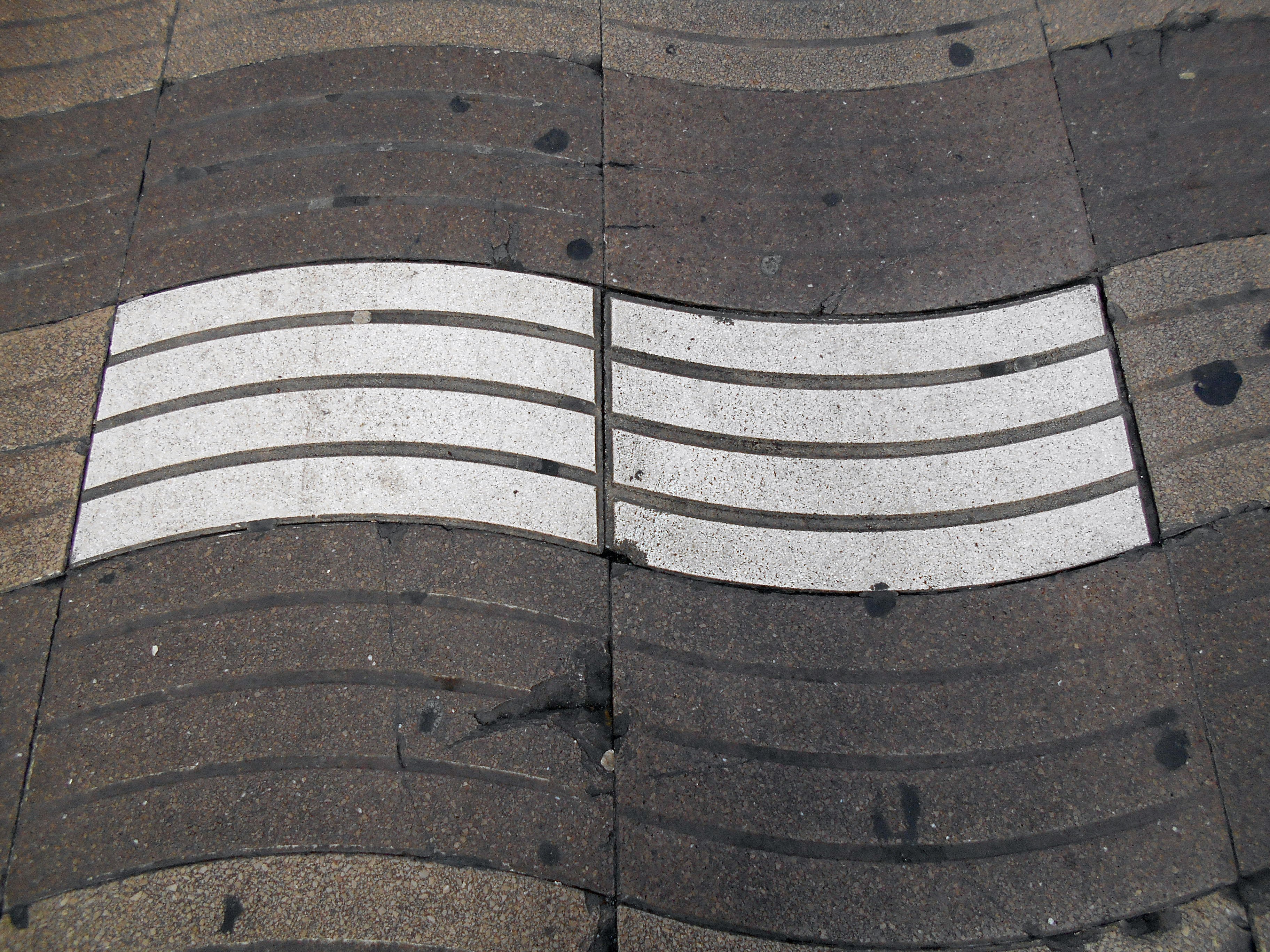
Paviment de la Rambla.
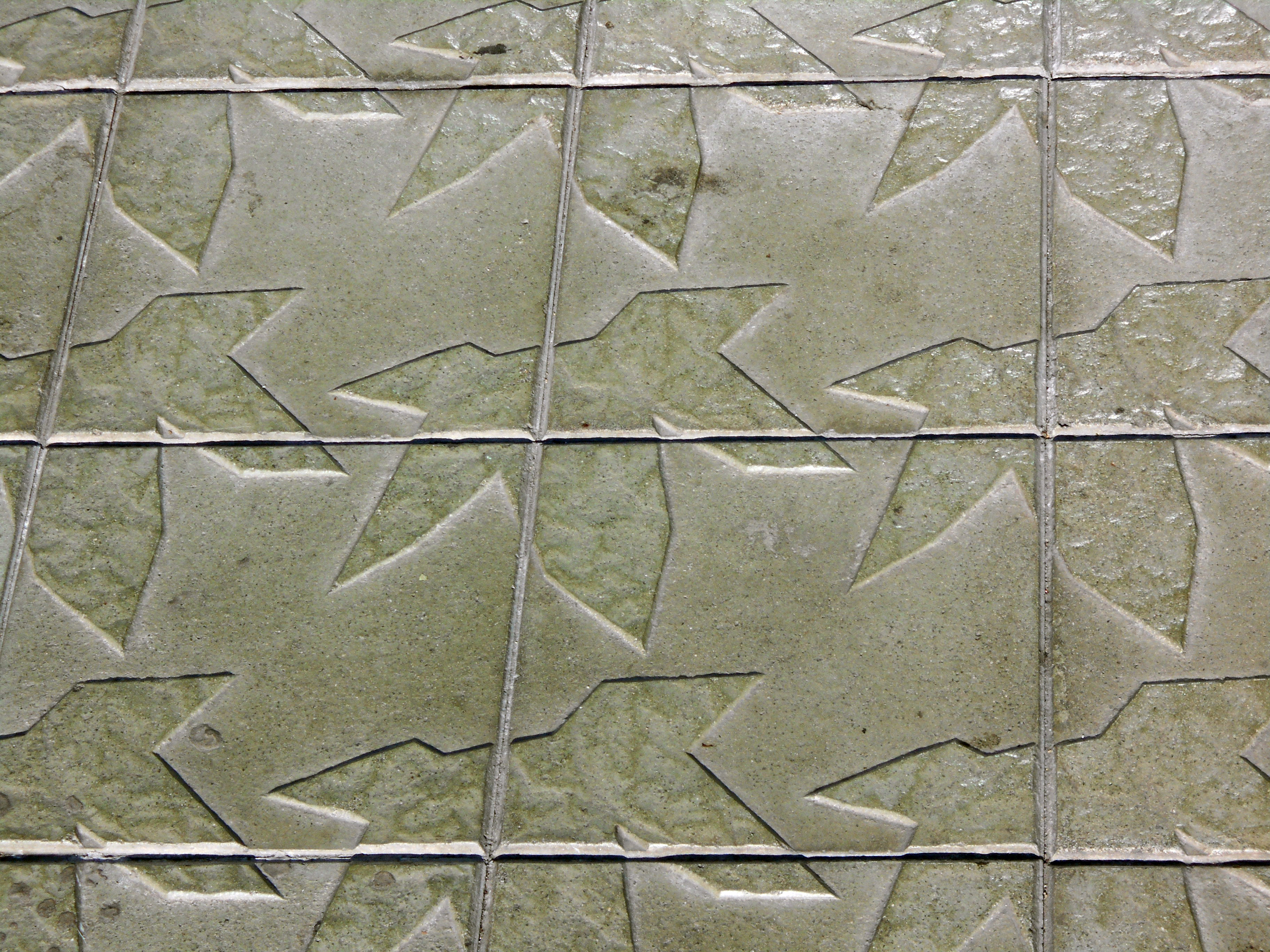
Paviment de l'avinguda Diagonal.

Fonts
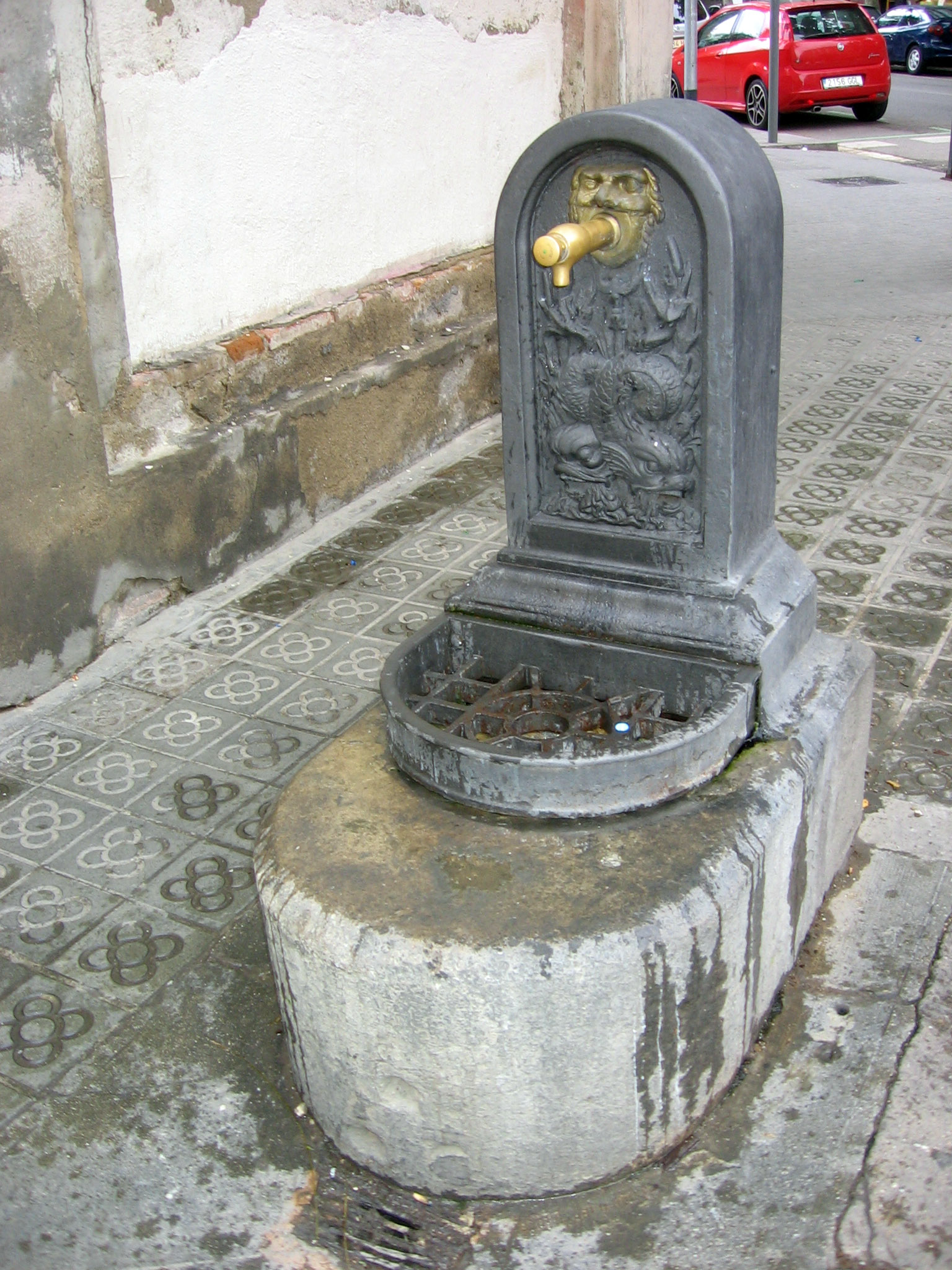
Model Capella.
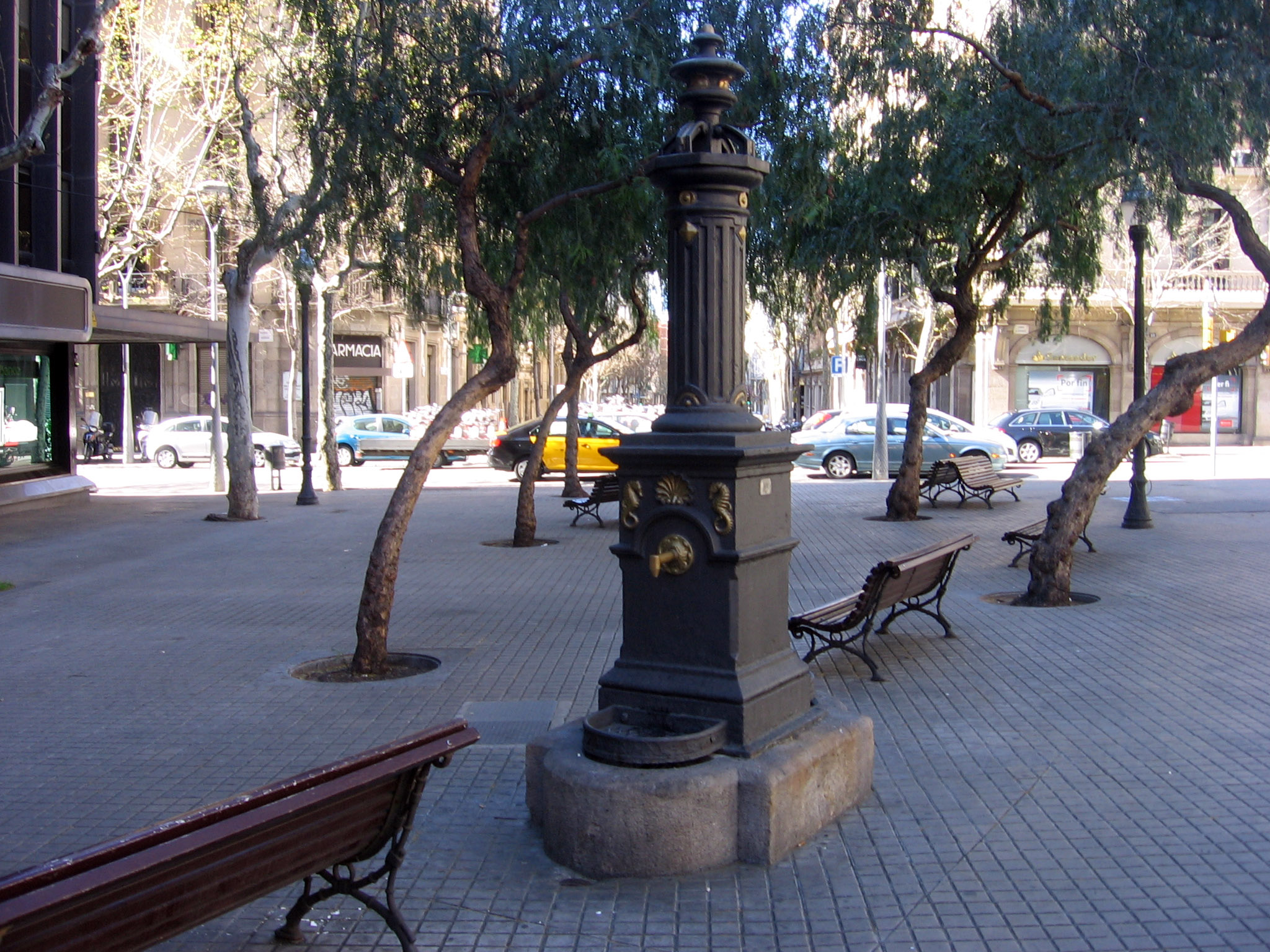
Font dissenyada per Antoni Rovira i Trias.
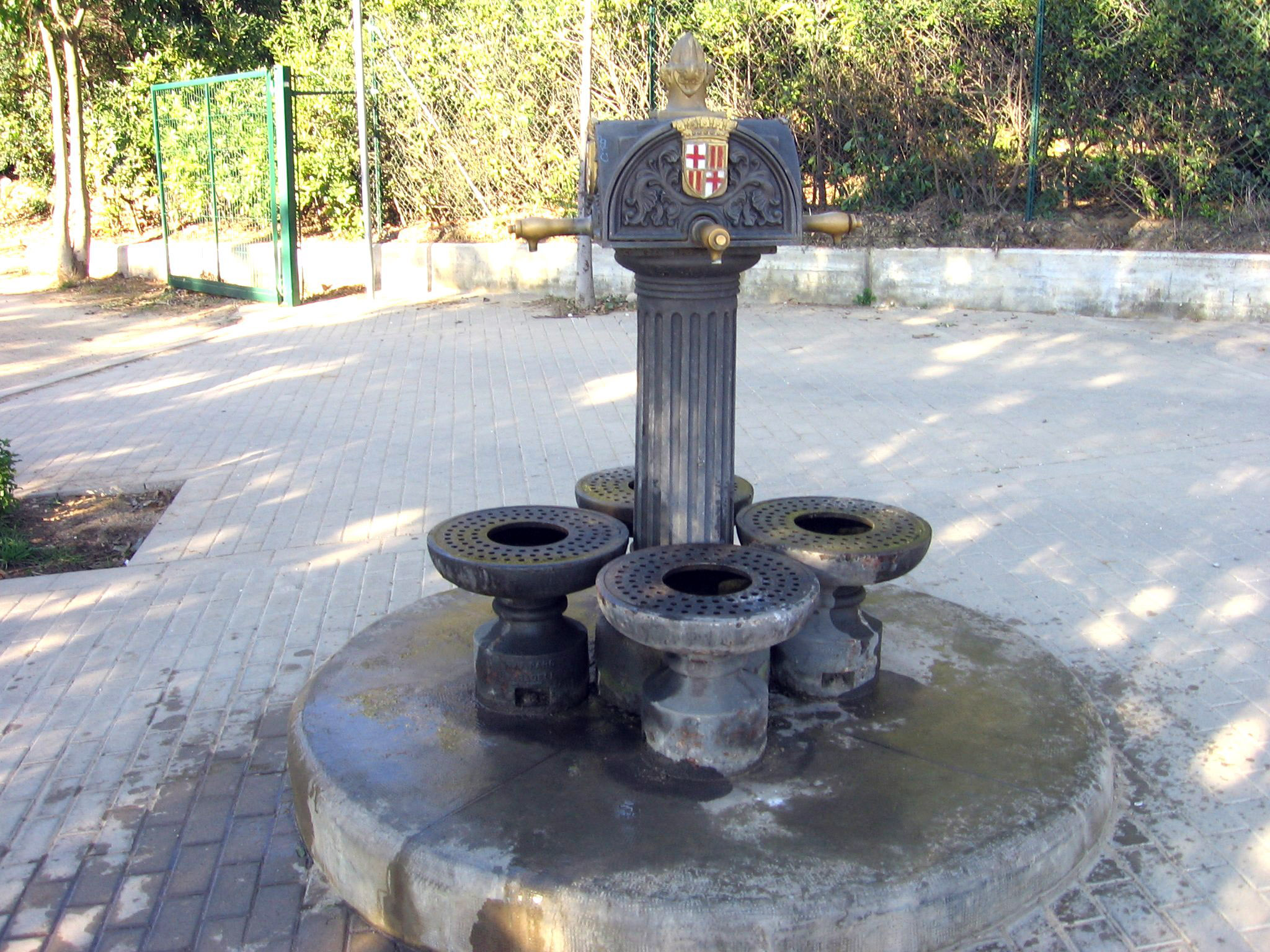
Model Badalona.
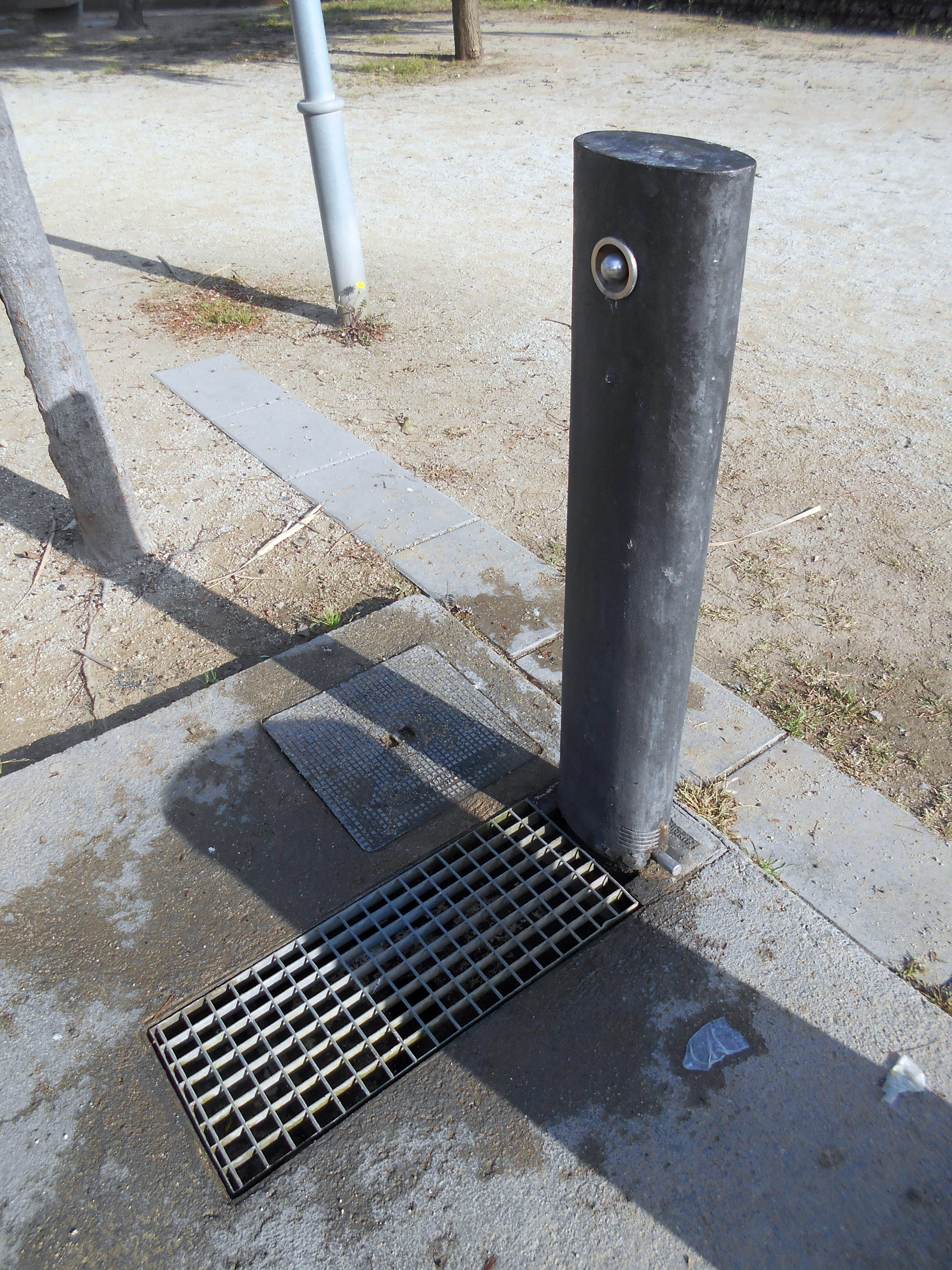
Model Georgina.
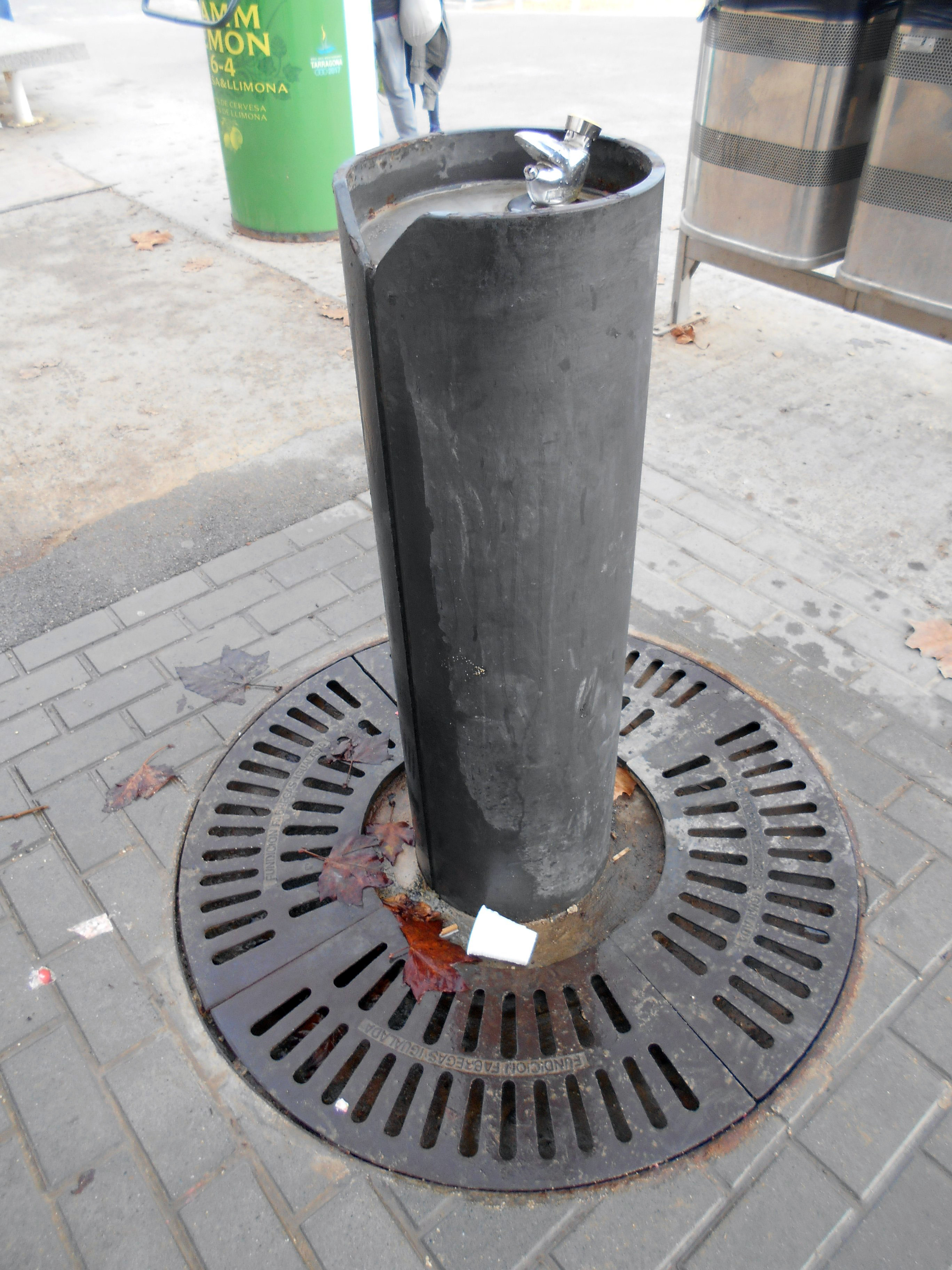
Model Vila Olímpica.
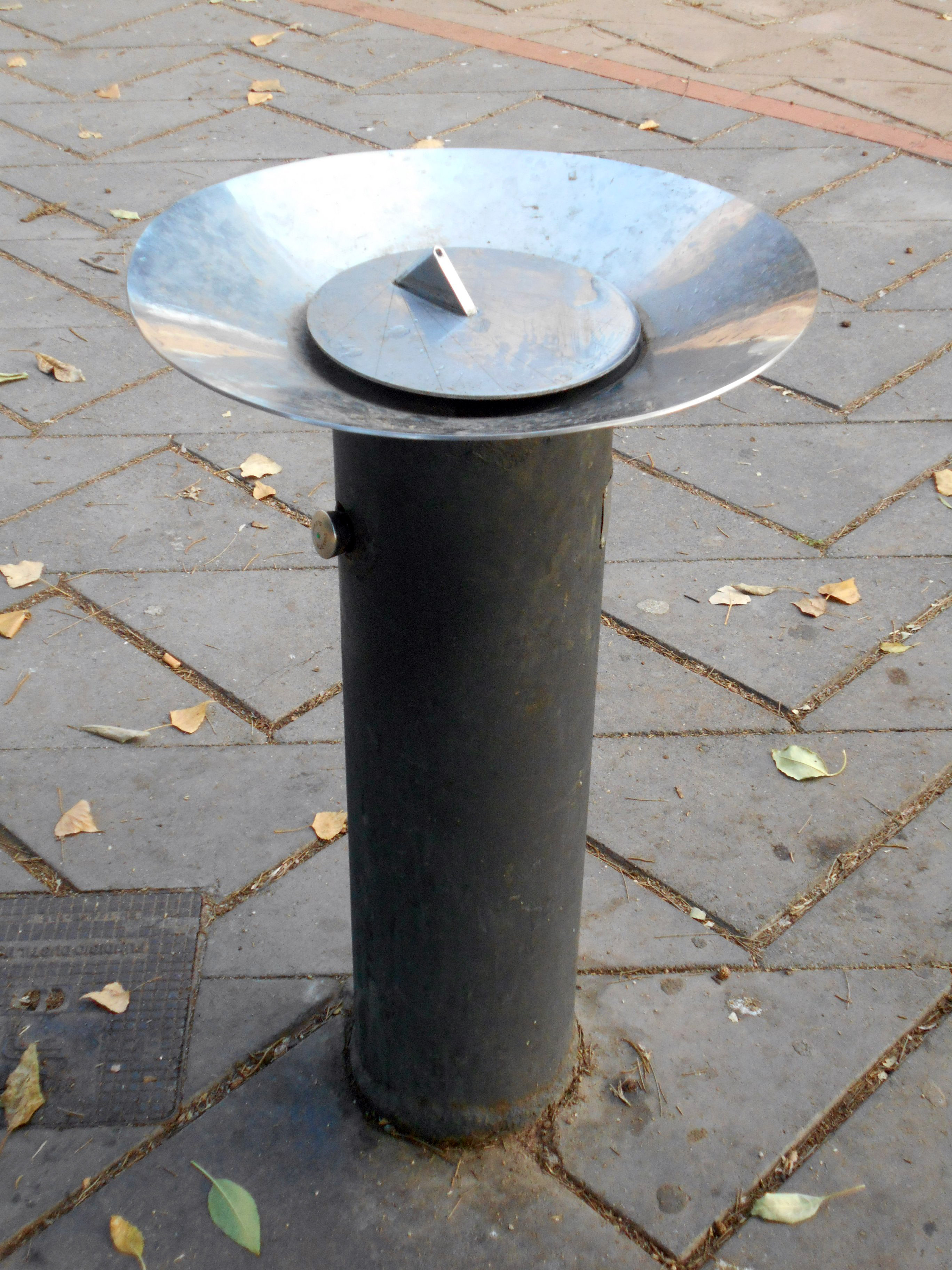
Model Sarastro.
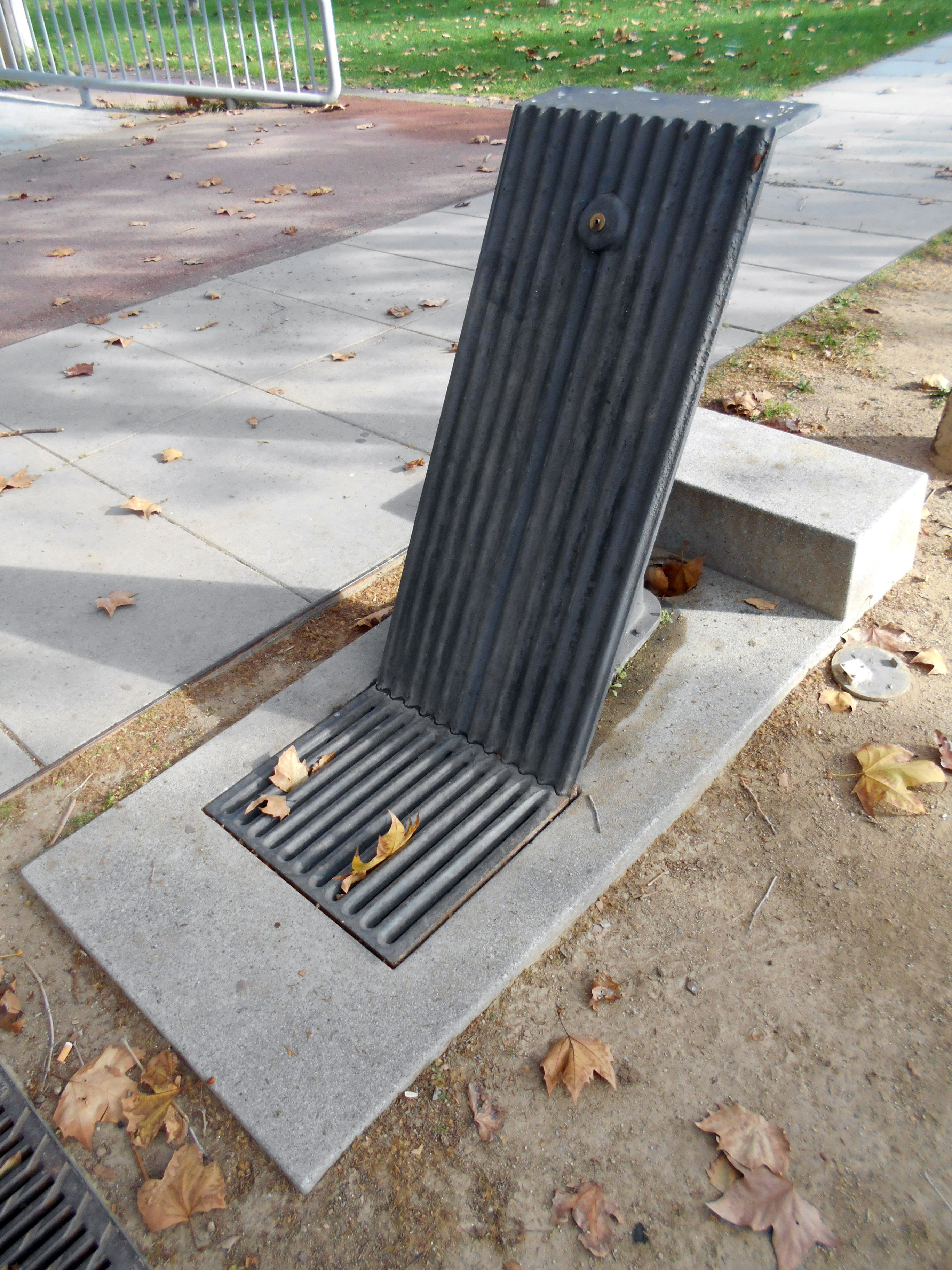
Model Lama.
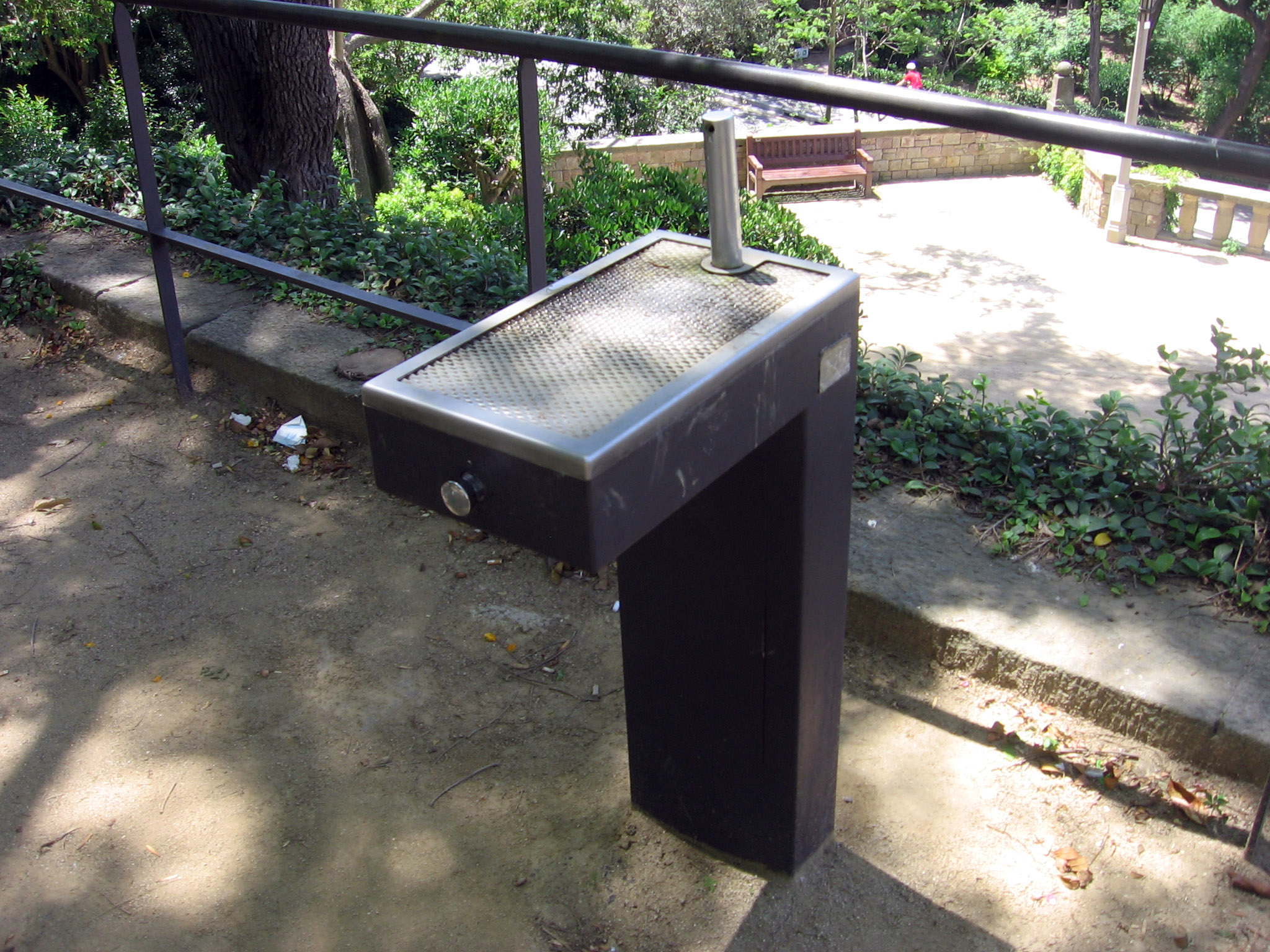
Model Caudal.

Bancs
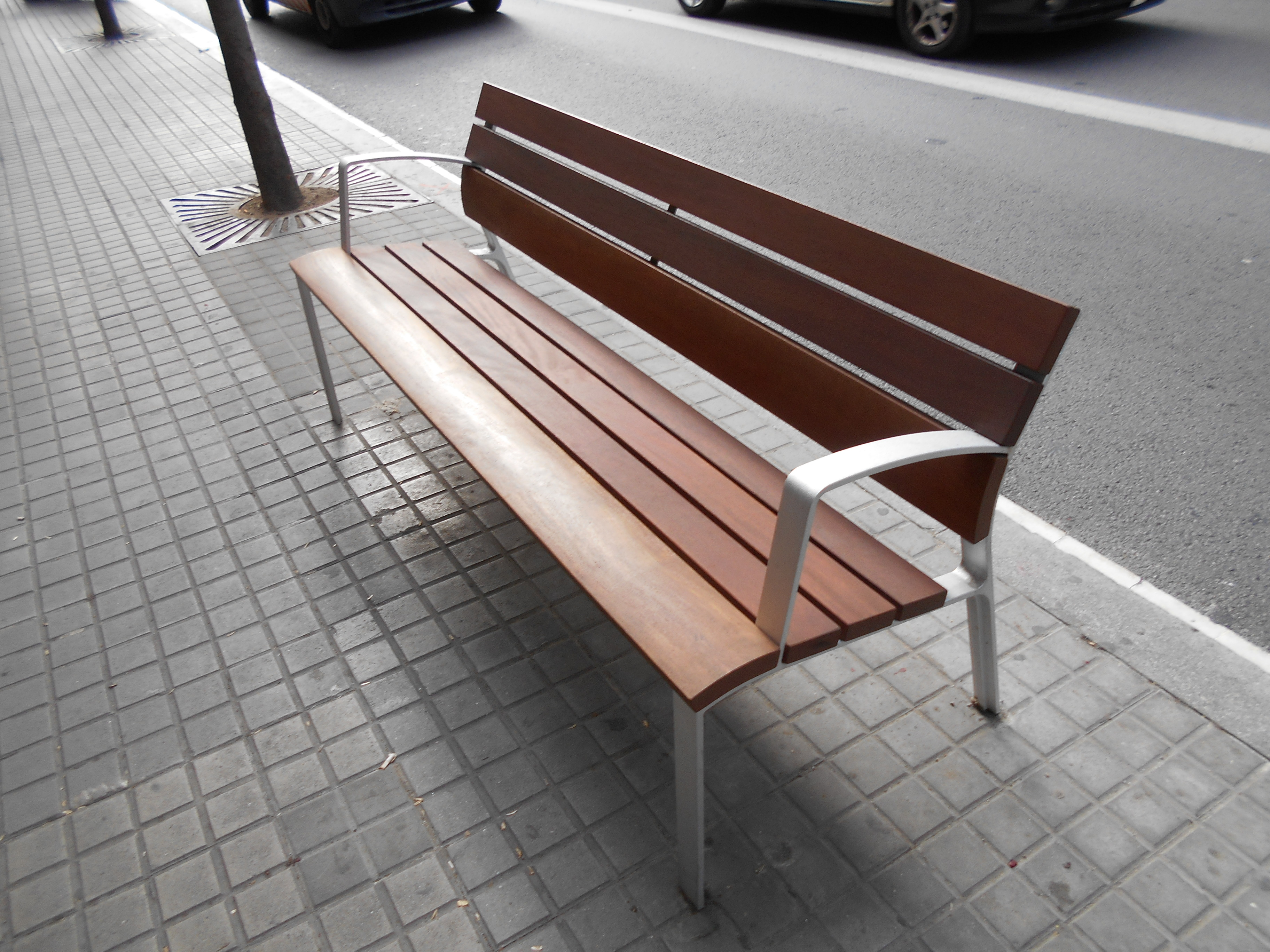
Model Neorromántico liviano.
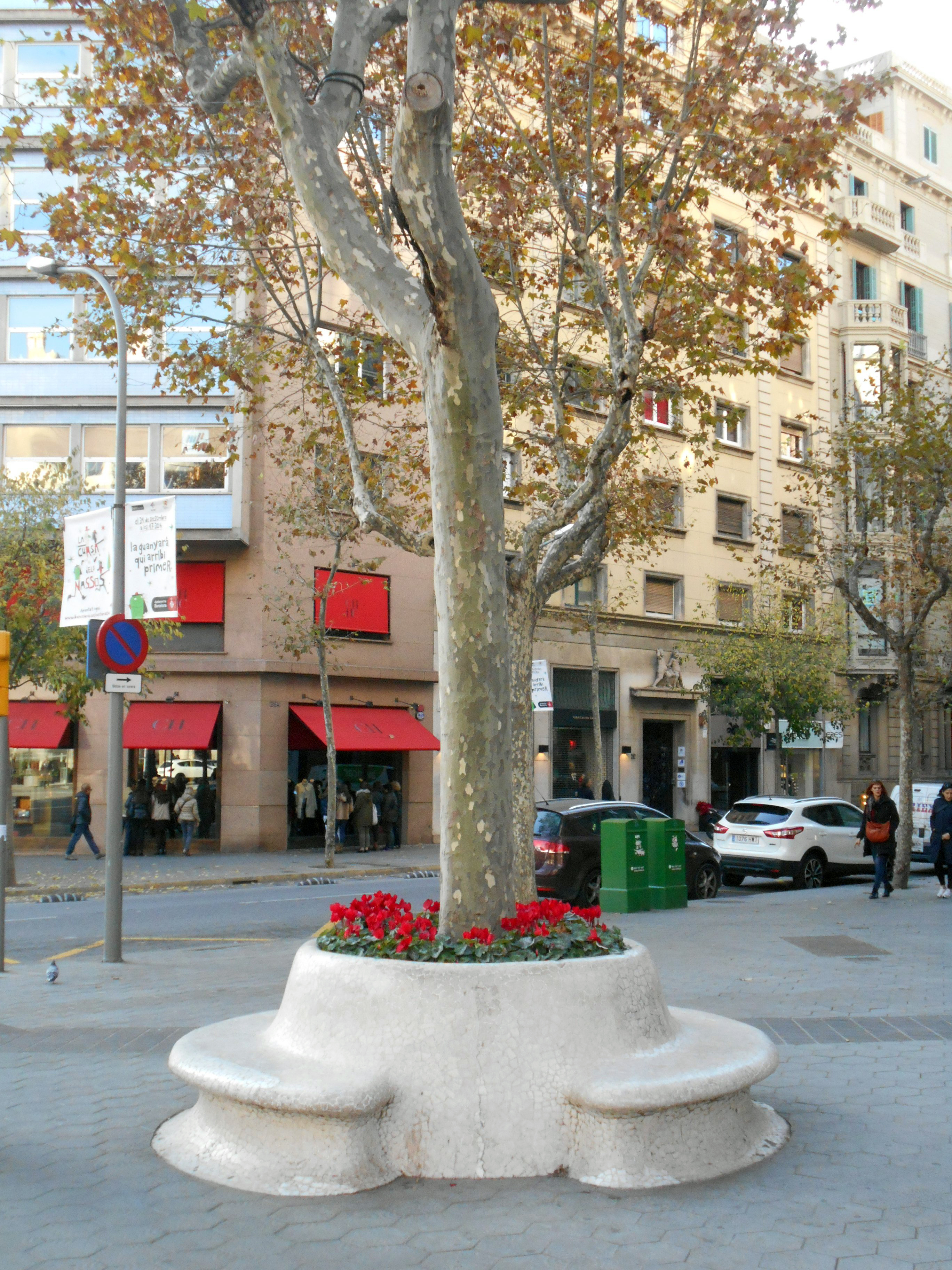
Banc-jardinera del passeig de Gràcia.
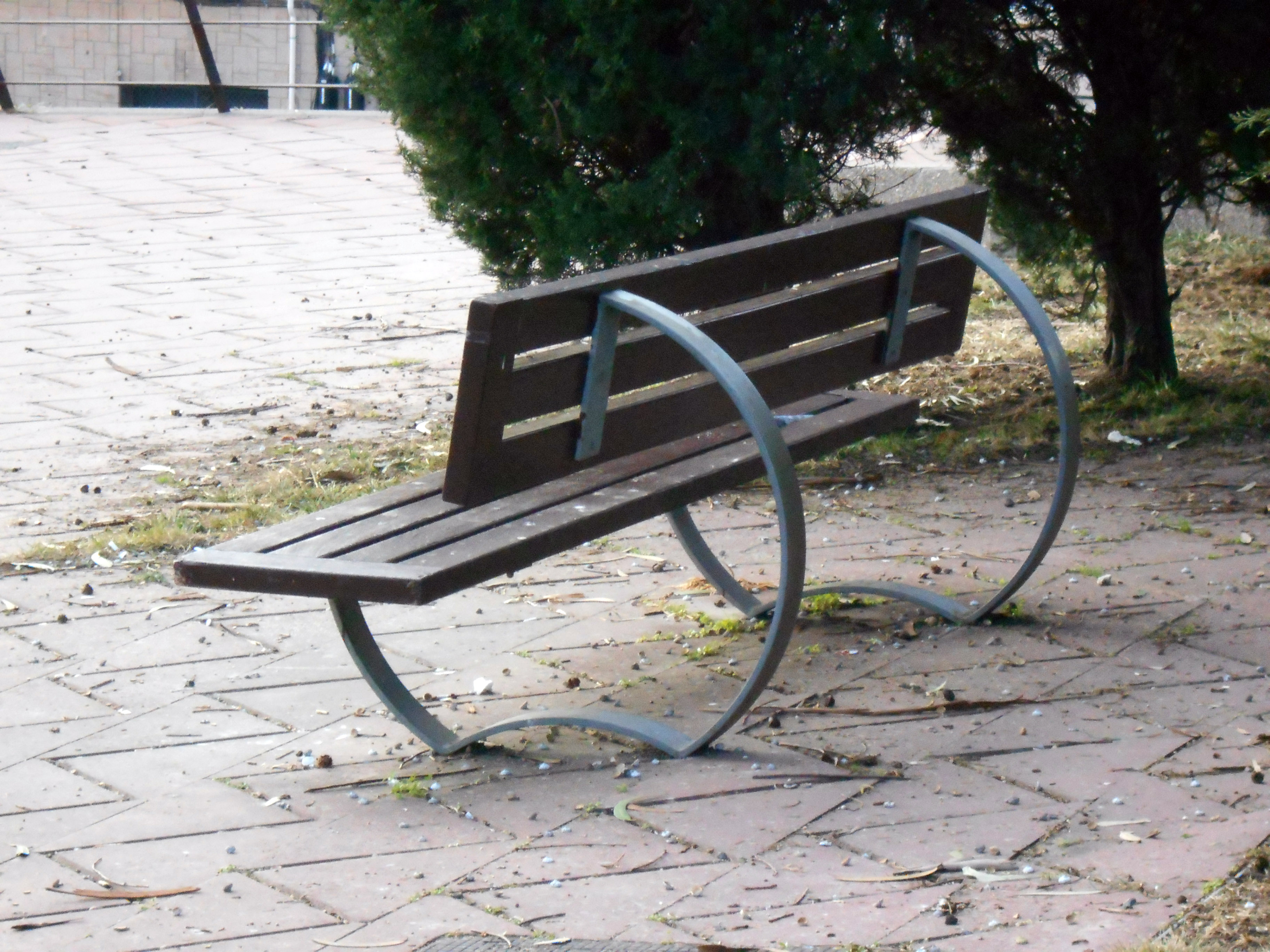
Model G.
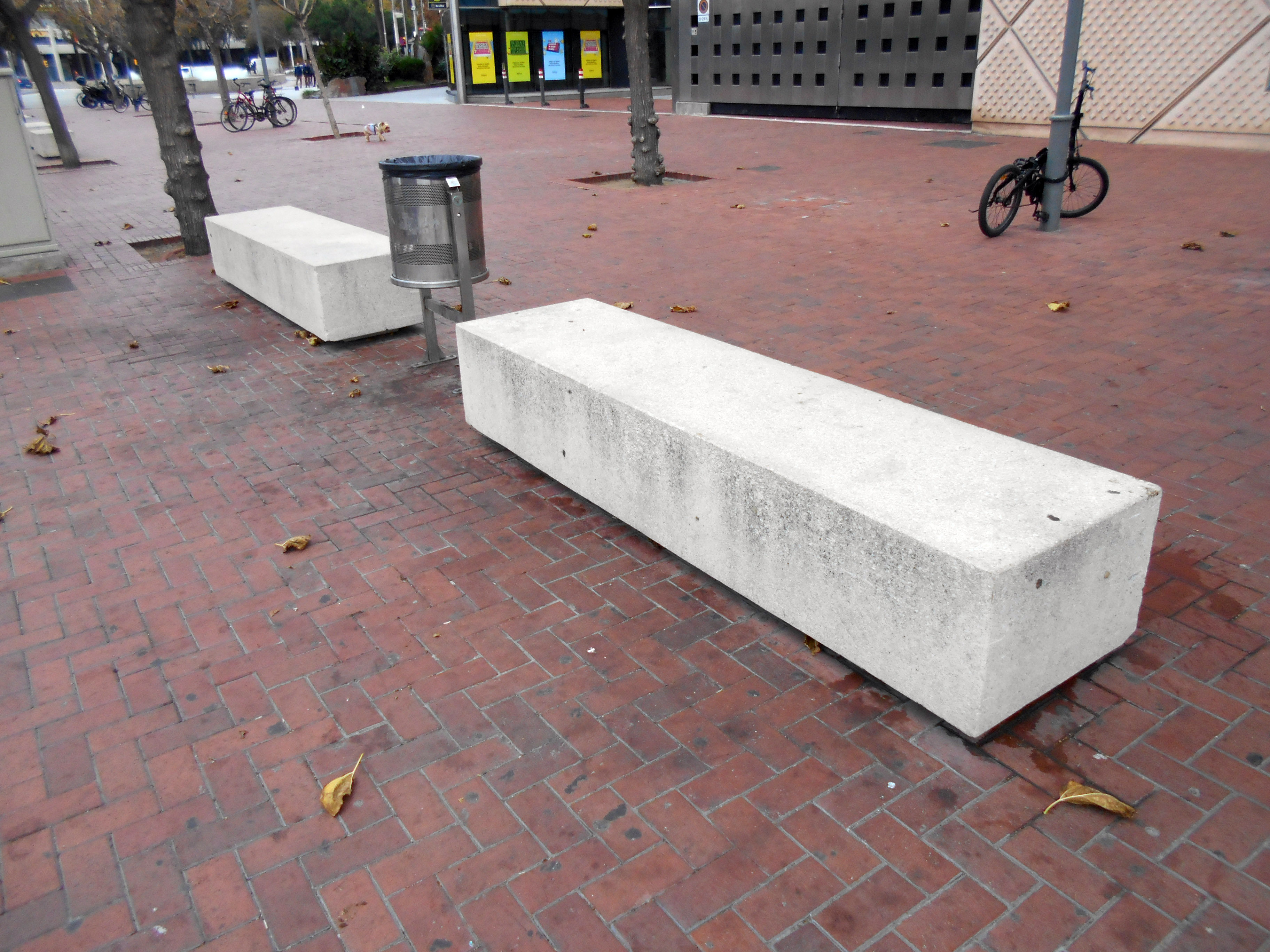
Model Sòcrates.
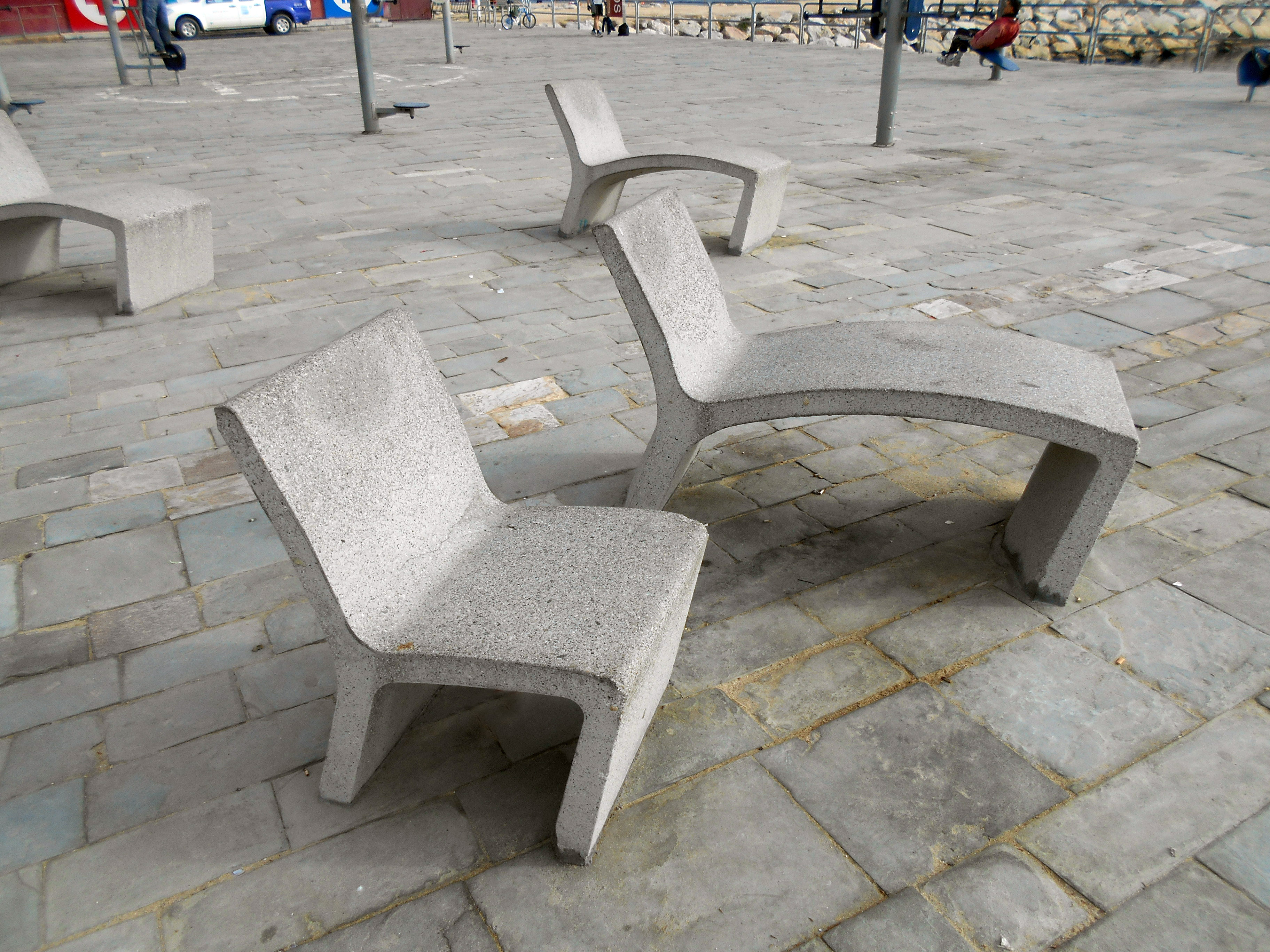
Models Sillarga i Sicurta.
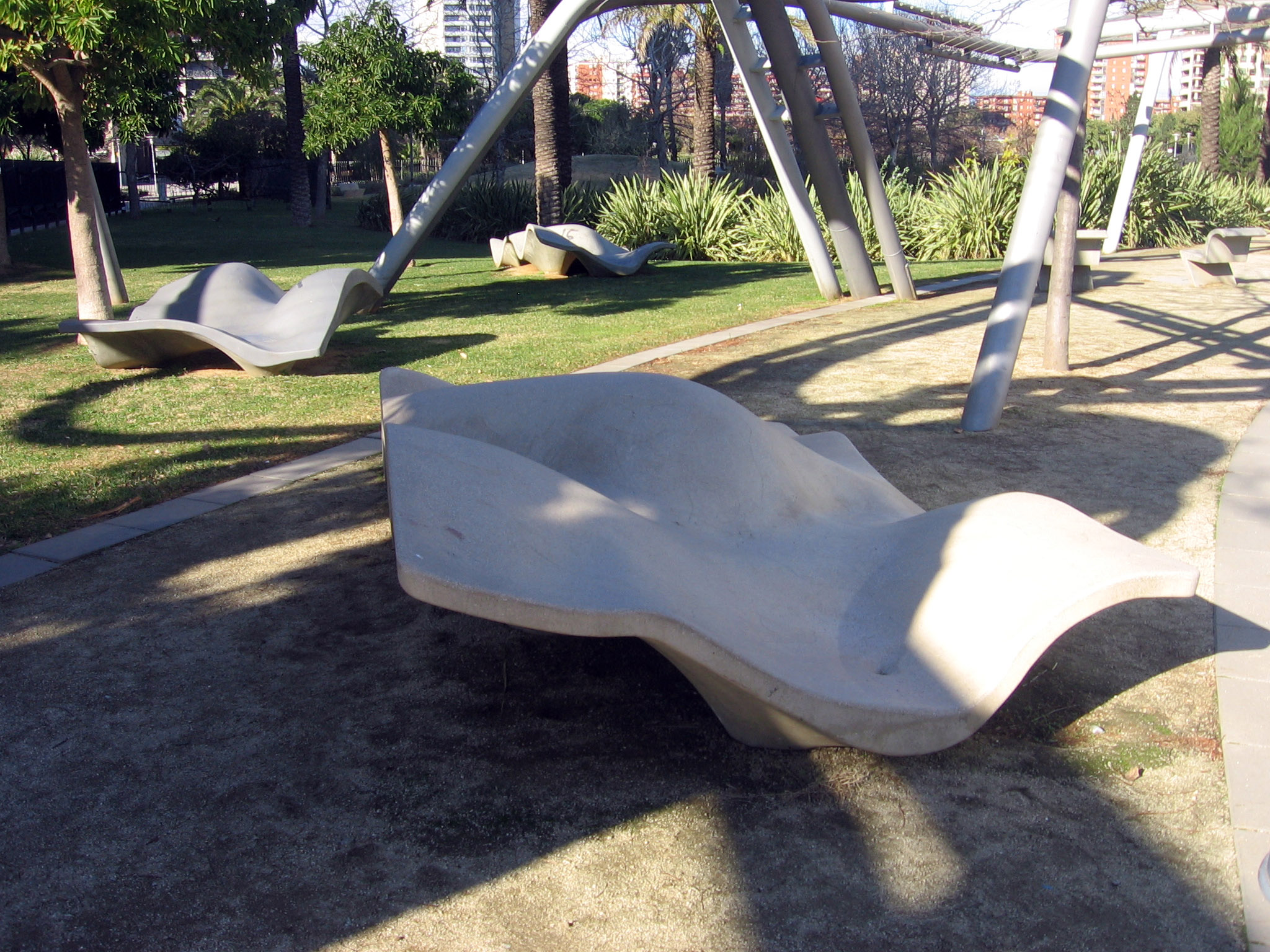
Model Lungomare.
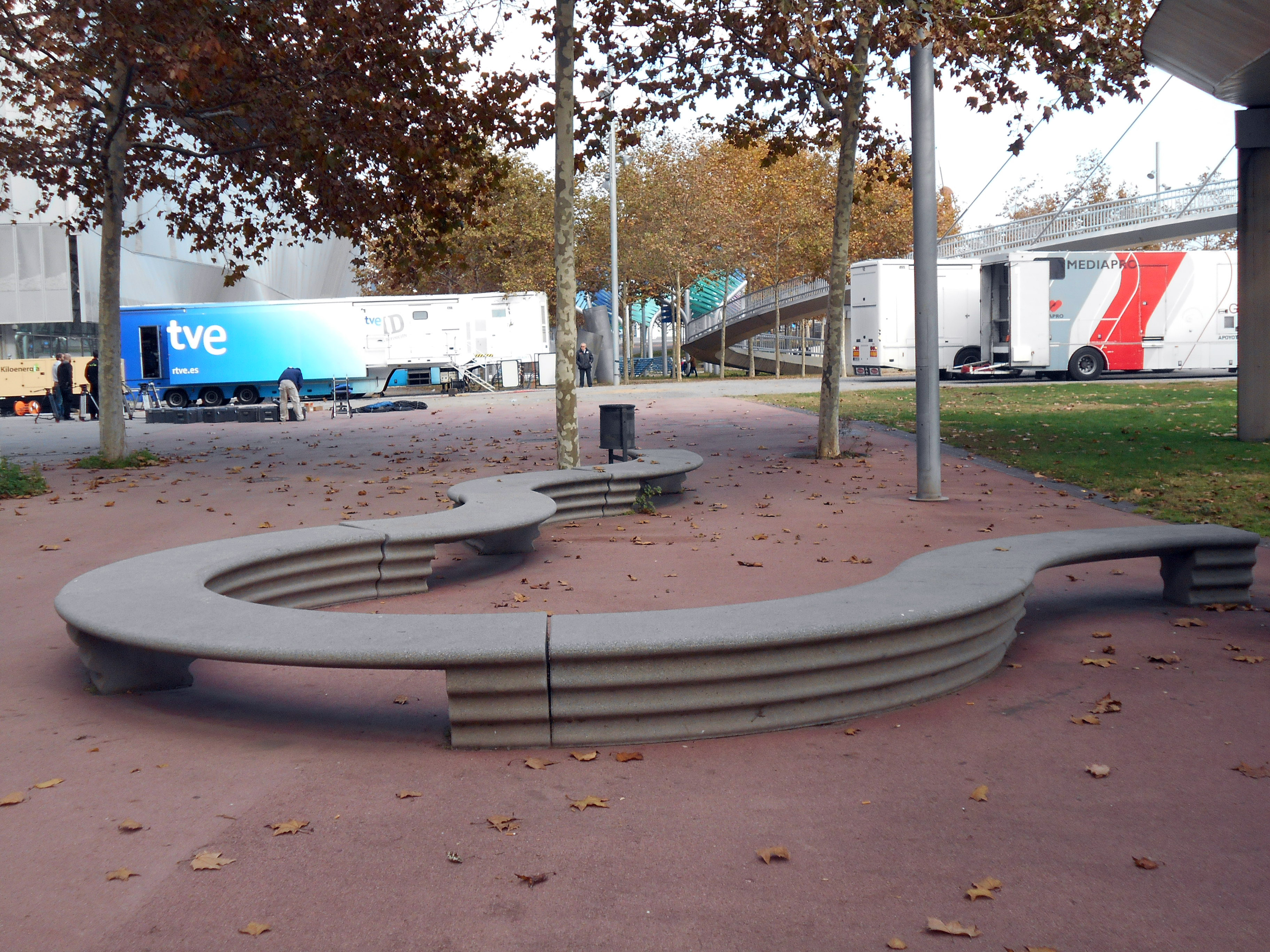
Model Hebi.

Fanals
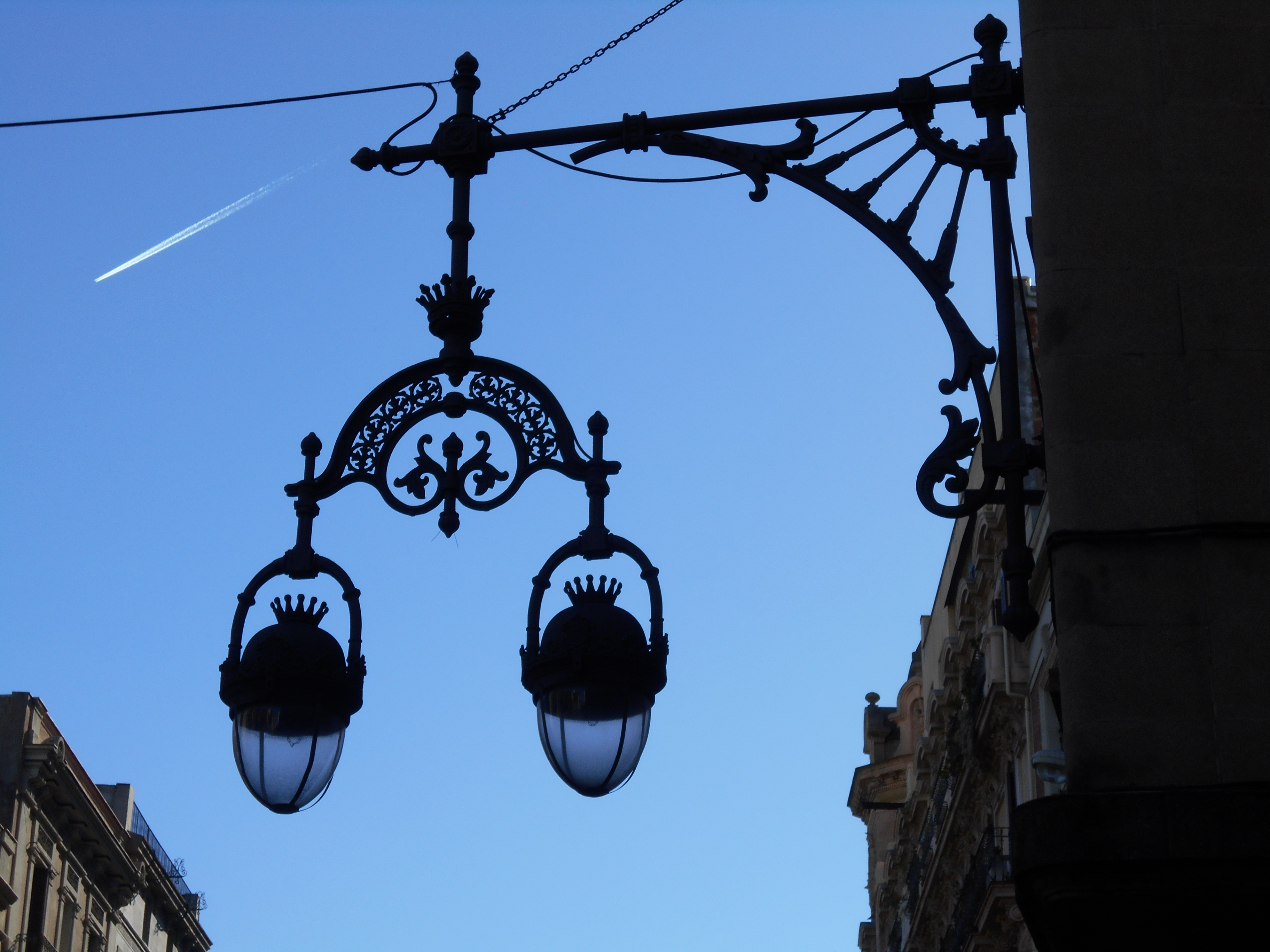
Fanal mural del carrer Gran de Gràcia.
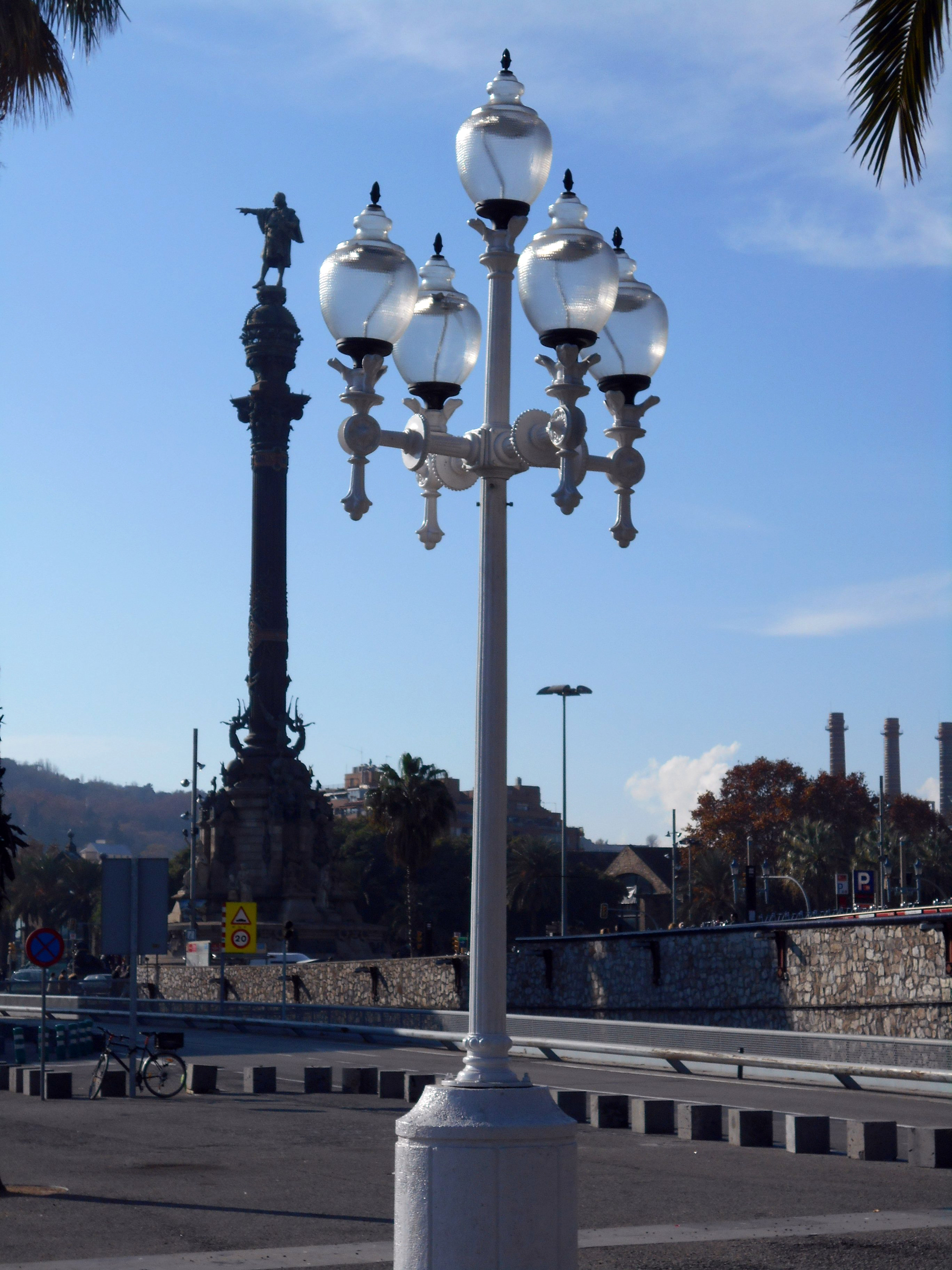
Model Ciutadella.
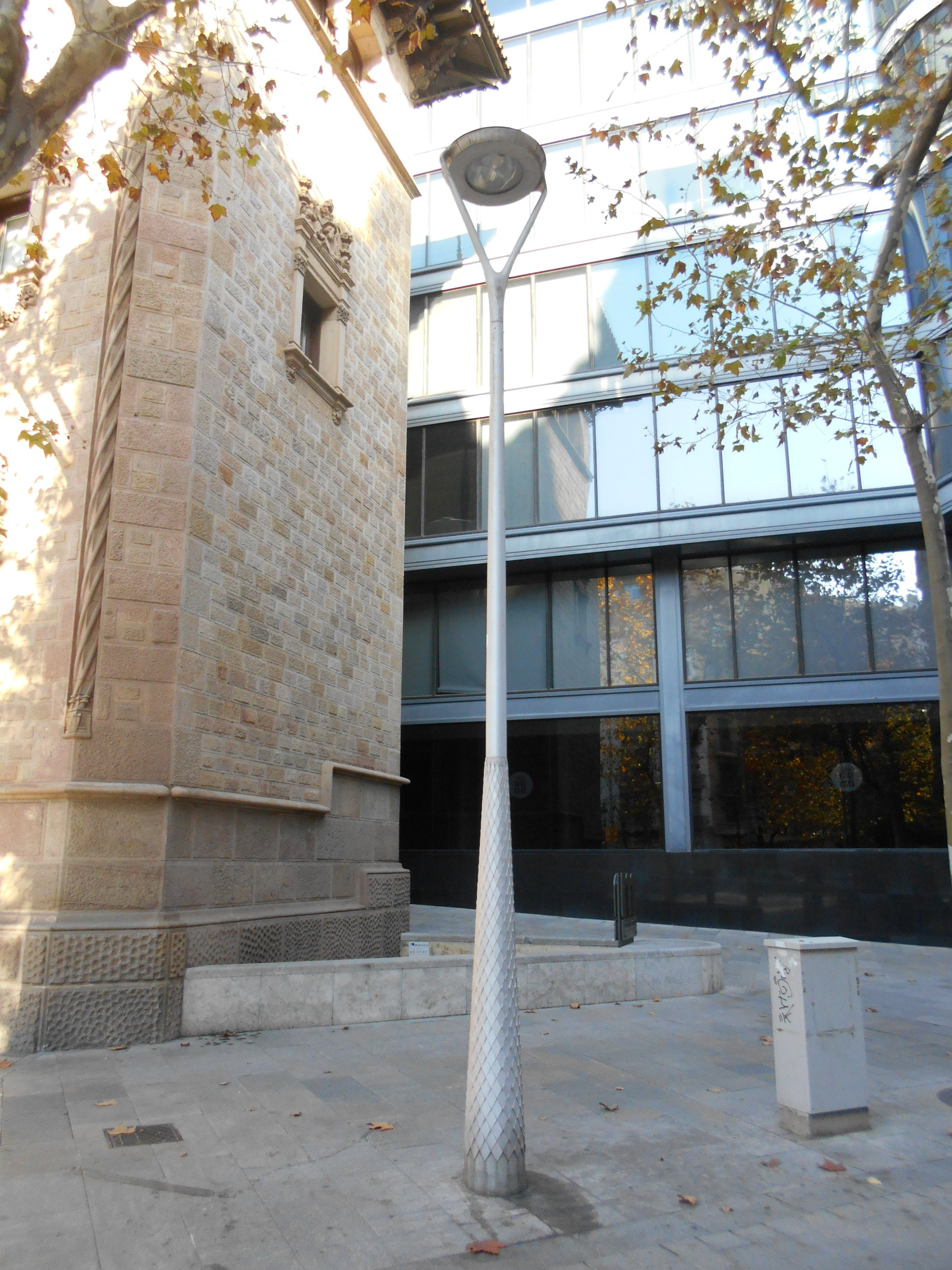
Model Eixample.
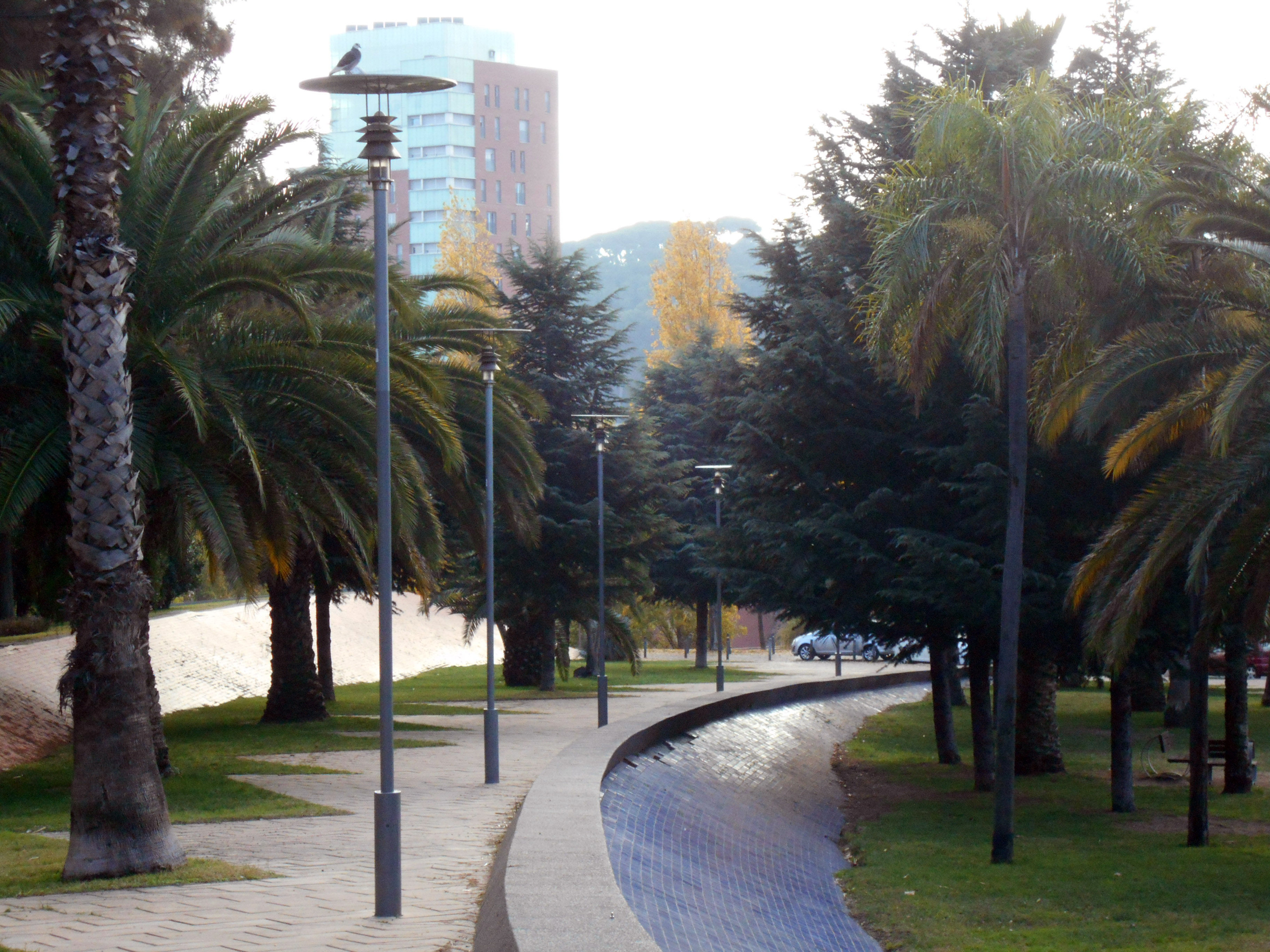
Model Pagode.
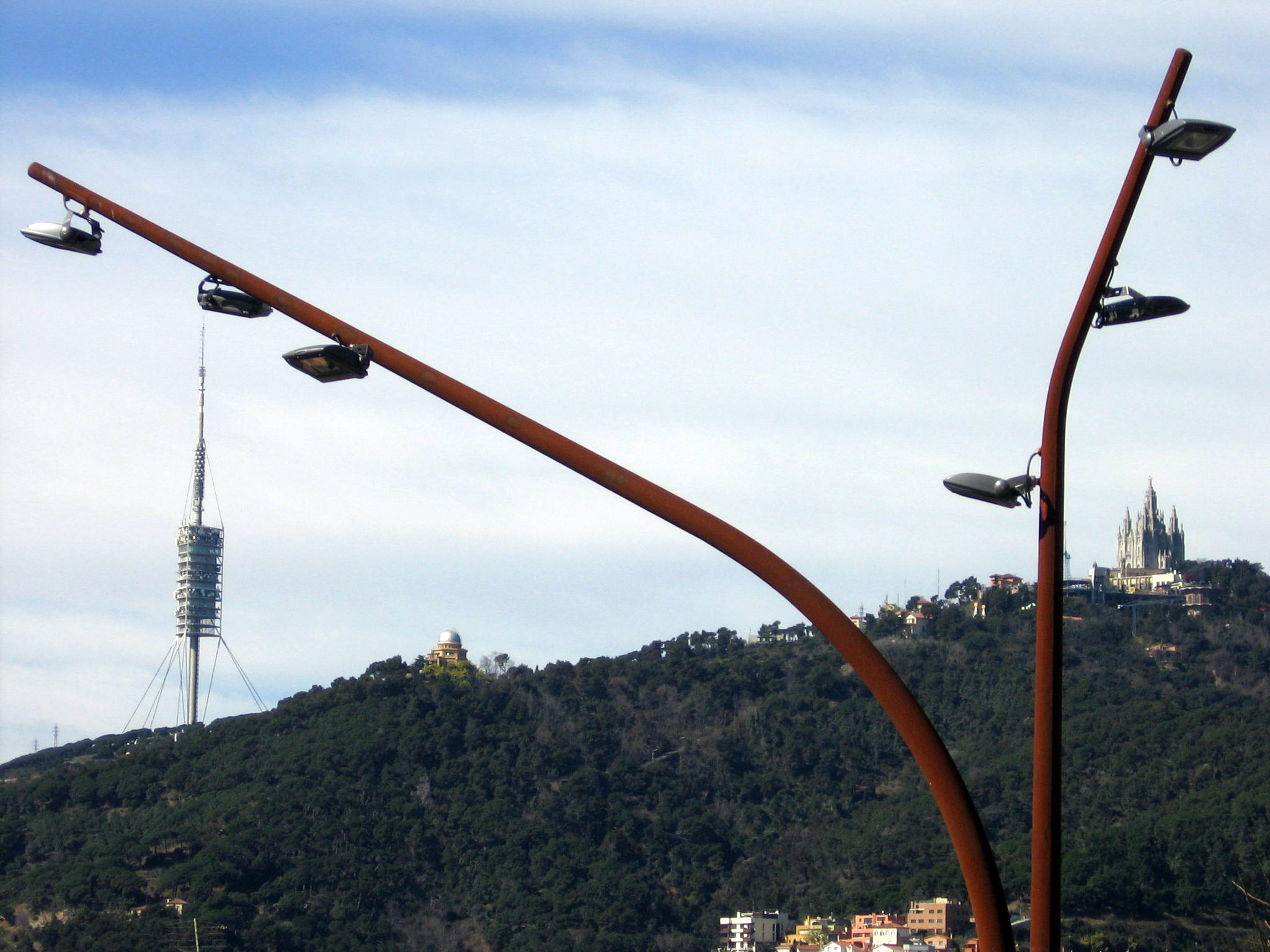
Model Ful.
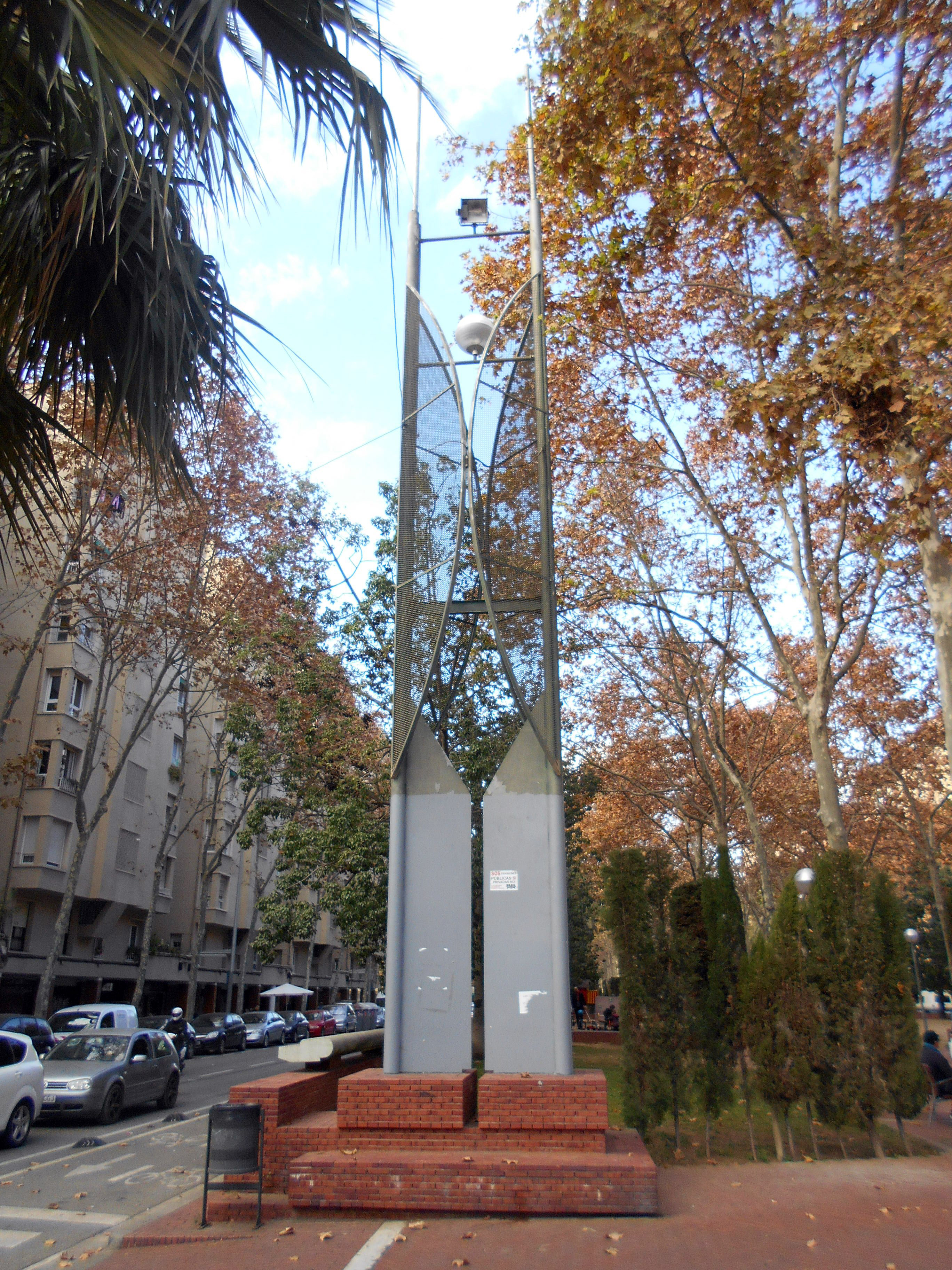
Fanal de la rambla de Prim.
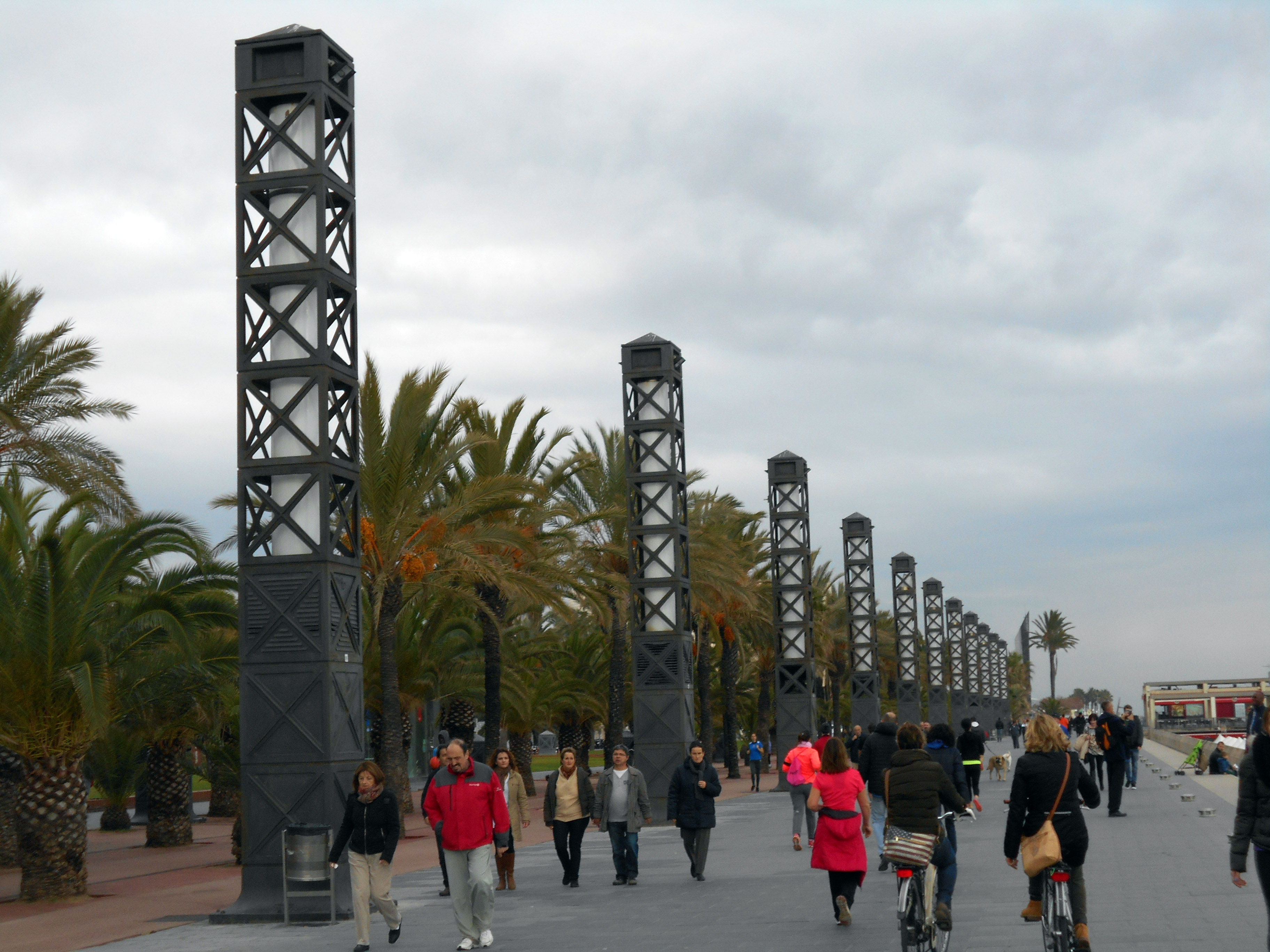
Model Andrea.
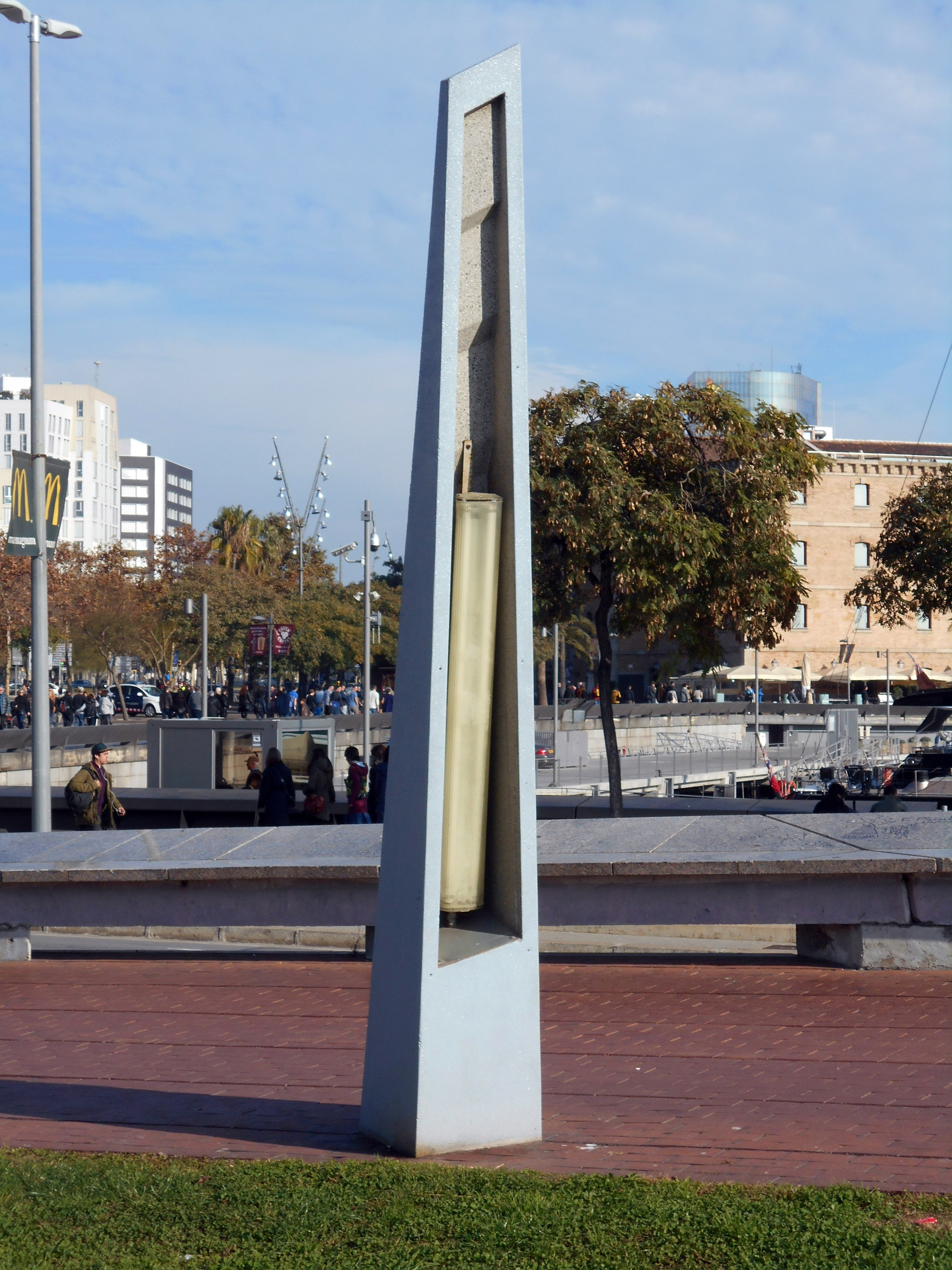
Model Llum-i.